# Donald Trump
|  | No s'ha de confondre amb Donald Trump Jr.. |

  Donald Trump    (Jamaica Hospital, 14 de juny de 1946) és un polític i empresari estatunidenc, actual i 47è president dels Estats Units, càrrec que ja va exercir entre el 2017 i el 2021, quan es va convertir en el primer President que no havia realitzat el servei militar i no tenia experiència política prèvia. Trump va perdre la reelecció a les Eleccions presidencials dels Estats Units de 2020 contra el candidat demòcrata Joe Biden, però va guanyar-la en 2024. El tant en el primer com en el seu segon jurament com a President en 2025, amb 78 anys, set mesos i sis dies el va convertir en el president de més edat en la història del país a prendre possessió (en el primer superant Ronald Reagan i en el segon a Joe Biden), i el primer convicte, després de ser condemnat pel cas Stormy Daniels.
Trump va néixer i créixer al districte de Queens de Nova York. Va assistir a la Universitat de Fordham durant dos anys i va obtenir el títol de llicenciat en Economia per The Wharton School de la Universitat de Pennsilvània. Va esdevenir president del negoci immobiliari del seu pare Fred Trump el 1971, el va rebatejar com a The Trump Organization, i va expandir les seves operacions per a construir o renovar gratacels, hotels, casinos i camps de golf. Més tard, Trump va iniciar diverses empreses paral·leles, principalment mitjançant la llicència del seu nom. Trump i les seves empreses han estat involucrats en més de 4.000 accions legals estatals i federals, incloses sis fallides. Va ser propietari de la marca del concurs de bellesa Miss Univers del 1996 al 2015. Va produir i presentar el xou d'impacte The Apprentice del 2003 al 2015.A abril de 2020, Forbes va estimar el seu patrimoni net en 2,1 mil milions de dòlars nord-americans.
La seva primera elecció i les seves polítiques van desencadenat nombroses protestes. Durant la seva primera presidència, Trump va ordenar la prohibició de viatjar als Estats Units a ciutadans de diversos països de majoria musulmana per problemes de seguretat, va promulgar un paquet de reducció d'impostos per a particulars i empreses, i va fer nomenar Neil Gorsuch, Brett Kavanaugh i Amy Coney Barrett al Tribunal Suprem dels Estats Units establint una majoria conservadora en el tribunal. En política exterior, Trump ha seguit una agenda d'«America First» («Primer Amèrica»), per la qual ha retirat els Estats Units de les negociacions comercials de l'Aliança Transpacífica, l'Acord de París sobre el canvi climàtic i el Pla d'Acció Conjunt amb l'Iran. Va imposar aranzels a les importacions que van desencadenar la Guerra comercial entre la Xina i els Estats Units, va reconèixer Jerusalem com a capital d'Israel i va retirar les tropes nord-americanes del nord del país durant la guerra civil siriana. Trump es va reunir tres vegades amb el líder de Corea del Nord, Kim Jong-un fins que les converses sobre desarmament nuclear es van trencar al 2019. Trump va reaccionar lentament a la Pandèmia per coronavirus de 2019-2020 minimitzant l'amenaça, ignorant o contradient moltes de les recomanacions dels funcionaris de salut i va promoure informació falsa sobre tractaments no provats i la disponibilitat de proves. Trump ha fet moltes declaracions falses o enganyoses durant la seva campanya i presidència. Les declaracions han estat documentades per fact checking i els mitjans de comunicació han descrit àmpliament el fenomen com a inèdit en la política nord-americana. Molts dels seus comentaris i accions han estat caracteritzats com de contingut racista o directament de racistes.
Les posicions polítiques de Trump han estat descrites com a populistes, proteccionistes i nacionalistes. Es va postular per primer cop com a precandidat a la carrera presidencial del 2016 pel partit republicà i va ser escollit president vencent la candidata demòcrata Hillary Clinton, tot i tenir menys vots.

## Biografia

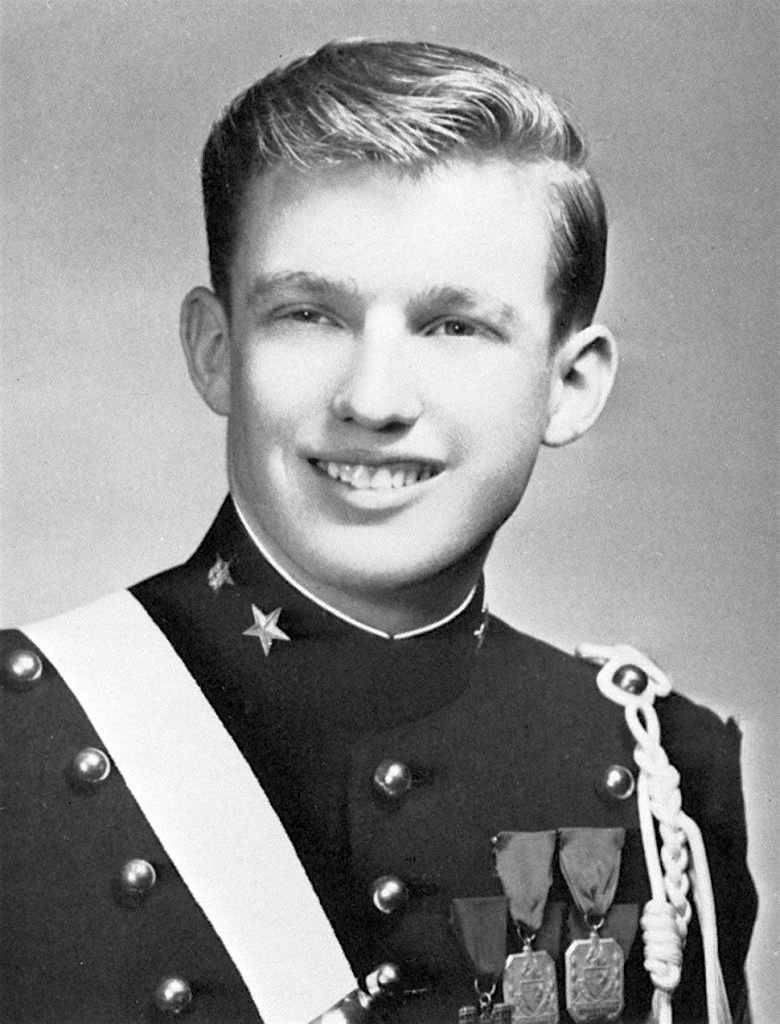
Foto de l'anuari de l'Acadèmia Militar de Nova York de 1964

Donald Trump va néixer el 14 de juny de 1946, a l'Hospital Jamaica, al districte de Queens, Nova York. El seu pare era Frederick Christ Trump, un promotor immobiliari nascut al Bronx, els pares del qual eren immigrants alemanys. La seva mare era Mary Anne MacLeod, una mestressa de casa d'origen escocès. Trump va créixer al veïnat de Jamaica Estates de Queens i va assistir a The Kew-Forest School des de la llar d'infants fins al setè grau. Als 13 anys, va ser inscrit a l'Acadèmia Militar de Nova York, un internat privat. El 1964 es va matricular a la Universitat Fordham. Dos anys després es va traslladar a Wharton School de la Universitat de Pennsilvània, on es va graduar al maig de 1968 amb una llicenciatura en Economia. Els perfils de Trump publicats a The New York Times el 1973 i el 1976 van informar erròniament que s'havia graduat el primer de la seva classe a Wharton, quan en realitat mai no havia arribat al quadre d'honor de l'escola. El 2015, l'advocat de Trump, Michael Cohen, va amenaçar la Universitat de Fordham i l'Acadèmia Militar de Nova York amb accions legals si publicaven els expedients acadèmics de Trump.

### Ajornament del servei militar
Mentre era a la universitat, Trump va obtenir quatre ajornaments per a estudiants del Servei militar. El 1966, es va considerar apte per al servei militar segons un examen mèdic, i al juliol de 1968, una junta de reclutament local el va classificar com a apte per a servir. A l'octubre de 1968, va ser diferit mèdicament i classificat com a 1-Y (no qualificat per al servei excepte en cas d'una emergència nacional). El 1972 va ser reclassificat 4-F a causa d'esperons ossis, que el van desqualificar definitivament del servei. Trump va dir el 2015 que l'ajornament era per un esperó ossi al peu, però que no recordava quin peu.

### Família

#### Pares i germans
Fred Trump va començar a treballar en bens immobles amb la seva mare quan tenia 15 anys, després que el seu pare hagués mort durant la pandèmia de grip de 1918. Cap al 1926, la seva empresa, «E. Trump & Son», era activa als boroughs de Nova York de Queens i Brooklyn. La companyia creixeria per mitjà de construir i vendre desenes de milers de cases i apartaments. Fred va afirmar ser suec durant l'antigermanisme provocat per la Segona Guerra Mundial; Donald Trump també va afirmar ser d'ascendència sueca fins al 1990. La mare de Trump, Mary Anne MacLeod, va néixer a Escòcia. Fred i Mary es van casar el 1936 i van formar llur família a Queens. Trump va créixer amb tres germans grans: Maryanne, Fred Jr. i Elizabeth  –  i el seu germà petit Robert.

#### Esposes i fills

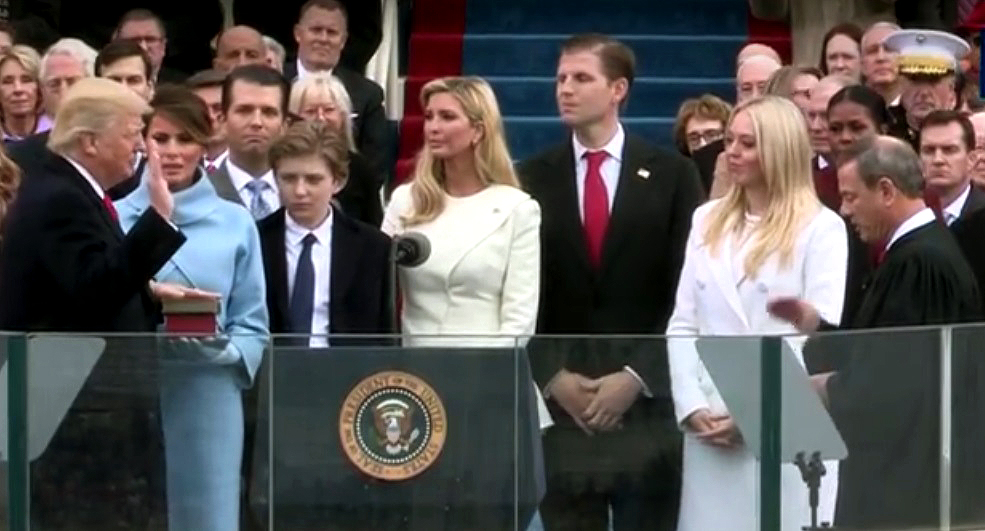
Trump és juramentat com a president pel President de Tribunal Suprem John Roberts el 20 de gener de 2017. D'esquerra a dreta: Trump, la sev esposa Melania i els seus fills Donald Jr., Barron, Ivanka, Eric i Tiffany.

El 1977, Trump es va casar amb la model txeca Ivana Zelníčková. Tenen tres fills, Donald Jr. (nascut el 1977), Ivanka (nascuda el 1981), i Eric (nascut el 1984), i deu nets. Ivana va esdevenir ciutadana naturalitzada dels Estats Units el 1988. La parella es va divorciar el 1992, arran del romanç de Trump amb l'actriu Marla Maples. Maples i Trump es van casar el 20 de desembre de 1993, dos mesos després que nasqués la seva filla Tiffany, però es van separar en maig de 1997 i divorciar el 8 de juny de 1999. i Tiffany va ser criada per Marla a Califòrnia. El 2005, Trump es va casar amb la model eslovena Melania Knauss. Tenen un fill, Barron (nascut el 2006). Melania va obtenir la ciutadania nord-americana el 2006.

### Religió
Trump s'identifica com a presbiterià. Va assistir a l'escola dominical i va ser confirmat el 1959 a la Primera Església presbiteriana de Jamaica, Queens. A la dècada de 1970, els seus pares es van unir a la Marble Collegiate Church de Manhattan, que pertany a l'Església Reformada. El pastor de Marble, Norman Vincent Peale, va ministrar la família de Trump fins a la mort de Peale el 1993. Trump ha descrit Peale com un mentor. El 2015, després que Trump digués que assisteix a Marble, l'església va declarar públicament que «no n'és un membre actiu». Al novembre de 2019, Trump va nomenar la seva pastora personal, la teleevangelista Paula White, a l'Oficina d'Enllaç Públic de la Casa Blanca.

### Salut i estil de vida
Trump és abstemi. Diu que mai no ha fumat cigarrets ni cànnabis. Li agrada el menjar ràpid i la cuina francesa. Ha dit que li agrada dormir de tres a quatre hores per nit. Considera el golf com la seva «forma principal d'exercici», tot i que en general no camina pel camp. Considera que l'exercici és un malbaratament d'energia, perquè creu que el cos és «com una bateria, amb una quantitat finita d'energia» que s'esgota amb l'exercici.
El desembre de 2015, Harold Bornstein, que havia estat el metge personal de Trump des de 1980, va escriure que Trump seria «la persona més sana que mai ha estat elegit a la presidència» en una carta publicada per l'equip de campanya de Trump. El maig del 2018, Bornstein va dir que Trump havia dictat el contingut de la carta i que tres agents de Trump havien obtingut els seus registres mèdics el febrer del 2017 sense l'autorització necessària.
El gener del 2018, el metge de la Casa Blanca, Ronny Jackson, va dir que Trump es trobava en un estat de salut excel·lent i que la seva avaluació cardíaca no va revelar problemes. Diversos cardiòlegs externs van comentar que el nivell de colesterol LDL de 143 de Trump el 2018 no indicava una salut excel·lent. El febrer de 2019, després d'un nou examen, el metge de la Casa Blanca, Sean Conley, va dir que Trump tenia una «molt bona salut en general», encara que era clínicament obès. La seva puntuació en una escaneig de calci per tomografia computada coronària del 2019 indica que pateix una forma de malaltia de les artèries coronàries comuna en els homes blancs de la seva edat.
El juny de 2020, Conley va publicar un memoràndum que deia que «les dades indiquen que el president es manté sa». El memoràndum no era l'informe habitual emès després de l'examen físic anual, sinó que resumia les cites mèdiques realitzades entre el novembre de 2019 i el 2020

### Patrimoni

Trump i la seva esposa Ivana a la fila de recepció d'un sopar d'estat per al rei Fahd d'Aràbia Saudita el 1985, amb el President dels Estats Units Ronald Reagan i la Primera Dama Nancy Reagan

El 1982, Trump va ser inclòs a la llista inicial de Forbes de persones adinerades com a posseïdor del patrimoni net estimat de 200 milions de dòlars de la seva família. Les seves pèrdues financeres a la dècada de 1980 van fer que no figurés a la llista entre el 1990 i el 1995. En el seu rànquing de multimilionaris del 2020, Forbes va estimar el patrimoni net de Trump en 2,1 mil milions de dòlars. (el 1.001è més ric del món i el 275è dels Estats Units), una fortuna que el converteix en un dels polítics més rics de la història dels Estats Units i el primer president dels Estats Units multimilionari. Durant els tres anys després que Trump anunciés la seva candidatura a la presidència el 2015, Forbes va estimar que el seu patrimoni net va disminuir un 31% i el seu rànquing va caure 138 llocs. Quan va presentar formularis de divulgació financera obligatoris a la Comissió Federal d'Eleccions (FEC) el juliol de 2015, Trump va reclamar un patrimoni net d'uns 10 mil milions de dòlars; bo obstant això, les xifres de la FEC no poden corroborar aquesta estimació, atès que només mostren que cada un dels seus edificis més grans té un valor superior a 50 milions de dòlars, cosa que origina uns actius total per valor de més de d'1,4 mil milions de dòlars i un deute superior a 265 milions de dòlars. Trump va dir en una declaració del 2007: «El meu patrimoni net fluctua, i puja i baixa amb els mercats, les actituds i els sentiments, fins i tot amb els meus propis sentiments».
El periodista Jonathan Greenberg va informar l'abril de 2018 que Trump, sota el pseudònim de «John Barron» i afirmant ser un oficial de la The Trump Organization, el va trucar el 1984 per tal que afirmés falsament que posseïa «més del noranta per cent» del negoci de la família Trump per tal d'aconseguir una posició més elevada a la llista Forbes 400 de nord-americans adinerats. Greenberg també va escriure que Forbes havia sobreestimat àmpliament el patrimoni de Trump i l'havia inclòs erròniament al rànquing Forbes 400 de 1982, 1983 i 1984.
Trump ha dit sovint que va començar la seva carrera amb «un petit préstec d'un milió de dòlars» del seu pare i que l'havia de pagar amb els interessos. A l'octubre de 2018, The New York Times va informar que Trump «era milionari als 8 anys», que va demanar prestats 60 milions de dòlars al seu pare que en gran part no va aconseguir reemborsar, i que havia rebut 413 milions de dòlars (ajustats per inflació) de l'imperi empresarial del seu pare durant la seva vida. Segons l'informe, Trump i la seva família van cometre frau fiscal, que un advocat per Trump va negar. El departament fiscal de Nova York va dir que estava «seguint enèrgicament totes les vies d'investigació apropiades» sobre aquest afer. Les anàlisis de The Economist i The Washington Post han arribat a la conclusió que les inversions de Trump van tenir un rendiment inferior al del mercat de valors. Forbes va estimar a l'octubre de 2018 que el valor del negoci de llicència de marca personal de Trump havia baixat un 88% des del 2015, fins a 3 milions de dòlars.
Les declaracions d'impostos de Trump del 1985 al 1994 mostren pèrdues netes per un total d'1,17 mil milions de dòlars durant el període de deu anys, en contrast amb les seves afirmacions sobre la seva fortalesa financera i les seves habilitats empresarials. The New York Times va informar que «any rere any, el Sr. Trump sembla haver perdut més diners que gairebé qualsevol altre contribuent nord-americà individual», i les «pèrdues comercial centrals de Trump el 1990 i el 1991 – més de 250 milions de dòlars cada any –  van ser més del doble que les dels contribuents amb les pèrdues més properes a les seves d'acord amb la informació de l'IRS en aquells anys». El 1995 les seves pèrdues declarades van ser de 915,7 milions de dòlars.

## Carrera empresarial

### Bens immobles

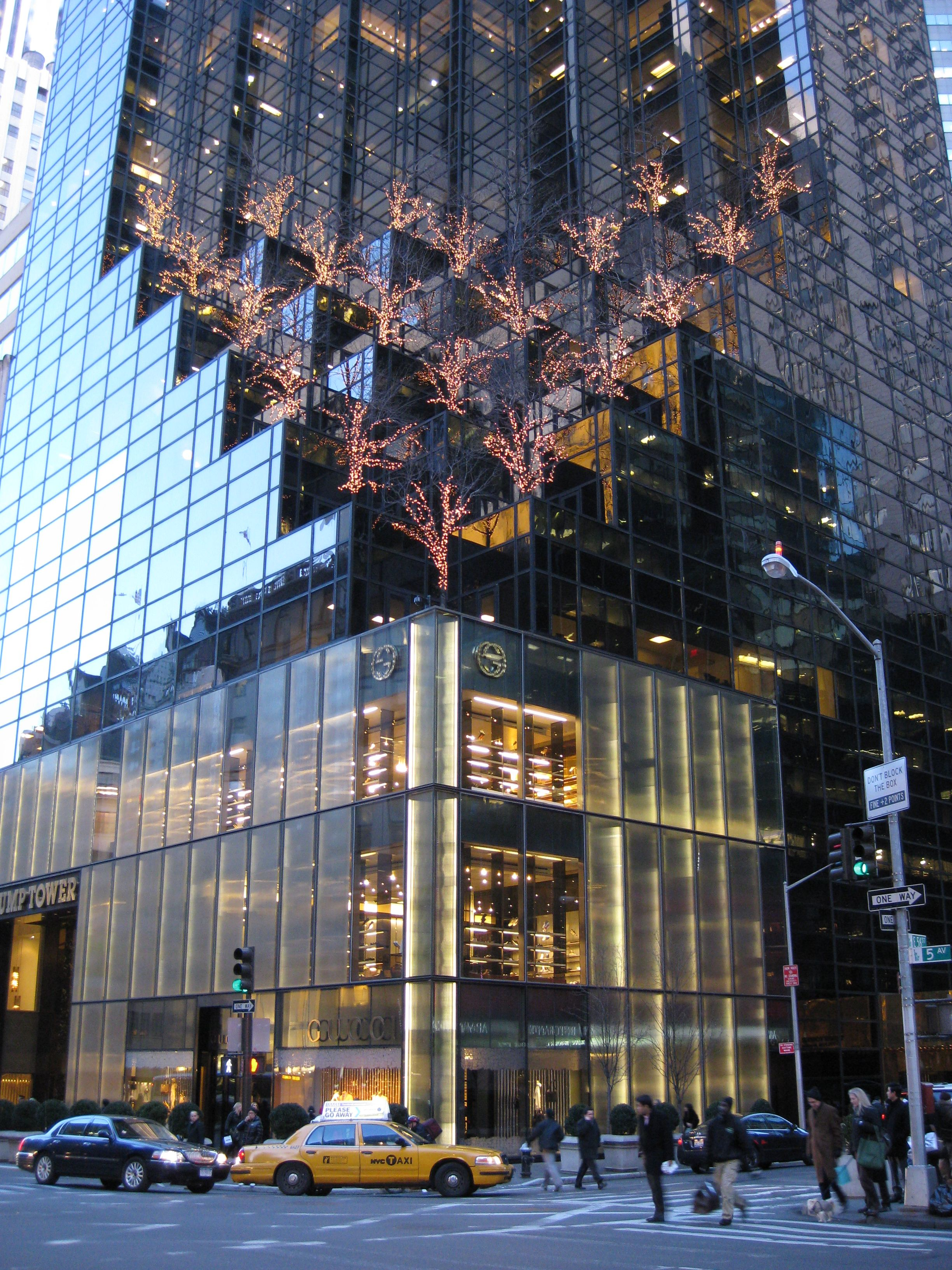
Trump Tower a Midtown Manhattan

Trump va iniciar la seva carrera empresarial el 1968 a l'empresa immobiliària del seu pare Fred, E. Trump & Son, que tenia en propietat habitatges de lloguer destinats a la classe mitjana als districtes dels afores de la ciutat de Nova York. El 1971, va esdevenir el president de l'empresa i la va rebatejar com a The Trump Organization.

#### Inversions a Manhattan
Trump va atreure l'opinió pública el 1978 amb la presentació del primer negoci de la seva família a Manhattan, la renovació de l'abandonat Hotel Commodore, al costat de la Grand Central Terminal. El finançament del projecte va ser possible gràcies a una reducció de l'impost sobre béns immobles de la ciutat de 400 milions de dòlars organitzada per Fred Trump, qui també es va unir a Hyatt per garantir 70 milions de dòlars en finançament de construcció bancària. L'hotel va reobrir el 1980 com a Grand Hyatt Hotel, i aquell mateix any, Trump va obtenir els drets per construir la Trump Tower, un gratacel d'ús mixt al centre de Manhattan. L'edifici alberga la seu de la The Trump Organization i va ser la residència habitual de Trump fins al 2019.
El 1988, Trump va adquirir el Plaza Hotel de Manhattan amb un préstec de 425 milions de dolars concedit per un consorci de bancs. Dos anys després, l'hotel es va declarar en fallida i el 1992 es va aprovar un pla de reestructuració. El 1995, Trump va perdre l'hotel davant Citibank i inversors de Singapur i l'Aràbia Saudita, els quals van assumir 300 milions de dòlars del deute.
El 1996, Trump va adquirir un gratacel buit de 71 pisos al 40 Wall Street. Després d'una àmplia renovació, el gratacel va passar a dir-se The Trump Building. A principis de la dècada de 1990, Trump va obtenir el dret d'urbanitzar un terreny de 28 ha al barri de Lincoln Square, Manhattan, prop del riu Hudson. El 1994, fent front al deute provinent d'altres empreses, Trump va vendre la major part del benefici que s'obtindria amb el projecte a inversors asiàtics, els quals van poder finançar la finalització del projecte, Riverside South.

#### Finca de Palm Beach

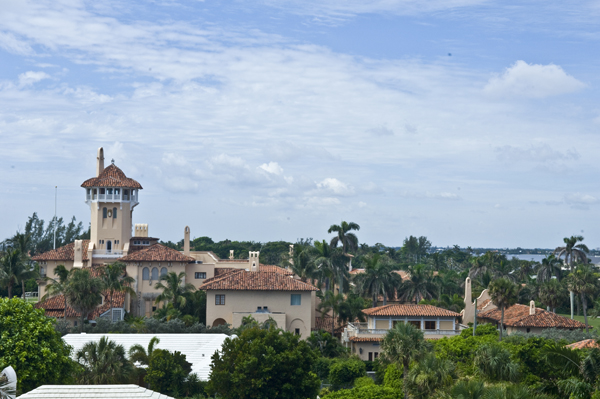
Mar-a-Lago el 2009

El 1985, Trump va adquirir la finca Mar a Lago a Palm Beach, Florida. Trump va utilitzar una ala de la finca com a habitatge, mentre que va convertir la resta de la finca en un club privat amb una quota d'ingrés i quotes anuals. El 27 de setembre de 2019, Trump va anunciar que Mar-a-Lago esdevenia la seva residència habitual.

#### Casinos d'Atlantic City

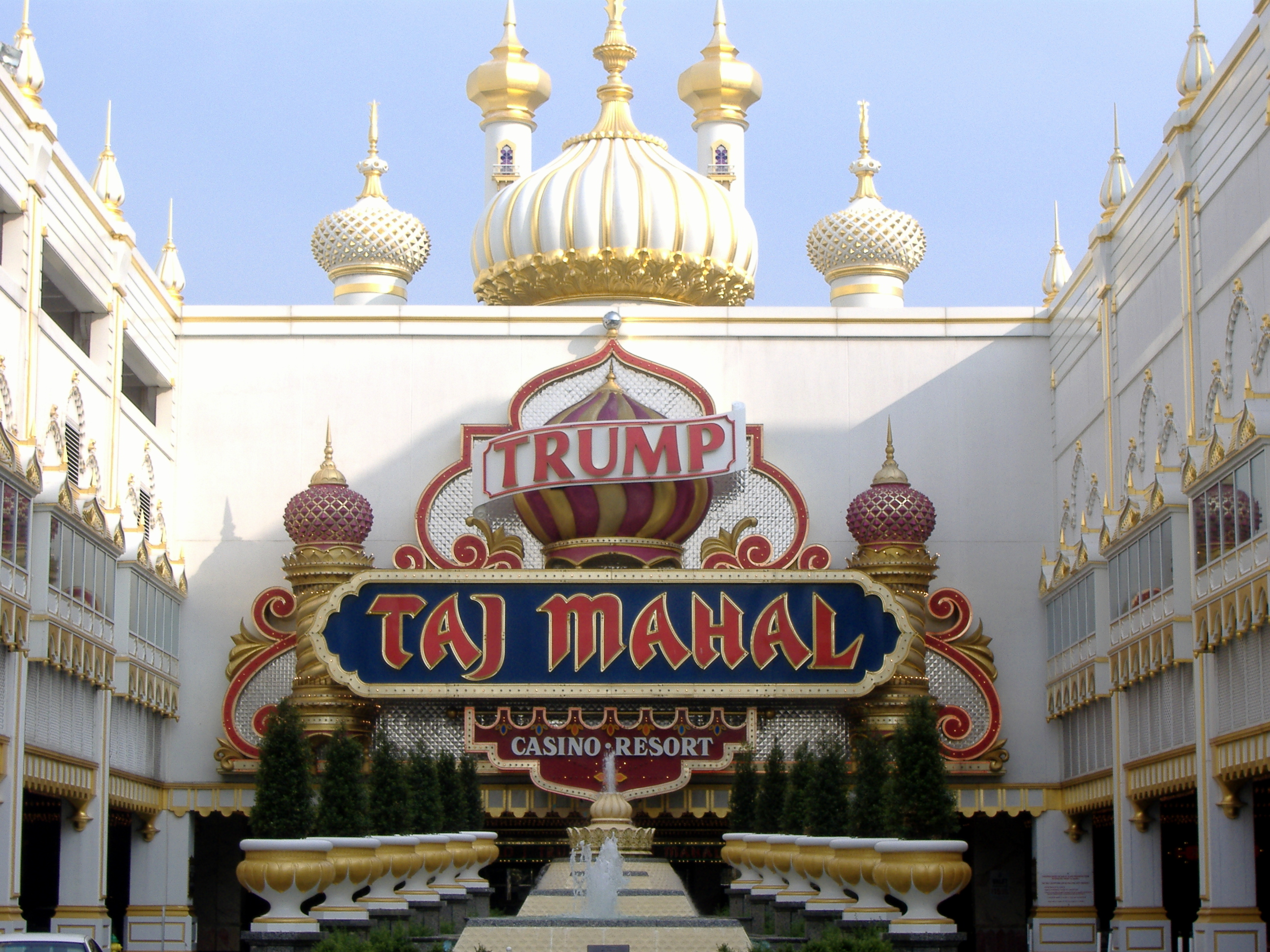
Entranda del Trump Taj Mahal, a Atlantic City

El 1984, Trump va inaugurar l'hotel i casino Harrah's a Trump Plaza a Atlantic City, amb el finançament de la Holiday Corporation, que també va gestionar l'operació. Els jocs d'atzar havien estat legalitzats a la ciutat el 1977 per tal d'intentar revitalitzar l'anteriorment popular destinació marítima. Els mals resultats financers de la propietat van empitjorar les tensions entre Holiday i Trump, qui van pagar 70 milions de dòlars a Holiday al maig de 1986 per a prendre possessió exclusiva de la propietat. Anteriorment, Trump també havia adquirit un edifici parcialment acabat a Atlantic City provinent de la Hilton Corporation per un import de 320 milions de dòlars. Quan aquest hotel i casino va ser enllestit el 1985, va ser reanomenat Trump Castle. L'aleshores esposa de Trump, Ivana, el va gestionar fins al 1988.
Trump va adquirir un tercer casino a Atlantic City, el Casino Taj Mahal, el 1988, en una operació altament palanquejada. Va ser finançat amb 675 milions de dòlars de bons porqueria i completat a un cost d'1,1 milers de milions de dòlars, i va ser inaugurat a l'abril de 1990. El projecte va fer fallida l'any següent, i la reestructuració portada a terme després va deixar Trump amb només la meitat de la seva participació inicial en la propietat i li va demanar que oferís garanties personals de rendiment futur. Mentre feia front a aquell «deute enorme», va renunciar al control de la seva companyia aèria, Trump Shuttle, que tenia pèrdues, i va vendre el seu megaiot de 86 m, el Trump Princess, que havia estat atracat indefinidament a Atlantic City mentre l'arrendava als seus casinos per a l'ús de jugadors acabalats.
El 1995, Trump va fundar Trump Hotels & Casino Resorts (THCR), que va assumir la propietat de Trump Plaza, Trump Castle i el Trump Casino de Gary, Indiana. THCR va comprar el Taj Mahal el 1996 i va passar per fallides successives el 2004, 2009 i 2014, deixant a Trump només el deu per cent de la propietat. Va romandre president del THCR fins al 2009.

#### Camps de golf
The Trump Organization va començar a adquirir i construir camps de golf el 1999. El desembre de 2016, l'empresa posseïa 16 camps de golf i centres turístics a tot el món i n'operava dos altres. Els seus ingressos provinents del golf i els resorts van ascendir a 382 milions de dòlars el 2015.
Des de la seva inauguració fins a la darreria de 2019, Trump va passar al voltant d'un de cada cinc dies en algun dels seus clubs de golf.

### Marques i llicències
Després de les pèrdues financeres de la The Trump Organization a la primeria de la dècada de 1990, l'empresa va reorientar el seu negoci cap a la marca i la llicència del nom Trump per a projectes que eren propietat d'altres persones i empreses i eren operats per elles. A la darreria dels anys 2000 i a la primeria del 2010, la companyia va ampliar aquest negoci de marca i gestió per mitjà de torres hotel situades a tot el món, incloses Chicago; Las Vegas; Washington, DC; Ciutat de Panamà; Toronto; i Vancouver. També hi va haver edificis de marca Trump a Dubai, Honolulu, Istanbul, Manila, Bombai i Indonèsia.
El nom Trump també té llicència per a diversos productes i serveis de consum, com ara productes alimentaris, roba, cursos d'aprenentatge per a adults i mobiliari domèstic. Segons una anàlisi de The Washington Post, hi ha més de cinquanta acords de gestió o llicència que impliquen el nom de Trump, que han generat almenys 59 milions de dòlars en ingressos anuals per a llurs empreses. Al 2018 només dues empreses de béns de consum van continuar fent servir el seu nom.

### Afers legals i fallides
Roy Cohn va exercir d'advocat i mentor de Trump als anys setanta i vuitanta, amb una relació de 13 anys. Segons Trump, eren tan pròxims que Cohn de vegades renunciava a cobrar a causa de la seva amistat. El 1973, Cohn va ajudar a Trump a contrademandar el govern dels Estats Units per 100 milions de dòlars a causa dels càrrecs presentats pel govern contra Trump, al·legant que les propietats de Trump portaven a terme pràctiques discriminatòries racials; el 1975 es va arribar a un acord perquè les propietats de Trump modifiquessin les seves pràctiques. Va ser Cohn qui va presentar el consultor polític Roger Stone a Trump, qui va contractar els serveis de Stone per tractar amb el govern federal.
A abril de 2018, Trump i els seus negocis havien participat en més de 4.000 accions legals estatals i federals, segons un recompte publicat per USA Today. A 2016, ell o una de les seves empreses havia estat el demandant en 1.900 casos i el demandat en 1.450.
Si bé Trump no ha s'ha declarat mai en fallida personal, els seus sobre-palanquejats negocis basats en hotels i casinos a Atlantic City i Nova York van sol·licitar protecció per fallida del capítol 11 sis vegades entre 1991 i 2009. Van continuar funcionant mentre els bancs reestructuraven el deute i reduïen les accions de Trump en les propietats.
Durant la dècada de 1980, més de 70 bancs van prestar a Trump 4 milers de milions de dòlars, però després de les seves fallides corporatives de la primeria dels anys 90, la majoria dels grans bancs van declinar de prestar-li més diners, tret del Deutsche Bank, el qual encara estava disposat a prestar-li diners.
A abril de 2019, la Cambra del Comitè de Supervisió va emetre citacions a la recerca d'informació financera dels bancs de Trump, Deutsche Bank i Capital One i la seva empresa de contabilitat, Mazars USA. Com a resposta, Trump va demandar els bancs, Mazars i el president del comitè, Elijah Cummings, per evitar la divulgació de la informació. Al maig, el jutge del Tribunal del Districte de Colúmbia Amit Mehta va dictaminar que Mazars havia de complir la citació, i el jutge Edgardo Ramos, del jutjat del districte sud de Nova York, va dictaminar que els bancs també l'havien de complir. Els advocats de Trump van recórrer les sentències, argumentant que el Congrés intentava usurpar «l'exercici de l'autoritat judicial que la Constitució reserva al poder executiu».

### Empreses secundàries
Després de prendre el control de la The Trump Organization el 1971, Trump va ampliar les seves operacions immobiliàries i va emprendre altres activitats empresarials. La companyia es va convertir finalment en l'organització paraigua de diversos centenars de projectes empresarials i col·laboracions individuals.
El setembre de 1983, Trump va comprar els New Jersey Generals, un equip de la Lliga de Futbol dels Estats Units. Després de la temporada de 1985, la lliga va fracassar principalment a causa de l'estratègia de Trump de traslladar els partits a la tardor, quan competien en audiència amb els de la NFL, així com d'intentar forçar una fusió amb la NFL presentant una demanda antimonopoli contra l'organització.
Trump ha albergat i promogut diversos combats de boxa a l'Atlantic City Convention Hall, adjacent al Trump Plaza, a Atlantic City. El 1989 i el 1990, Trump va prestar el seu nom a la cursa ciclista per etapes Tour de Trump, que va ser un intent de crear un equivalent nord-americà a curses europees com el Tour de França o el Giro d'Itàlia.
A la darreria dels anys vuitanta, Trump va imitar les accions dels anomenats incursors corporatius de Wall Street, les tàctiques dels quals havien atret una àmplia atenció pública. Trump va començar a comprar blocs significatius d'accions en diverses empreses públiques, cosa que va dur alguns observadors a pensar que es trobava involucrat o bé en la pràctica anomenada greenmail, o bé a fingir la intenció d'adquirir les empreses i, seguidament, pressionar la direcció per tal que recomprés la participació del comprador amb una prima. The New York Times va descobrir que Trump inicialment va guanyar milions de dòlars amb aquest tipus de transaccions d'accions, però després «va perdre la majoria, si no tot, d'aquests guanys després que els inversors deixessin de prendre's seriosament el seu discurs d'adquisició».
El 1988, Trump va adquirir la desapareguda companyia aèria Eastern Air Lines, amb 21 avions i drets d'aterratge a Nova York, Boston i Washington, DC. Va finançar la compra amb 380 milions de dòlars de 22 bancs, va reanomenar la companyia com a Shuttle Trump i va operar-la fins al 1992. Trump no va aconseguir obtenir beneficis amb la companyia aèria i la va vendre a USAir.

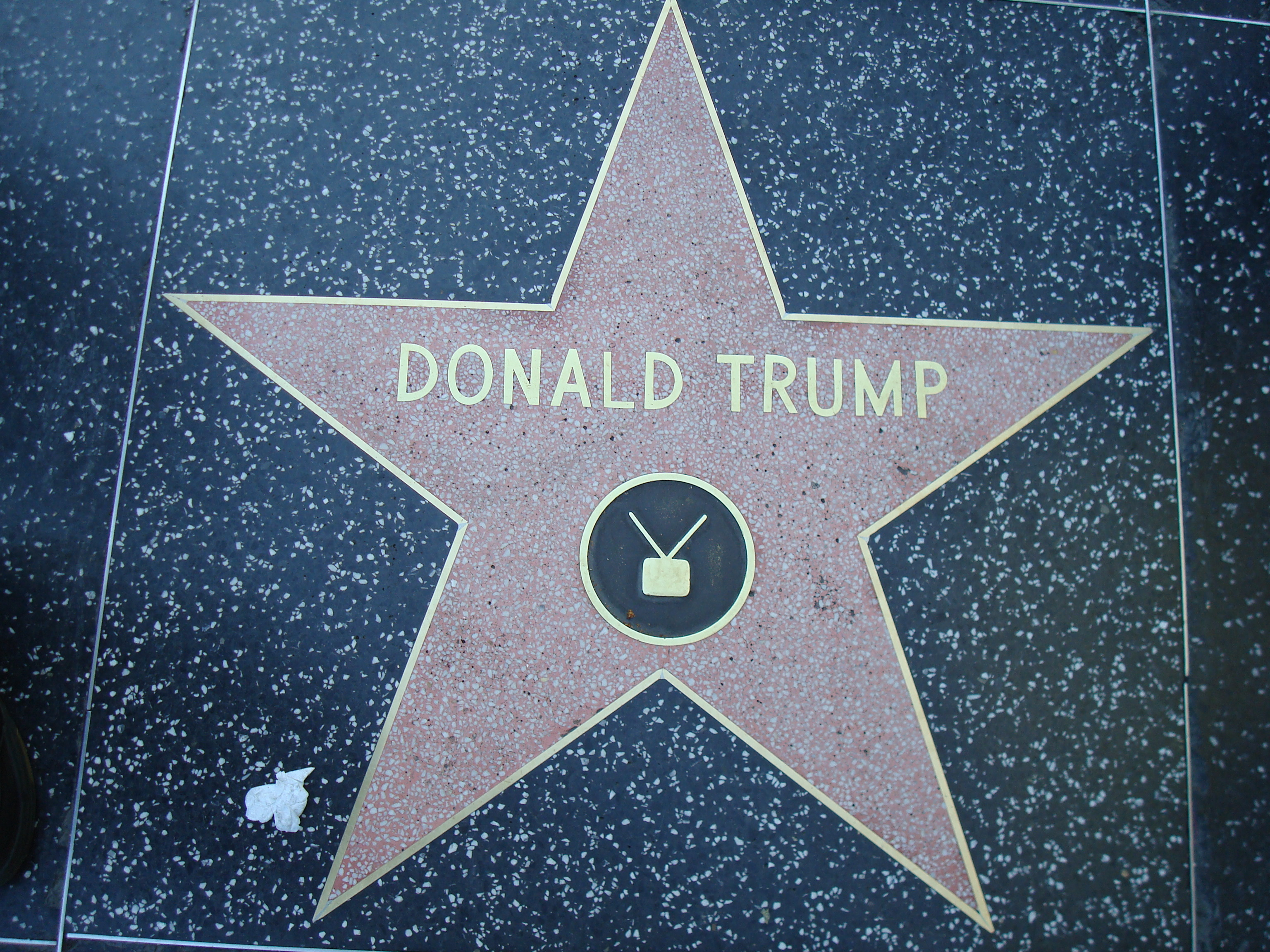
L'estrella de Trump al Passeig de la Fama de Hollywood

El 1992, Trump, els seus germans Maryanne, Elizabeth i Robert, i el seu cosí John W. Walter, cadascun amb una participació del 20 per cent, van formar All County Building Supply & Maintenance Corp. L'empresa no tenia oficines i es creu que era una empresa tapadora per a pagar els proveïdors que proporcionaven serveis i subministraments per a les unitats de lloguer de Trump, i després facturar aquests serveis i subministraments a Trump Management amb de sobrepreus del 20% al 50% i més. Els ingressos generats pels sobrepreus van ser compartits pels propietaris. The increased costs were used as justification to get state approval for increasing the rents of Trump's rent-stabilized units.
Del 1996 al 2015, Trump va ser propietari total o parcial dels concursos de Miss Univers, inclosos Miss USA i Miss Teen USA. A causa de desavinences amb la CBS sobre la programació, va portar els dos concursants a l'NBC el 2002. El 2007, Trump va rebre una estrella al Passeig de la Fama de Hollywood per la seva feina com a productor de Miss Univers. Després que la NBC i Univision retiressin els concursos de la seva programació el juny de 2015, Trump va comprar la participació de l'NBC de la Miss Universe Organitzation i va vendre tota l'empresa a l'agència de talents William Morris.

#### Trump University
El 2004, Trump va cofundar una empresa anomenada Trump University, que venia cursos de formació immobiliària a un preu d'entre 1.500 a 35.000 dòlars. Després que les autoritats de l'estat de Nova York notifiquessin a la companyia que l'ús de la paraula «university» («universitat») infringia la llei estatal, el seu nom va ser canviat a Trump Entrepreneur Initiative el 2010.
El 2013, l'Estat de Nova York va presentar una demanda civil de 40 milions de dòlars contra Trump University; la demanda va al·legar que l'empresa va fer declaracions falses i va defraudar els consumidors. A més, es van presentar dues accions col·lectives a un tribunal federal; van citar Trump personalment així com les seves empreses. Uns documents interns van revelar que els treballadors van rebre instruccions de realitzar un enfocament de venda directa i extreballadors van declarar que Trump University havia defraudat o mentit als seus estudiants. Poc després de guanyar les eleccions a la presidència, Trump va acceptar pagar un total de 25 milions de dòlars per resoldre els tres casos.

### Fundació
La Fundació Donald J. Trump va ser una fundació privada amb seu als Estats Units establerta el 1988 amb l'objectiu inicial de donar els ingressos del llibre Trump: The Art of the Deal. En els darrers anys de la fundació, els fons de la fundació van procedir principalment de donants diferents de Trump, qui no va donar fons personals a la institució benèfica des del 2009 fins al 2014 La fundació va donar diners a organitzacions benèfiques d'assistència sanitària i a altres de relacionades amb l'esport, així com a grups conservadors.
El 2016, The Washington Post va informar que l'organització benèfica havia comès diverses possibles violacions legals i ètiques, incloent-hi presumptes transaccions per compte propi i possibles evasions fiscals. També el 2016, la Fiscalia General de l'Estat de Nova York va dir que la fundació semblava que violava les lleis de Nova York quant a organitzacions benèfiques i li va ordenar que cessés immediatament les seves activitats de recaptació de fons a Nova York. L'equip de Trump va anunciar a finals de desembre de 2016 que la Fundació seria dissolta per eliminar «fins i tot l'aparença de qualsevol conflicte amb [el seu] paper de president».
El juny del 2018, la oficina del fiscal general de Nova York va presentar una demanda civil contra la fundació, el propi Trump i els seus fills adults, tot sol·licitant 2,8 milions de dòlars d'indemnització i sancions addicionals. El desembre de 2018, la fundació va cessar la seva activitat i va desemborsar tots els seus actius a altres organitzacions benèfiques. Al novembre següent, un jutge de l'estat de Nova York va ordenar a Trump que pagués 2 milions de dòlars a un grup de beneficències per haver fet un mal ús dels fons de la fundació, en part per a finançar la seva campanya presidencial.

### Conflictes d'interessos

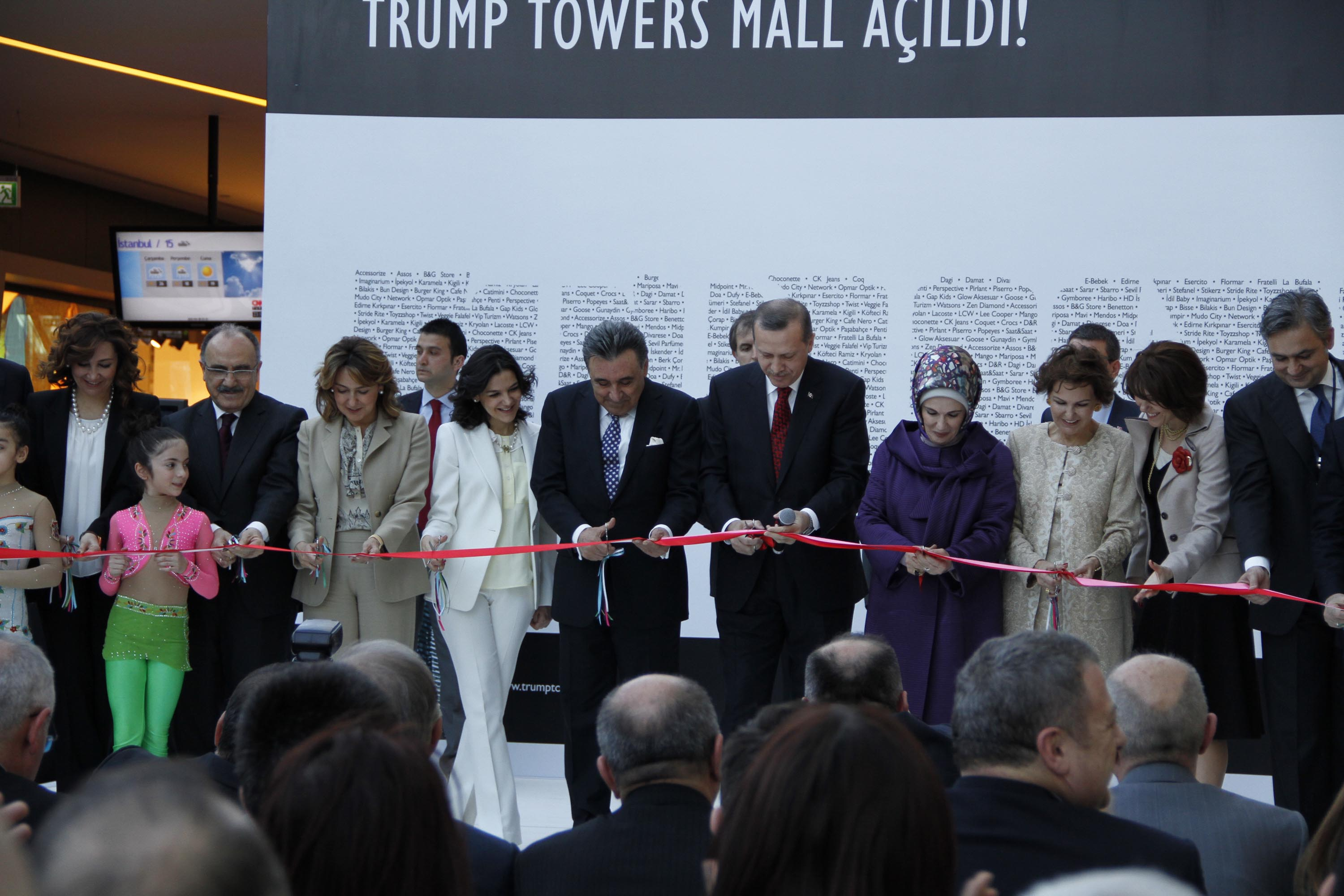
Recep Tayyip Erdoğan, aleshores el primer ministre de Turquia, va assistir a la inauguració de Trump Towers Istanbul AVM el 2012.

Abans d'assumir la presidència, Trump va traslladar els seus negocis a una fidúcia revocable dirigida pels seus fills grans i un soci de negocis. Segons els experts en ètica, les mesures adoptades per Trump no ajuden a evitar conflictes d'interessos mentre continuï beneficiant-se dels seus negocis. Com que Trump tindria coneixement de com afecten els seus negocis les polítiques de la seva administració, els experts en ètica recomanen vendre les empreses. Tot i que Trump va dir que evitaria «nous tractes amb l'estranger», la The Trump Organization ha realitzat des d'aleshores una expansió de les seves operacions a Dubai, Escòcia i la República Dominicana.
S'han presentat múltiples demandes al·legant que Trump està violant la Clàusula d'Emoluments de la Constitució dels Estats Units, que prohibeix als presidents obtenir diners provinents de governs estrangers, a causa dels seus interessos comercials; les demandes sostenen que aquests interessos permeten als governs estrangers influir en Trump. Els presidents anteriors de l'era moderna s'han desfet de sengles possessions o les han posat en fidúcies cegues i Trump és el primer president que ha estat demandat per la clàusula dels emoluments. Segons The Guardian, «NBC News va calcular recentment que representants d'almenys 22 governs estrangers – inclosos alguns que s'enfronten a acusacions de corrupció o abusos de drets humans com ara els de l'Aràbia Saudita, els de Malàisia, els de Turquia i els de les Filipines – sembla que ha destinat fons a propietats de Trump mentre ha estat president». El 21 d'octubre de 2019, Trump es va burlar de la Clàusula d'Emoluments titllant-la de «falsa».
El 2015, Trump va dir que «guanya molts diners» amb els saudites i que «li paguen milions i centenars de milions». I en un míting polític, Trump va dir sobre l'Aràbia Saudita: «Em compren apartaments. Es gasten 40 milions de dòlars, 50 milions de dòlars. No m'haurien de caure bé? Em cauen molt bé».
El desembre de 2015, Trump va dir en una entrevista de ràdio que tenia un «conflicte d'interessos» fent negocis amb Turquia i el president turc Recep Tayyip Erdoğan a causa del seu gratacel Trump Towers Istanbul, tot afirmant que «té un petit conflicte d'interessos perquè tinc un important, molt important edifici a Istanbul i és un treball tremendament reeixit ... Es diu Trump Towers, dues torres en lloc d'una ... He arribat a conèixer molt bé Turquia».

## Carrera mediàtica

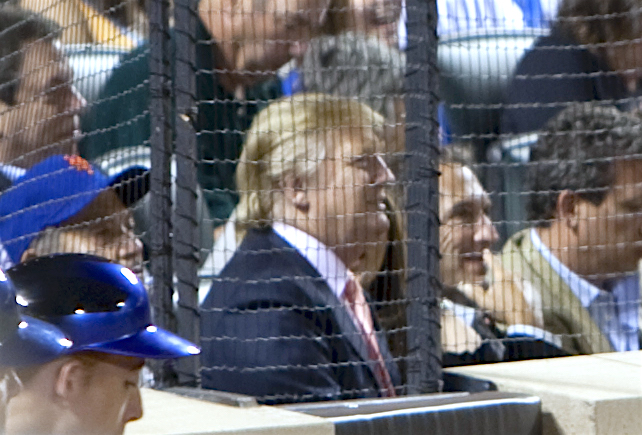
Donald Trump en un partit de beisbol dels New York Mets (2009)

### Llibres
El primer llibre de Trump, The Art of the Deal (1987), va ser a la llista dels best-sellers del New York Times durant 48 setmanes. Segons The New Yorker, «El llibre va estendre el renom de Trump molt més enllà de Nova York, tot promocionant una imatge d'ell mateix com a fabricant i magnat d'èxit». Trump va ser acreditat com a coautor del llibre amb Tony Schwartz, que després va dir que havia fet tots els escrits; així ho va confirmar Howard Kaminsky, antic cap de la Random House. Trump considera el llibre com el seu segon llibre preferit després de la Bíblia.
Entre el 1990 i el 1997 van ser publicats dos llibres de memòries menors, i han estat publicats diversos altres llibres amb el nom de Trump.

### WWE
Trump ha mantingut una relació esporàdica amb la promoció de la Lluita lliure professional de la World Wrestling Entertainment (WWE) des de finals de la dècada de 1980. Va encapçalar el rècord WrestleMania 23 el 2007 i es va incorporar a l'ala de les celebritats del Saló de la Fama de la WWE del 2013. Linda McMahon, cofundadora i exdirectora general de la WWE, va treballar posteriorment en la seva administració i campanyes electorals.

### The Apprentice
El 2003, Trump es va convertir en coproductor i amfitrió de The Apprentice («L'aprenent»), un reality show en què Trump exercia el paper d'un poderós executiu en cap i els concursants competien per a obtenir un any de feina a la The Trump Organization. Trump eliminava els concursants amb la seva famosa frase ganxo «You're fired» («Estàs acomiadat»). Posteriorment va ser presentador de L'aprenent de celebritat, en què celebritats competien per guanyar diners per a organitzacions benèfiques.

### Actuació
Trump ha fet cameos en vuit pel·lícules i programes de televisió i va interpretar una cançó com a personatge de Green Acres amb Megan Mullally en la 57ª edició dels Premis Emmy el 2005.

### Programes d'entrevistes
A partir de la dècada de 1990, Trump va ser un convidat unes 24 vegades al programa Howard Stern Show, sindicat nacionalment. Trump també tenia el seu propi programa de ràdio de conversa en forma curt anomenat Trumped! (durava d'un a dos minuts els dies laborables) del 2004 al 2008. El 2011, se li va atorgar un lloc de feina setmanal com a comentarista convidat no remunerat a Fox & Friends, on va anar fins que va començar la seva candidatura presidencial el 2015.

## Carrera política

### Activitats polítiques fins al 2015

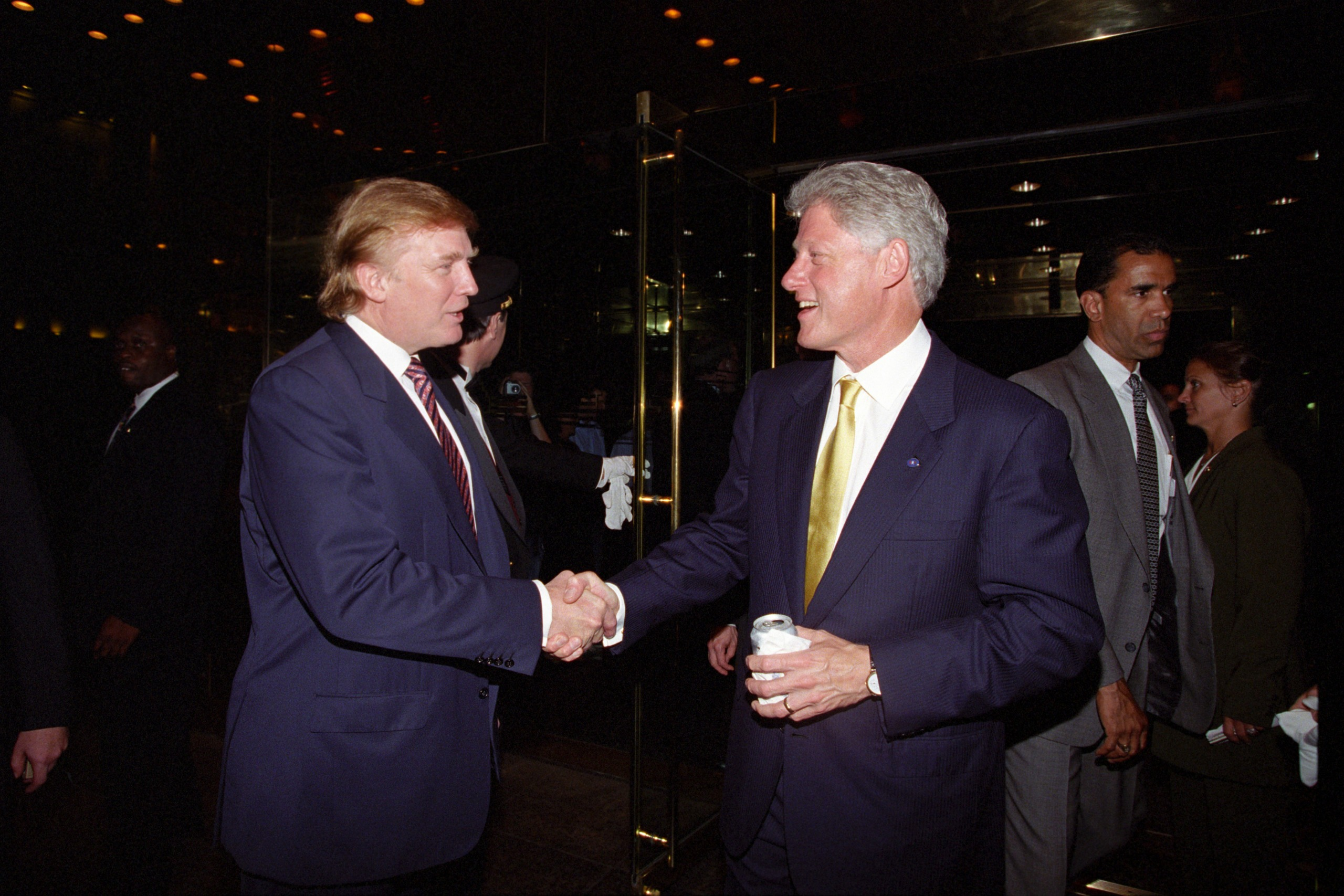
Trump amb el President Bill Clinton el juny del 2000

L'afiliació a un partit polític de Trump ha canviat nombroses vegades. Es va registrar com a republicà a Manhattan el 1987, va passar al Partit Reformista el 1999, al Partit Demòcrata el 2001 i al Partit Republicà el 2009.
El 1987, Trump va col·locar anuncis de pàgina completa en tres grans diaris, en què defensava la pau a l'Amèrica Central, l'acceleració de les converses sobre desarmament nuclear amb la Unió Soviètica i la reducció del dèficit pressupostari federal fent que els aliats dels nord-americans paguessin «la seva part justa» per defensa militar. Va descartar postular-se per a càrrecs locals, però no per a la presidència.

#### Campanya presidencial del 2000
El 1999, Trump va presentar un comitè exploratori per a cercar la nominació del Partit Reformista per a les eleccions presidencials del 2000. Una enquesta de juliol de 1999 que el va enfrontar amb el probable candidat republicà George W. Bush i el probable candidat demòcrata Al Gore va mostrar que Trump tenia un suport del set per cent. Trump va abandonar la cursa presidencial el febrer del 2000.

#### Especulació presidencial del 2012

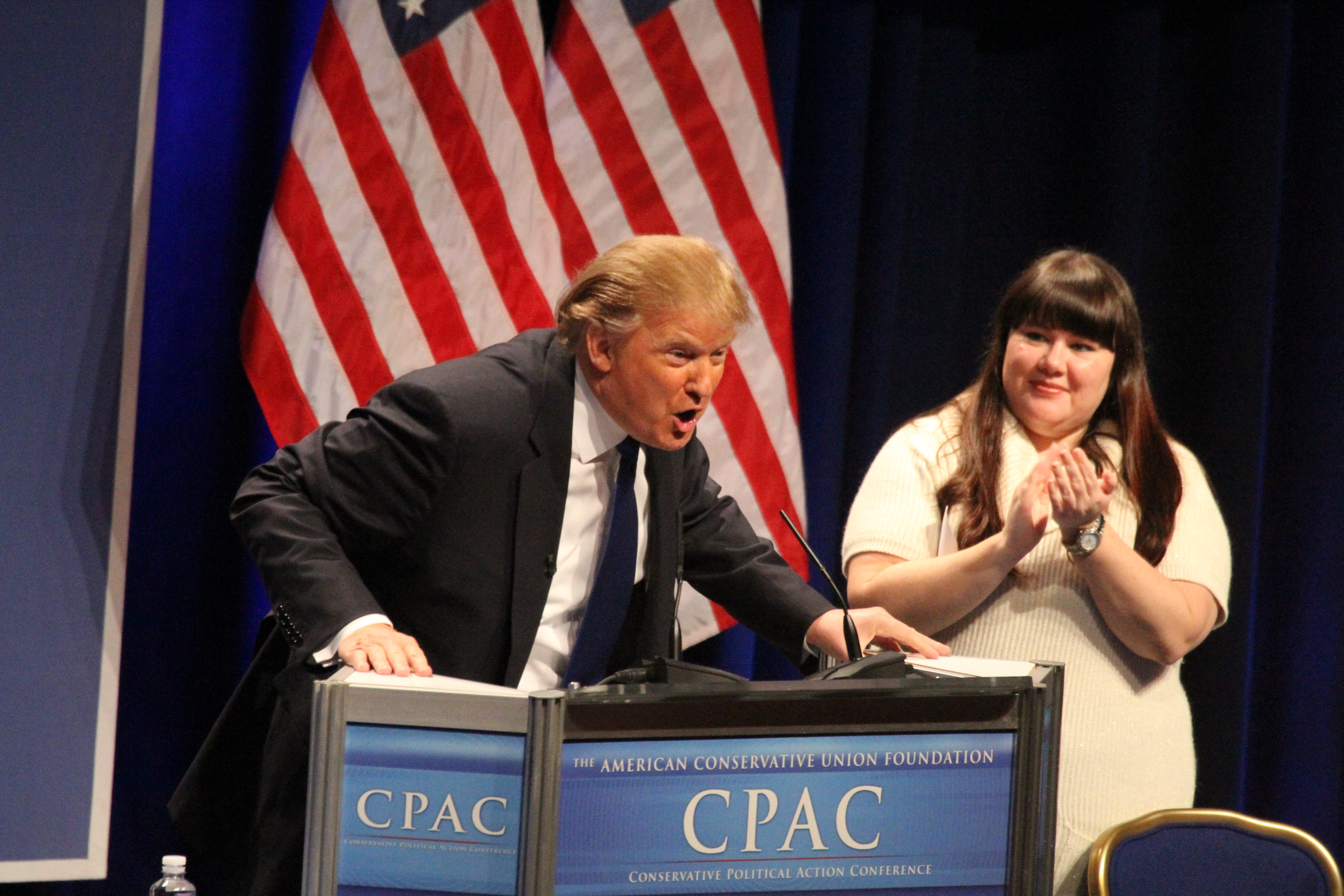
Trump parlant al CPAC el 2011

Trump va especular sobre postular-se per a president a les eleccions de 2012, va fer la seva primera compareixença a la Conservative Political Action Conference (CPAC) el febrer de 2011 i va donar discursos als primers estats de les primàries. El maig del 2011 va anunciar que no es presentaria a president.
En general, les ambicions presidencials de Trump no es van prendre seriosament en aquell moment. Abans de les eleccions de 2016, The New York Times va especular que Trump «va accelerar els seus ferotges esforços per guanyar estatura dins el món polític» després que Obama se'n burlés al sopar de l'Associació de corresponsals de la Casa Blanca l'abril de 2011.
El 2011 el superintendent de l'Acadèmia Militar de Nova York en aquell moment, Jeffrey Coverdale, va ordenar al director de l'escola, Evan Jones, que li entregués els expedients acadèmics de Trump per tal que pogués mantenir-los en secret, segons Jones. Coverdale va confirmar que li havien demanat que entregués els registres a membres de la junta directiva de l'escola que eren amics de Trump, però ell s'hi va negar i, en comptes d'això, els va segellar al campus. Segons els informes, l'incident va succeir dies després que Trump exigís la divulgació dels expedients acadèmics del president Barack Obama.

#### 2013-2015
El 2013, Trump va tornar a parlar a la CPAC; va criticar la immigració il·legal, va lamentar la «protecció mediàtica sense precedents» d'Obama, va desaconsellar atacar Medicare, Medicaid i Seguretat Social i va suggerir que el govern «prengués» el petroli iraquià i n'utilitzés els guanys per a pagar un milió de dòlars a cadascuna de les famílies dels soldats morts. Va gastar més d'1 milió de dòlars aquell any per a investigar una possible candidatura per al 2016.
A l'octubre de 2013, els republicans de Nova York van fer circular un memoràndum en què se suggeria que Trump havia de postular-se per a governador de l'estat el 2014 contra Andrew Cuomo. Trump va respondre que si bé Nova York tenia problemes i els seus impostos eren massa elevats, no estava interessat en la governació. Una enquesta de Quinnipiac de febrer de 2014 va mostrar que Trump perdia davant el popular Cuomo per 37 punts en unes eleccions hipotètiques.
Segons l'advocat de Trump, Michael Cohen, el maig del 2015 va enviar cartes a l'Acadèmia Militar de Nova York i a Fordham, amenaçant amb accions legals si les escoles publicaven alguna vegada les notes de Trump o les puntuacions del SAT; Fordham va confirmar la recepció de la carta així com una trucada telefònica d'un membre de l'equip de Trump.

### Campanya presidencial de 2016

#### Primàries republicanes

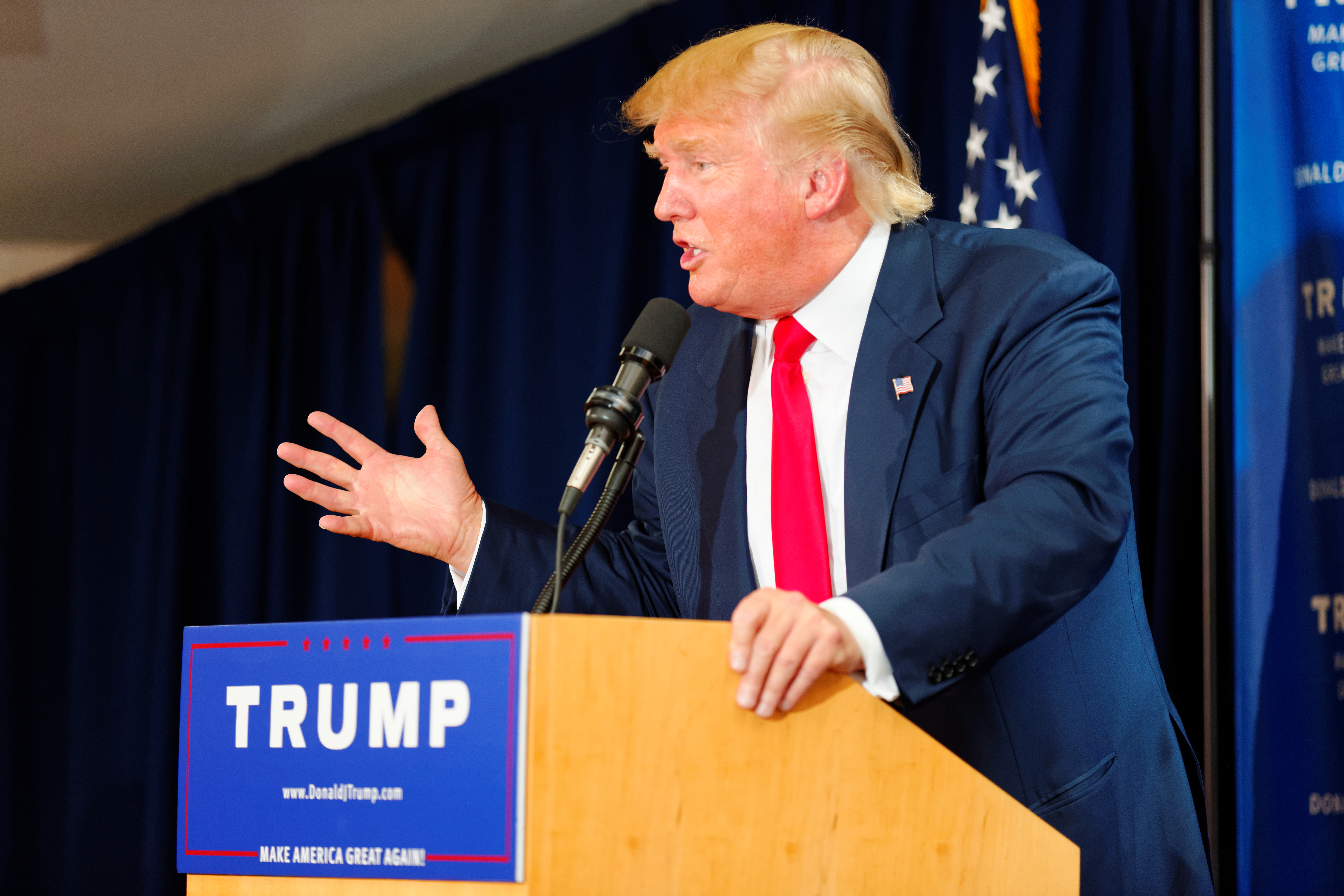
Trump fent campanya a Laconia (Nova Hampshire), el juliol de 2015

El 16 de juny de 2015, Trump va anunciar la seva candidatura a la presidència dels Estats Units en el que Politico va anomenar un «espectacle estrambòtic» a la Trump Tower de Manhattan. Inicialment, els analistes polítics no van prendre's seriosament la campanya de Trump, però ben aviat va ascendir al capdamunt de les enquestes d'opinió.
Al superdimarts Trump va rebre la majoria de vots, i es va mantenir com a preferit al llarg de les primàries. Al març del 2016, Trump va mostrar-se disposat a guanyar la candidatura republicana. Després d'una victòria aclaparadora a Indiana el 3 de maig de 2016  – que va portar als candidats restants Cruz i John Kasich a suspendre sengles campanyes presidencials  –  el president del Comitè Nacional Republicà, Reince Priebus, va declarar Trump com a hipotètic candidat republicà.

#### Campanya electoral general

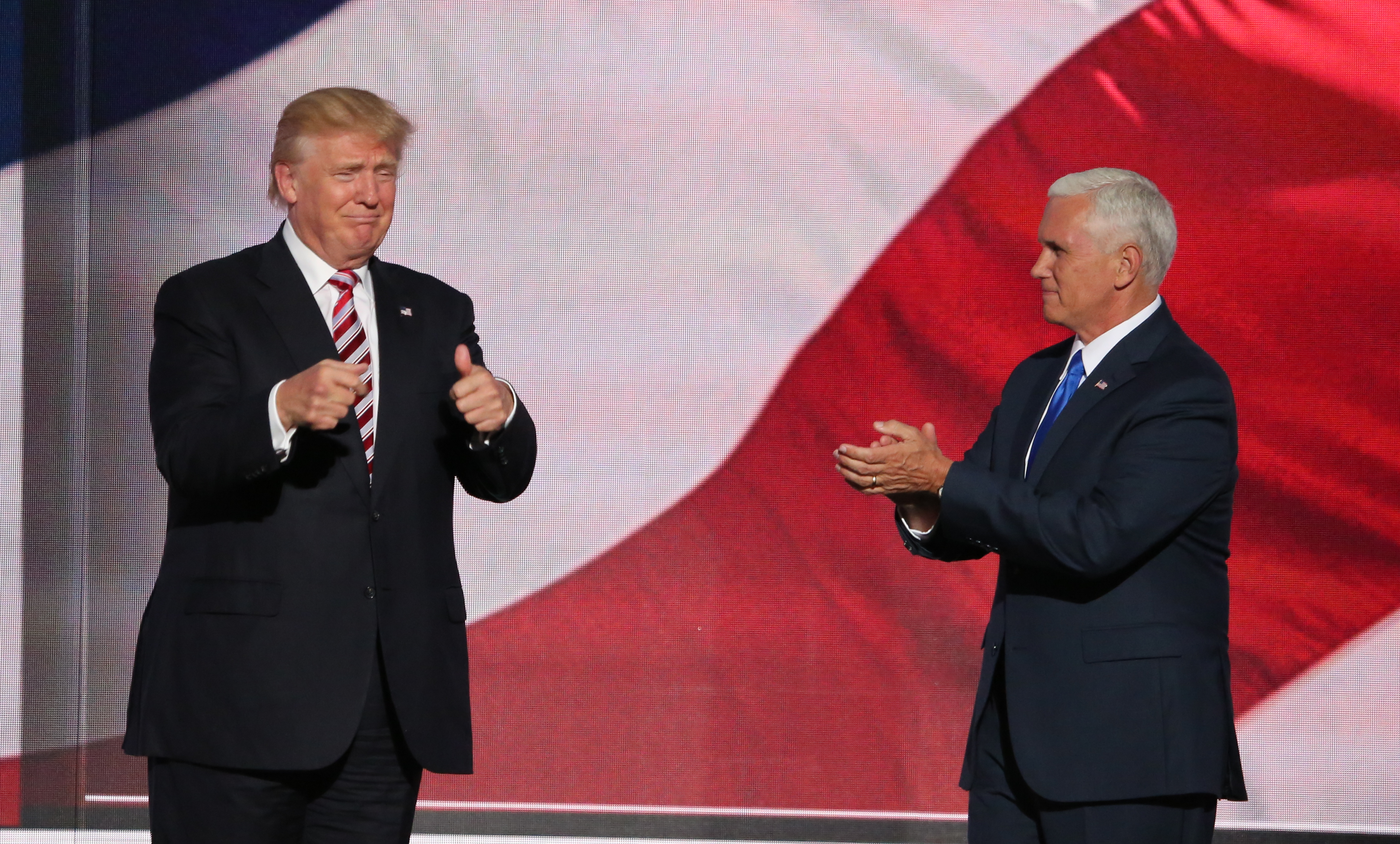
El Candidat Trump i el seu company de fórmula Mike Pence a la Convenció Nacional Republicana, juliol de 2016

Després d'esdevenir l'hipotètic candidat republicà, Trump es va centrar en les eleccions generals. Va començar a fer campanya contra Hillary Clinton, que es va convertir en la hipotètica candidata demòcrata el 6 de juny de 2016. Clinton havia establert un lideratge important sobre Trump a les enquestes durant la major part del 2016. A primers de juliol, l'avantatge de Clinton es va reduir en les mitjanes de les enquestes nacionals després de la reobertura per part de l'FBI de la investigació sobre els correus electrònics de Hillary Clinton.
El 15 de juliol de 2016, Trump va anunciar que escollia el governador d'Indiana, Mike Pence, com a company de fórmula. Quatre dies després, els dos van ser nominats oficialment pel Partit Republicà a la Convenció Nacional Republicana. La llista de ponents i assistents a la convenció incloïa l'ex-candidat presidencial Bob Dole, però els altres candidats anteriors no hi van assistir.
El 26 de setembre de 2016, Trump i Clinton es van enfrontar en elseu primer debat presidencial, que es va celebrar a la Universitat de Hofstra, a Hempstead, Nova York. El segon debat presidencial es va celebrar a la Universitat Washington a Saint Louis, Missouri. Eldebat presidencial final es va portar a terme el 19 d'octubre a la Universitat de Nevada a Las Vegas. La negativa de Trump a dir si acceptaria el resultat de les eleccions, independentment del resultat, va cridar particularment l'atenció, i alguns van dir que aquesta negativa soscavava la democràcia.

#### Posicions polítiques
La plataforma de la campanya de Trump va emfatitzar en la renegociació de les relacions entre els Estats Units i la Xina i els acords de lliure comerç, com ara el Àrea de Lliure Comerç d'Amèrica del Nord (TLCAN) i l'Aliança Transpacífica, així com en el compliment enèrgic de les lleis d'immigració i la construcció d'un nou mur al llarg de la frontera entre els Estats Units i Mèxic. Entre les seves altres posicions de campanya es troben la recerca de la independència energètica mentre s'oposa a les regulacions sobre el canvi climàtic com el Pla d'energia neta i l'Acord de París, la modernització i l'acceleració dels serveis per als veterans, la derogació i la substitució de la Llei de Protecció i Cuidats al Pacient, la supressió dels estàndards educatius Common Core, la inversió en infraestructures i la simplificació del codi tributari, així com la reducció dels impostos per a totes les classes econòmiques i la imposició d'aranzels a les importacions per part de les empreses que deslocalitzen llocs de feina. Durant la campanya, també va advocar per un enfocament en gran part no intervencionista de la política exterior alhora que pretenia augmentar la despesa militar i investigava o vetava de manera extrema o immigrants de països de majoria musulmana per tal de prevenir el terrorisme islàmic nacional i accions militars agressives contra Estat Islàmic. Durant la campanya, Trump va dir repetidament que l'Organització del Tractat de l'Atlàntic Nord (OTAN) és «obsoleta».
Les seves posicions polítiques han estat qualificades de populistes, i algunes de les seves opinions creuen línies de partit. Per exemple, el seu pla de campanya econòmica exigeix la desregularització i grans reduccions en els impostos sobre la renda, en consonància amb les polítiques del partit republicà, juntament amb una important inversió en infraestructures, generalment considerada una política del Partit Demòcrata. Trump ha donat suport o s'ha inclinat cap a posicions polítiques diferents al llarg del temps. Politico ha descrit les seves postures com a «eclèctiques, improvisades i sovint contradictòries», mentre que NBC News va contar «141 canvis diferents en 23 grans problemes» durant la seva campanya.

#### Retòrica en la campanya
En la seva campanya, Trump va dir que menyspreava la correcció política; també va dir que els mitjans de comunicació havien malinterpretat intencionadament les seves paraules i va fer altres acusacions de biaix mediàtic. En part a causa de la seva fama i de la seva voluntat de dir coses que els altres candidats no dirien, i perquè un candidat que guanya terreny proporciona automàticament una història de notícies convincent, Trump va rebre una cobertura mediàtica gratuïta sense precedents durant la seva candidatura a la presidència, que va elevar la seva posició a les primàries republicanes.
Organitzacions de verificació de fets han denunciat Trump per haver fet un nombre rècord de declaracions falses en comparació amb altres candidats. Almenys quatre publicacions importants  – Politico, The Washington Post, The New York Times i Los Angeles Times –  han destacat mentides o falsedats en les seves declaracions de campanya. Los Angeles Times va dir: «Mai en la política presidencial moderna, un candidat important ha fet declaracions falses tan rutinàries com Trump». NPR va dir que les declaracions de la campanya de Trump sovint eren opaques o suggectives.
Trump va adoptar la frase del seu escriptor fantasma «hipèrbole veraç» per a descriure el seu estil de parlar en públic.

#### Suport de l'extrema dreta
Segons Michael Barkun, la campanya de Trump va ser notable per portar idees, creences i organitzacions marginals al corrent principal. Durant la seva campanya presidencial, Trump va ser acusat de ser indulgent envers els supremacistes blancs. Va retuitar racistes obertament, i es va negar reiteradament a condemnar David Duke, el Ku Klux Klan o els supremacistes blancs, en una entrevista al programa State of the Union de la CNN, dient que primer hauria d'«investigar» perquè no sabia res sobre duc o sobre els supremacistes blancs. El propi Duke va donar suport a Trump amb entusiasme durant les primàries i a les eleccions del 2016, i va dir que ell i persones d'iddes afins a les seves van votar per Trump en considerar les seves promeses de «recuperar el nostre país».
Després de reiterades preguntes per part dels periodistes, Trump va dir que desautoritzava David Duke i el KKK. Trump va dir a programa Morning Joe de MSNBC: «Vaig desautoritzar Duke. Vaig desautoritzar el KKK. Voleu que ho torni a fer per dotzena vegada? El vaig desautoritzar en el passat i el desautoritzo ara».
El moviment d'extrema dreta es va unir al voltant de la candidatura de Trump, a causa en part de la seva oposició al multiculturalisme i a la immigració. Els membres de l'extrema dreta van donar suport amb entusiasme a la campanya de Trump. L'agost de 2016 va nomenar Steve Bannon – el president executiu de Breitbart News –  com a conseller delegat de la seva campanya; Bannon va descriure Breitbart News com «la plataforma de la dreta alternativa». En una entrevista dies després de les eleccions, Trump va condemnar els partidaris que celebraven la seva victòria amb la salutació nazi.

#### Divulgacions financeres
Com a candidat presidencial, Trump va revelar detalls de les seves empreses, actius i fonts d'ingressos en la mesura requerida per la FEC. El seu informe de 2015 va enumerar actius superiors a 1,4 mil milions de dòlars i deutes pendents almenys de 265 milions de dòlars. El formulari del 2016 va mostrar pocs canvis.
Trump no ha publicat les seves declaracions d'impostos, contràriament a la pràctica de tots els principals candidats des del 1976 i a les seves promeses el 2014 i el 2015 de fer-ho si es postulava per a un càrrec. Va dir que les seves declaracions d'impostos estaven sent auditades (en realitat, les auditories no impedeixen la divulgació de les declaracions d'impostos) i que els seus advocats li havien aconsellat que no les publiqués. Trump ha dit a la premsa que la seva taxa impositiva no és cosa seva i que intenta pagar «la menor quantitat d'impostos possible».
A l'octubre de 2016, parts de les presentacions estatals de Trump per al 1995 van ser filtrades a un periodista de The New York Times. Les presentacions demostren que Trump havia declarat una pèrdua de 916 milions de dòlars aquell any, cosa que li podria haver permès evitar impostos fins a 18 anys. Durant el segon debat presidencial, Trump va reconèixer que va fer ús de la deducció, però es va negar a proporcionar detalls com els anys específics en què es va aplicar.
El 14 de març de 2017, es van filtrar a MSNBC les dues primeres pàgines de les declaracions d'impostos federals sobre la renda de Trump de l'any 2005. El document estableix que Trump va tenir un ingrés brut ajustat de 150 milions de dòlars i va pagar 38 milions de dòlars en impostos federals. La Casa Blanca va confirmar l'autenticitat dels documents.
A l'abril de 2019, el Committee on Ways and Means va presentar una sol·licitud formal al Servei d'Impostos Interns per a obtenir les declaracions d'impostos personals i empresarials de Trump del 2013 al 2018. Es van incomplir dos terminis per proporcionar les declaracions, i el maig del 2019 el secretari del Tresor, Steven Mnuchin, va denegar finalment la sol·licitud. El president del comitè, Richard Neal, va citar després el Departament del Tresor i l'IRS per les declaracions. Aquestes cites també van ser desafiades al maig del 2019. Un esborrany de memoràndum legal de l'IRS de la tardor del 2018 va afirmar que les declaracions d'impostos han de ser proporcionades a petició, tret que un president invoqui el privilegi executiu. El Congrés no ha de justificar la sol·licitud, deia el memoràndum, tot contradient la justificació de l'administració que cal un propòsit legislatiu per a mostrar les declaracions d'impostos. Mnuchin va afirmar que el memoràndum en realitat abordava un tema diferent.

### Elecció a la presidència

Resultats electorals del 2016

El 8 de novembre de 2016, Trump va rebre 306 escons enfront dels 232 que va rebre Hillary Clinton. Els recomptes oficials van ser 304 i 227, respectivament, després de defeccions en tots dos costats. Trump va rebre gairebé 2,9 milions de vots menys que Clinton, cosa que el va convertir en la cinquena persona en ser elegida presidenta tot i perdre en vot popular. Clinton el va superar a escala nacional, amb 65.853.514 vots (4.818,00%) enfront dels 62.984.828 vots que va rebre Trump (4.609,00%).
La victòria de Trump va ser considerada un sorprenent rebés polític per a la majoria dels observadors, atès que les enquestes havien mostrat constantment que Hillary Clinton tenia avantatge a escala nacional – tot i que disminuint – , així com un avantatge favorable en la majoria dels estats competitius. El suport de Trump havia estat moderadament menystingut al llarg de la seva campanya, i molts observadors van evidenciar errors en les enquestes, en part atribuïts al fet que els enquestadors van sobreestimar el suport de Clinton entre els votants ben educats i no blancs, mentre que van subestimar el suport de Trump entre els votants blancs de la classe treballadora. Les enquestes van ser relativament precises, però els mitjans de comunicació i els experts van mostrar un excés de confiança en la victòria de Clinton tot i el gran nombre de votants indecisos i una concentració favorable dels principals districtes electorals de Trump als estats competitius.

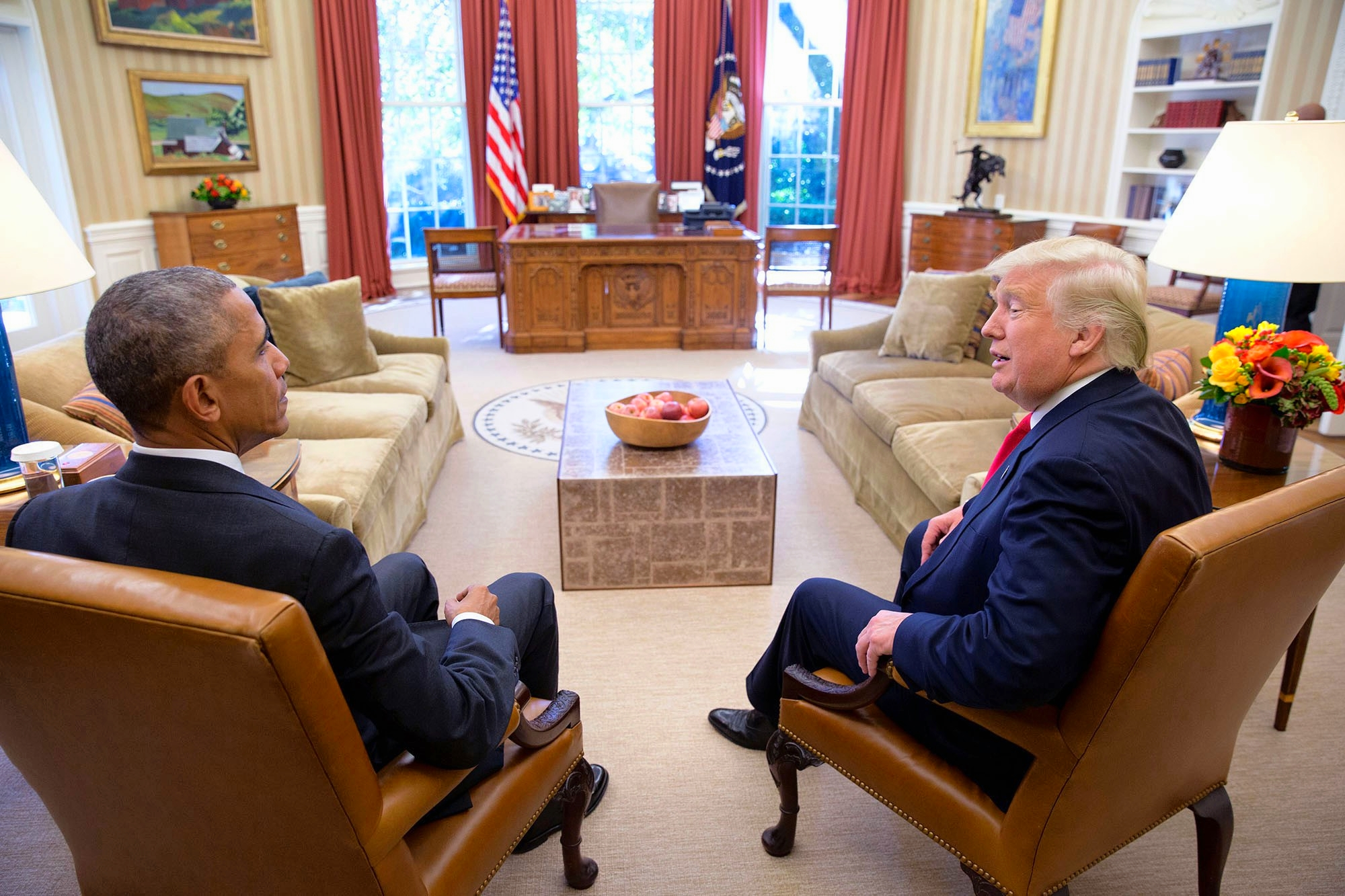
El President Obama i el president electe Trump el 10 de novembre de 2016

Trump va guanyar en 30 estats, entre ells Michigan, Pennsilvània i Wisconsin, estats que havien estat considerats un mur blau de bastions demòcrates des dels anys 90. Clinton va guanyar en 20 estats i el Districte de Colúmbia. La victòria de Trump va suposar el retorn d'una Casa Blanca republicana combinada amb el control de les dues cambres del Congrés.
Trump és el president més ric de la història dels Estats Units, fins i tot després d'ajustar la inflació, i la persona més gran en assumir la presidència. És també el primer president que no va servir a l'exèrcit ni va ocupar un càrrec governamental electiu o designat abans d'haver estat elegit. Dels 43 presidents anteriors, 38 havien ocupat un càrrec electiu anterior, dos no havien ocupat un càrrec electiu, però havien servit al Gabinet i tres mai havien ocupat un càrrec públic, però havien estat comandants generals.

### Protestes

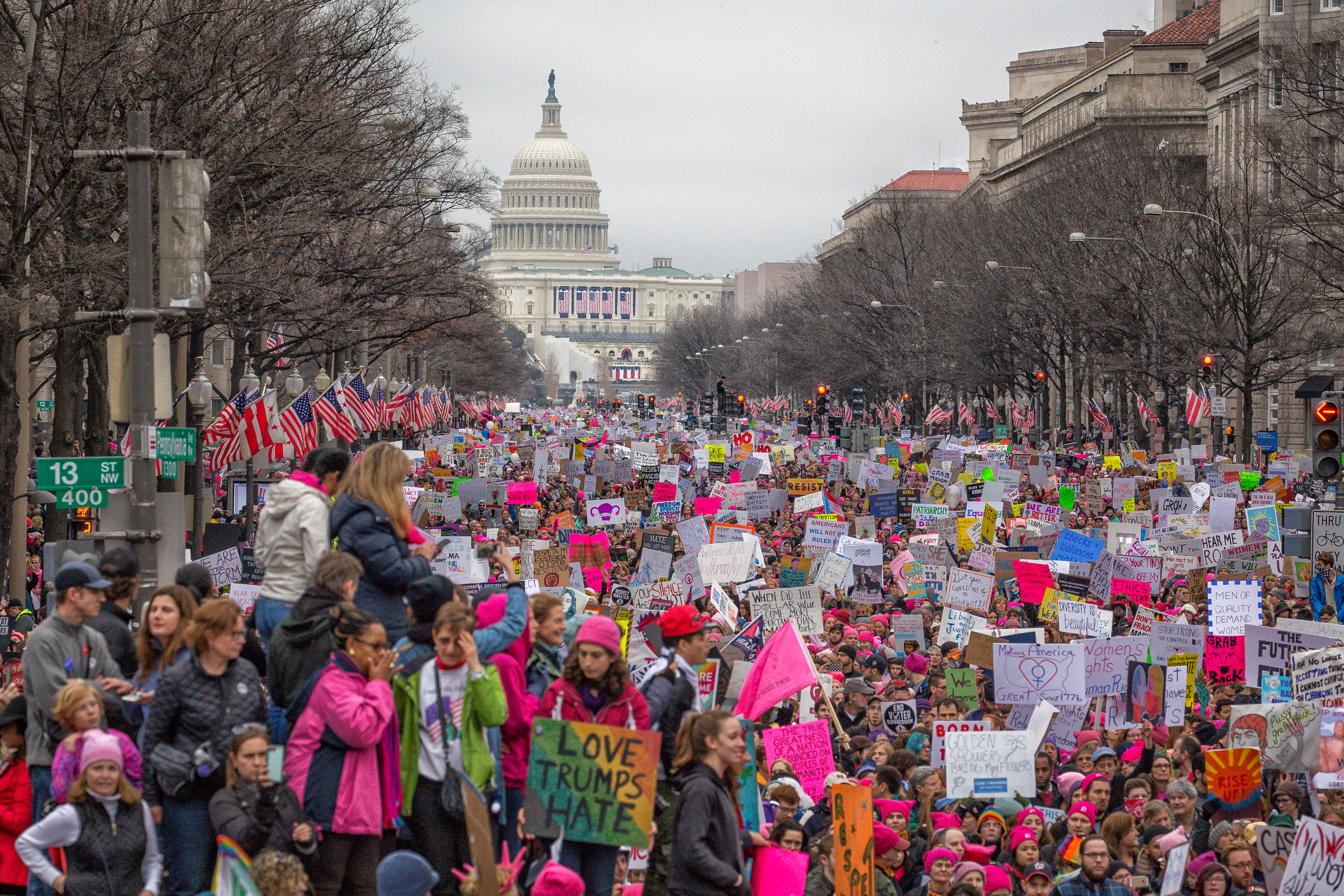
Marxa de la dona a Washington el 21 de gener de 2017, l'endemà de la investidura de Trump

Durant les primàries, alguns mítings van anar acompanyats de protestes o violència, tant dins com fora de les seus. La victòria electoral de Trump va provocar protestes a tot els Estats Units, en oposició a les seves polítiques i a les seves declaracions incendiàries. En un primer moment, Trump va tuitar que es tractava de «manifestants professionals, incitats pels mitjans de comunicació» i «injusts», però posteriorment va dir: «M'encanta el fet que els petits grups de manifestants ahir a la nit tinguin passió pel nostre gran país».
En les setmanes posteriors a la presa de possessió de Trump, van tenir lloc manifestacions massives contra Trump, com les Marxes de les dones, que van reunir 2.600.000 persones a tot el món entre elles 500.000 només a Washington. Les marxes contra la seva prohibició de viatjar van començar a tot el país el 29 de gener de 2017, nou dies després de la seva presa de possessió.

## Primera Presidència (2017-2021)

### Primeres accions

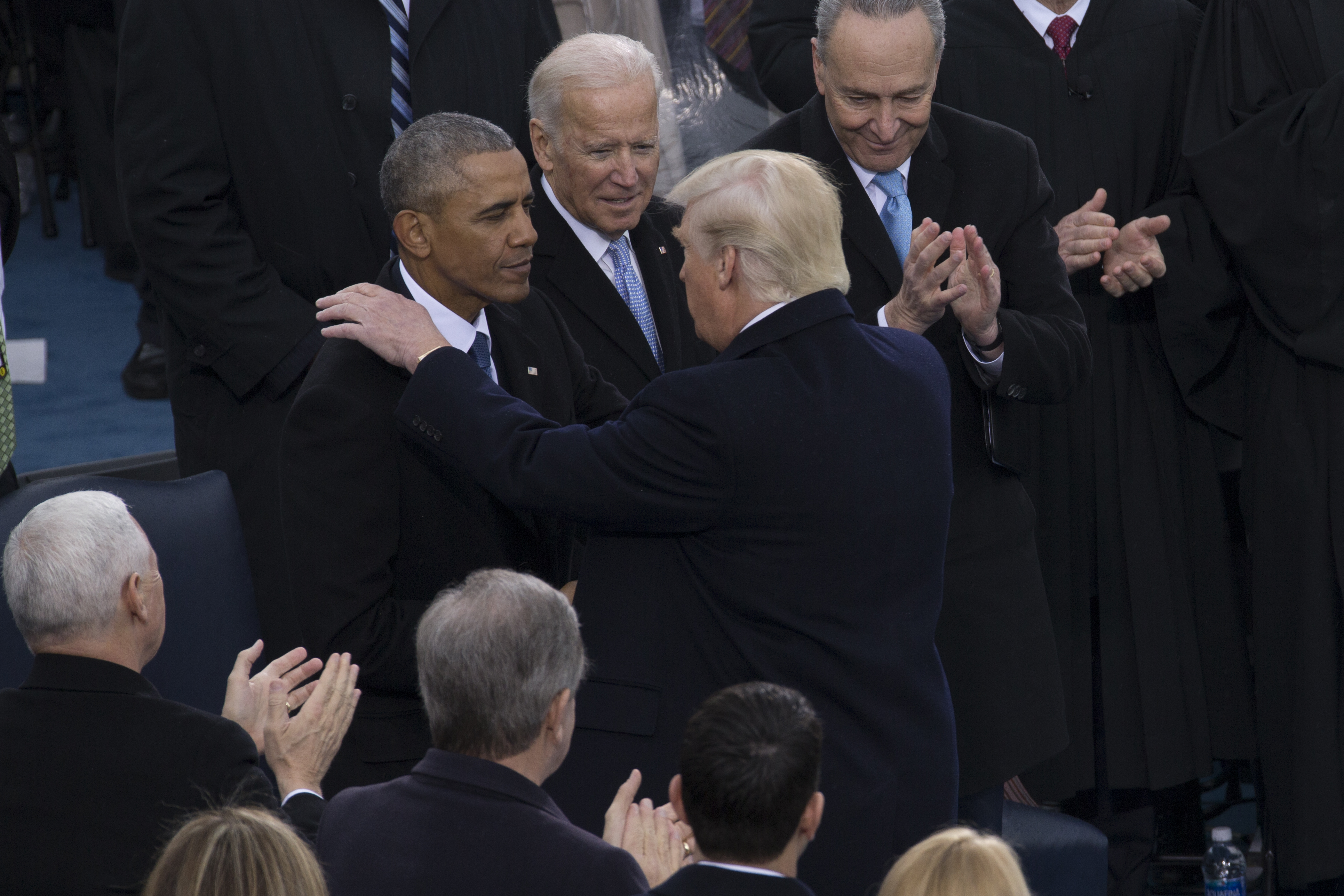
Trump durant la seva investidura el 2017. D'esquerra a dreta, Barack Obama, Joe Biden i Chuck Schumer.

Trump va ser investit com a 45è president dels Estats Units el 20 de gener de 2017. Durant la seva primera setmana al càrrec, va signar sis ordres executives: els procediments provisionals en previsió de la derogació de la Llei de Protecció i Cuidats al Pacient (Obamacare), la retirada de les negociacions de l'Aliança Transpacífica, el restabliment de la política de la Ciutat de Mèxic, el desbloqueig dels projectes de construcció de l'oleoducte Keystone XL i de l'oleoducte Dakota Access, el reforç de la seguretat fronterera i l'inici del procés de planificació i disseny per a construir un Mur fronterer EUA-Mèxic.
Després de la investidura, Trump va delegar la gestió del seu negoci immobiliari als seus fills Eric i Don Jr. La seva filla Ivanka va deixar la The Trump Organization i es va traslladar a Washington, DC, amb el seu marit Jared Kushner. Ella exerceix com a assistent del president, i ell és Assessor Principal a la Casa Blanca.
El 31 de gener, Trump va nomenar el jutge de la Cort d'Apel·lacions dels Estats Units, Neil Gorsuch, per ocupar el càrrec al Tribunal Suprem que va tenir el jutge Antonin Scalia fins a la seva mort el 13 de febrer de 2016.

### Política domèstica

#### Economia i comerç
L'expansió econòmica que va començar el juny del 2009 va continuar durant els tres primers anys de Trump al càrrec. L'expansió es va acabar el febrer del 2020, quan la pandèmia COVID-19 va provocar una recessió. Al llarg de la seva presidència, Trump ha caracteritzat repetidament i falsa l'economia com la millor de la història dels Estats Units (almenys quatre presidents nord-americans han presidit en millors economies).
El desembre de 2017, Trump va signar la Llei de Feines i Reducció d'Impostos de 2017, que va reduir permanentment la taxa d'impostos corporatius fins al 21 per cent, va rebaixar temporalment els trams fiscals d'impostos personals fins al 2025, va augmentar el crèdit tributari per fills, va duplicar l'exempció de l'impost sobre el patrimoni fins a 11,2 milions de dòlars, i va limitar la deducció d'impostos estatals i locals a 10.000 dòlars.

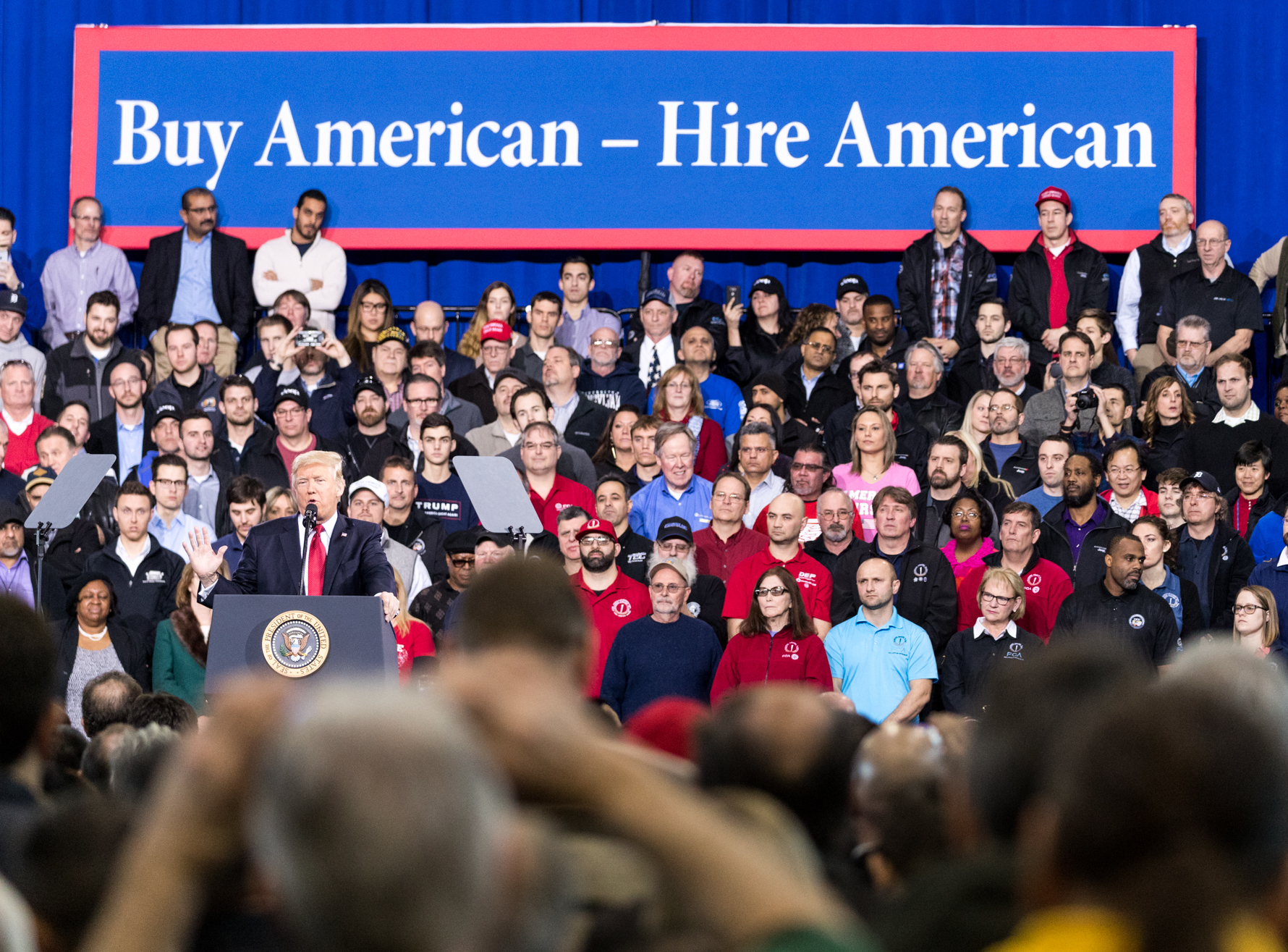
Trump fent un discurs dirigint-se a treballadors automobilístics a Michigan, març de 2017.

Trump és escèptic amb els acords comercials multilaterals, atès que creu que incentiven indirectament pràctiques comercials deslleials que després tendeixen a descontrolar-se. Afavoreix els acords comercials bilaterals, ja que permeten que una de les parts es retiri si es creu que l'altra es comporta de manera injusta. Trump afavoreix les balances comercials neutres o positives per damunt de les balances comercials negatives, també conegudes com a «dèficit comercial». Trump va adoptar els seus punts de vista escèptics actuals sobre la liberalització comercial a la dècada de 1980, i va criticar durament l'Àrea de Lliure Comerç d'Amèrica del Nord (NAFTA) durant la campanya primària republicana el 2015. El NAFTA es va renegociar i el 30 de novembre de 2018 fou signat l'Acord Estats Units-Mèxic-Canadà per Donald Trump, el president de Mèxic Enrique Peña Nieto, i el primer ministre del Canadà, Justin Trudeau. El 10 de desembre de 2019 es va modificar el protocol i va entrar en vigor l'1 de juliol de 2020.
Va retirar els Estats Units de les negociacions l'Aliança Transpacífica (TPP), va imposar aranzels a les importacions d'acer i alumini, i va iniciar una guerra comercial entre la Xina i els Estats Units en augmentar de manera dràstica els aranzels sobre 818 categories (per valor de 50 mil milions de dòlars) de productes xinesos importats als Estats Units Diverses vegades, Trump ha dit incorrectament que aquests aranzels a les importacions els paga la Xina al Tresor dels Estats Units.
Tot i la promesa de campanya d'eliminar el deute nacional en vuit anys, Trump, com a president, ha aprovat grans augments de la despesa pública, així com la reducció d'impostos del 2017. Com a resultat, el dèficit pressupostari del govern nord-americà ha augmentat gairebé un 50%, fins a gairebé 1 bilió de dòlars el 2019. El 2016, l'any abans que Trump prengués possessió del càrrec, el deute nacional dels Estats Units rondava els 19 bilions de dòlars; a mitjan 2020, havia augmentat a 26 bilions de dòlars sota l'administració Trump.
A l'abril del 2020, la taxa oficial d'atur es va disparar fins al 14,7% a causa de la pandèmia COVID-19. Es tractava d'una subestimació de la taxa d'atur real, però continuava sent el nivell d'atur més alt des del 1939.

#### Energia i clima
Trump refusa el consens científic sobre el canvi climàtic. Des de la seva elecció, Trump ha fet grans retallades pressupostàries als programes que investiguen les energies renovables i ha revertit les polítiques de l'era Obama dirigides a frenar el canvi climàtic. El juny de 2017, Trump va anunciar la retirada dels Estats Units de l'Acord de París, tot convertint els Estats Units en l'única nació del món que no va ratificar l'acord. A la Cimera del G7 de 2019, Trump es va saltar les sessions sobre el canvi climàtic, tot i que després va dir durant una conferència de premsa que és ecologista.
Trump ha revocat les regulacions federals destinades a frenar les Gas amb efecte d'hivernacle, la contaminació de l'aire, la contaminació de l'aigua i l'ús de substàncies tòxiques. N'és un exemple el Pla d'energia neta. Va relaxar els estàndards mediambientals per a projectes d'infraestructura federal, alhora que va ampliar les àrees permeses per a la perforació i extracció de recursos, com ara permetent la perforació al Refugi Àrtic. Trump també va afeblir les proteccions per als animals. Les polítiques energètiques de Trump tenien com a objectiu impulsar la producció i les exportació de carbó, petroli i gas natural.

#### Magnitud governamental i desregulació
Les primeres polítiques de Trump han afavorit el reversió i el desmantellament de les regulacions governamentals. Ha signat 15 resolucions de desaprovació de la Llei de Revisió del Congrés, la qual permet que el Congrés derogui les regulacions executives. Ha estat el segon president a signar tals resolucions després de l'aprovació de la primera resolució de la CRA el 2001 i es tracta del primer president que en signa més d'una. Durant les seves primeres sis setmanes al càrrec, va retardar, suspendre o revocar noranta regulacions federals.
El 30 de gener de 2017, Trump va signar l'Ordre Executiva 13771, que ordenava que per cada nova regulació que emetin les agències administratives «s'identifiquin almenys dues regulacions prèvies per a la seva eliminació». Els defensors de l'agència van manifestar la seva oposició a les crítiques de Trump i van dir que existeix la burocràcia per protegir les persones contra grups d'interès ben organitzats i ben finançats.

#### Assistència sanitària
Durant la seva campanya, Trump va prometre repetidament derogar i substituir la Llei de Protecció i Cuidats al Pacient (ACA o «Obamacare»). Poc després d'assumir el càrrec, va instar el Congrés a derogar-la i substituir-la. Al maig d'aquell any, la Cambra de Representants dels Estats Units va votar a favor de derogar-la. La seva primera acció com a president va ser l'Ordre Executiva 13765, que va augmentar la flexibilitat «en la màxima mesura que permet la llei» per tal que el Gabinet emetés ajornaments i exempcions de la llei mentre intentava donar més flexibilitat als estats. Posteriorment va ser emesa l'Ordre Executiva 13813, dissenyada per a reduir les regulacions imposades per Obamacare augmentant la competència. Trump ha expressat el seu desig de «deixar que Obamacare fracassi» i l'administració Trump ha reduït el període d'inscripció de l'ACA a la meitat i ha reduït dràsticament els fons per a publicitat i altres maneres de fomentar la inscripció. El projecte de llei d'impostos del 2017 va derogar efectivament el mandat d'assegurança mèdica individual de l'ACA el 2019, i un projecte de llei pressupostària que Trump va signar el 2019 va derogar l'impost al pla Cadillac, l'impost als dispositius mèdics i l'impost de bronzejat. Com a president, Trump ha afirmat falsament que va salvar la cobertura de condicions preexistents proporcionada per ACA, mentre que la seva administració es va negar a impugnar una demanda que l'eliminaria. Com a candidat del 2016, Trump va prometre protegir els fons per a Medicare i altres programes de xarxa de seguretat social, però al gener del 2020 va suggerir que estava disposat a considerar retallades a aquests programes.

#### Afers socials
Trump va afavorir la modificació de la plataforma republicana del 2016 que s'oposava a l'avortament, per permetre excepcions en casos de violació, incest i circumstàncies que posin en perill la salut de la mare. Ha dit que està compromès a nomenar els jutges «pro-vida». Afirma que personalment dona suport al «matrimoni tradicional» però considera que la legalitat nacional del matrimoni entre persones del mateix sexe és una qüestió «resolta». Malgrat la declaració de Trump i la Casa Blanca que afirmava que mantindrien en vigor una ordre executiva del 2014 de l'administració Obama que creava proteccions federals al lloc de feina per a persones LGBT, el març del 2017, l'administració Trump va retrocedir components clau de l'administració Obama. proteccions de llocs de treball per a persones LGBT.
Trump aposta per una interpretació àmplia de la Segona esmena de la Constitució dels Estats Units i diu que s'oposa al control d'armes de foc en general, tot i que les seves opinions han canviat amb el pas del temps. Trump s'oposa a legalitzar la marihuana recreativa però aposta per legalitzar el cànnabis medicinal. Afavoreix la pena de mort als Estats Units, així com l'ús del submarí i mètodes «molt pitjors».

#### Indults i commutacions
L'agost de 2017, Trump va indultar l'exxèrif Joe Arpaio, que esperava sentència per desacatament al tribunal en una demanda col·lectiva que al·legava discriminació per perfil racial. El març del 2018, va indultar l'ex marí de l'Armada Kristian Saucier, que havia estat declarat culpable per haver fet fotografies classificades d'un submarí. L'abril de 2018 va indultar Scooter Libby, ajudant polític de l'exvicepresident Dick Cheney. Libby havia estat condemnat per obstrucció a la justícia, perjuri i haver fet declaracions falses a l'FBI. El maig del 2018 va concedir un indult pòstum a Jack Johnson, un boxejador negre que havia estat condemnat el 1913 per viatjar a través de les fronteres estatals amb la seva xicota blanca. El juny del 2018 va indultar el comentarista conservador Dinesh D'Souza, que havia realitzat contribucions il·legals a campanyes polítiques. Aquell mes també va commutar la cadena perpètua a Alice Marie Johnson, una delinqüent no violenta de tràfic de drogues, arran d'una petició de la celebritat Kim Kardashian. El febrer de 2020, Trump va indultar els criminals de coll blanc Michael Milken, Bernard Kerik i Edward J. DeBartolo Jr. i va commutar 14 anys de condemna per corrupció de l'exgovernador d'Illinois Rod Blagojevich.
El juliol de 2020, Trump va commutar la pena de presó de 40 mesos al seu amic i asseu Roger Stone, que aviat havia de presentar-se a la presó per les seves accions durant la investigació sobre la ingerència russa a les eleccions presidencials de 2016. El jutge que el va sentenciar havia explicat anteriorment que Stone va ser «processat per cobrir el president» – el propi Trump. Un mes abans de la commutació, Trump havia declarat que Stone «pot dormir bé a la nit!».

### Immigració
Trump va prometre construir un mur més important a la Frontera EUA-Mèxic per a mantenir allunyada la immigració il·legal i va prometre que Mèxic el pagaria. Es va comprometre a deportar massivament població immigrant il·legal dels Estats Units, i va criticar la ciutadania per naixement per haver creat «nadons àncora». Va dir que la deportació se centraria en delinqüents, aquells que excedissin l'estada permesa pels visats i els que representessin amenaces a la seguretat. Com a president, va descriure sovint la immigració il·legal com una «invasió», criticant especialment la banda MS-13 com a violadors i depredadors.
Trump ha intentat limitar dràsticament l'aplicació de la llei d'immigració. Alguns dels resultats d'aquesta política són unes polítiques d'aplicació de la llei d'immigració més severes contra els sol·licitants d'asil d'Amèrica Central que qualsevol president dels Estats Units modern abans que ell, i un augment significatiu de les detencions i deportacions de migrants. Aquesta política va anar acompanyada del mandat de l'administració Trump el 2018 que els jutges d'immigració han de completar 700 casos a l'any per tal que el seu acompliment es consideri com a satisfactori.
Des del 2018, en l'Operació Faithful Patriot es van desplegar prop de 6.000 soldats a la Frontera EUA-Mèxic, el 2019 el Tribunal Suprem va permetre que s'impedís de cercar asil als Estats Units a la majoria de migrants centreamericans, i a partir del 2020 va utilitzar la regla de càrrega pública per restringir que els immigrants que utilitzen els beneficis del govern obtinguin la residència permanent mitjançant la targeta verda. Trump ha reduït contínuament el nombre de refugiats permesos al país; quan Trump va assumir el càrrec, el límit anual era de 110.000, el 2019 Trump va establir un límit de 18.000, un mínim rècord per al programa de refugiats dels Estats Units. Les restriccions addicionals implementades per l'administració Trump van provocar bloqueigs (potencialment duradors) en el processament de les sol·licituds de refugiats, cosa que va resultar que fossin acceptats menys refugiats considerant els límits permesos.

#### Prohibició de viatjar
Després dels atemptats de París del 13 i 14 de novembre de 2015, Trump va fer una proposta controvertida per prohibir l'entrada d'estrangers musulmans als Estats Units fins que es poguessin implementar sistemes d'investigació més sòlids Posteriorment va reformular la prohibició proposada per a aplicar-la a països amb un «historial comprovat de terrorisme».
El 27 de gener de 2017, Trump va signar per seguretat i sense avís previ l'Ordre executiva 13769 suspenent l'admissió de refugiats durant 120 dies i va negar l'entrada a ciutadans de l'Iraq, l'Iran, Líbia, Somàlia, el Sudan, Síria i el Iemen durant 90 dies, entrant en vigor immediatament. La confusió i les protestes van provocar el caos als aeroports. Sally Yates, la Fiscal general dels Estats Units en funcions, va ordenar als advocats del Departament de Justícia que no defensessin l'ordre executiva, que considerava inaplicable i inconstitucional i fou acomiadada immediatament. Van ser presentades múltiples impugnacions legals contra l'ordre i el 5 de febrer un jutge federal a Seattle va bloquejar la seva implementació a tot el país. El 6 de març, Trump va emetre una ordre revisada que excloïa l'Iraq, atorgava exempcions específiques per als residents permanents i eliminava les prioritats de les minories cristianes. Novament els jutges federals de tres estats van bloquejar la seva implementació. El 26 de juny de 2017, el Tribunal Suprem va dictaminar que la prohibició es podia imposar als visitants que no tinguessin una «reclamació creïble d'una relació de bona fe amb una persona o entitat dels Estats Units».
L'ordre temporal va ser substituïda per la Proclamació presidencial 9645 el 24 de setembre de 2017, que restringeix definitivament els viatges des dels països previstos inicialment, tret de l'Iraq i el Sudan, a més de prohibir l'entrada als viatgers de Corea del Nord i del Txad, juntament amb certs oficials veneçolans. Després que els tribunals inferiors bloquegessin parcialment les noves restriccions, el Tribunal Suprem va permetre que la versió del setembre entrés en ple vigor el 4 de desembre de 2017, i finalment va confirmar la prohibició de viatjar en una sentència del juny de 2019.

#### Separació familiar a la frontera
L'administració Trump va separar més de 5.400 nens emigrants dels seus pares a la frontera EUA-Mèxic mentre les famílies intentaven entrar als Estats Units. L'administració Trump va augmentar dràsticament el nombre de separacions familiars a la frontera a partir de l'estiu de 2017, abans que s'anunciés aquesta política de manera oficial el 2018; aquest fet no es va fer públic fins al gener de 2019.
A l'abril de 2018, l'administració Trump va anunciar i promulgar la política de separació familiar de l'administració Trump, per la qual tot adult que creués il·legalment la frontera seria processat penalment. Aquest fet va resultar en separacions familiars, atès que els adults emigrants van ser detinguts per a ser processats, mentre que els nens emigrants van ser portats com a menors estrangers no acompanyats. Els nens serien portats a centres de detenció d'immigrants, refugis per a immigrants, campaments de tendes de campanya o gàbies metàl·liques, amb l'objectiu declarat de d'entregar-los a familiars o patrocinadors. Els funcionaris de l'administració van qualificar la política com un element dissuasiu contra la immigració il·legal. Les administracions anteriors no tenien aquesta política de separar habitualment les famílies emigrants amb nens.
La política de separacions familiars va provocar la indignació pública i va donar lloc a demandes de demòcrates, republicans, aliats de Trump i grups religiosos per a que s'anul·lés la política. Trump va reaccionar afirmant falsament que la seva administració es limitava a seguir la llei i en culpava els demòcrates, quan de fet aquesta era la política de la seva administració. Més de 2.300 nens van ser separats com a resultat de la «política de tolerància zero», va revelar l'administració Trump el juny de 2018.
Tot i que Trump va argumentar inicialment que el problema no es podia resoldre mitjançant una ordre executiva, va procedir a signar-ne una el 20 de juny de 2018, que ordenava que les famílies emigrants fossin detingudes junts, tret que l'administració jutgés que fer-ho perjudicaria el nen. El 26 de juny de 2018, un jutge federal va concloure que l'administració Trump no tenia «cap sistema establert per fer un seguiment» dels fills separats, ni tampoc mesures efectives per a la comunicació i reunificació familiar; el jutge va ordenar que es reunissin les famílies i que s'aturessin les separacions familiars, excepte en els casos en què es considera que els progenitors no són capaços de tenir cura del fill o si hi ha l'aprovació dels pares.
4.370 nens van ser separats del juliol de 2017 al juny de 2018, segons va informar l'administració Trump a l'octubre de 2019. Fins i tot després de l'ordre del jutge federal del juny del 2018, l'administració Trump va continuar practicant separacions familiars, amb més de mil nens emigrants separats.

#### Detencions d'emigrants

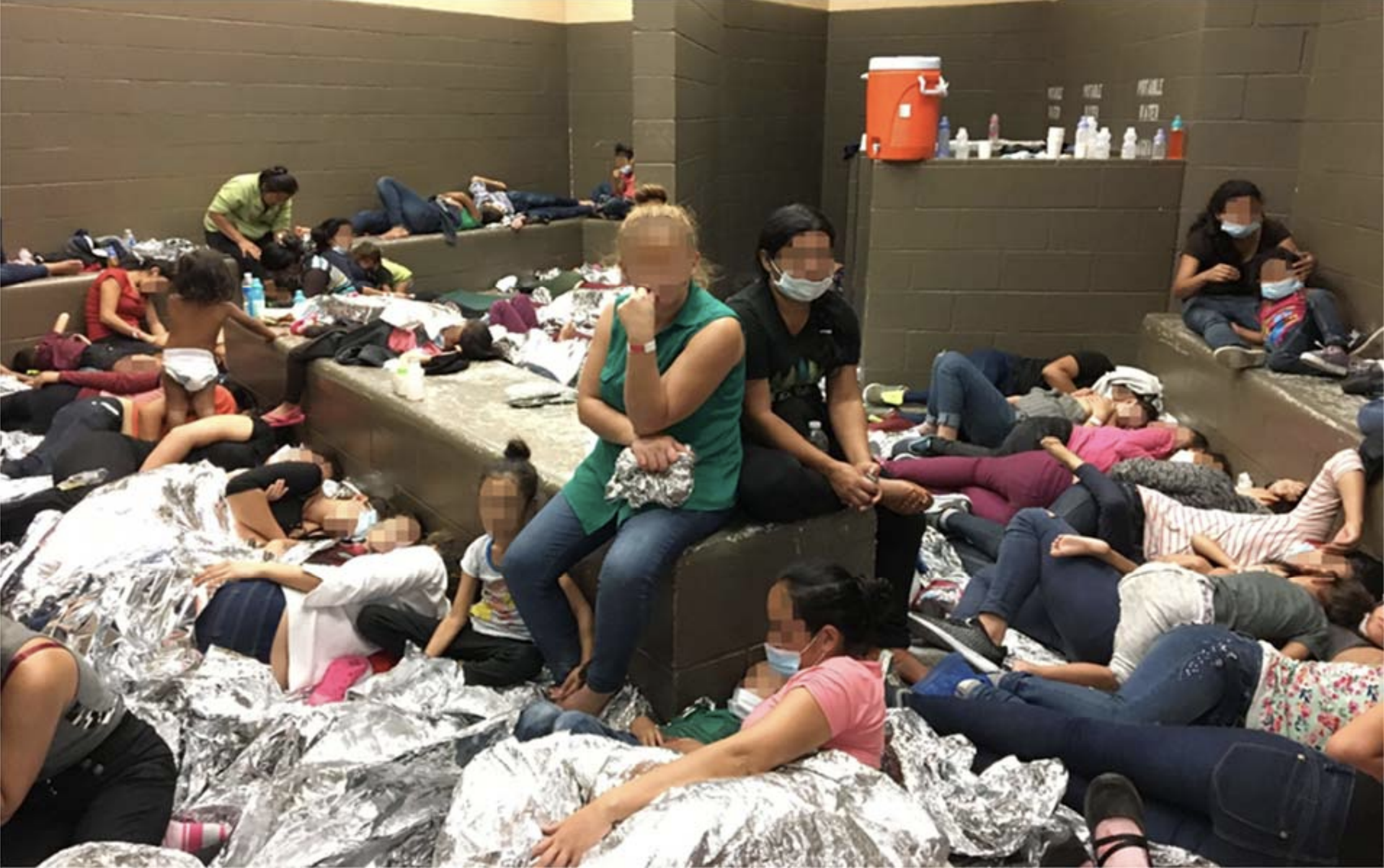
El juny de 2019, inspectors de govern federal van informar sobre les condicions d'amuntegament de les famílies emigrants detingudes a Weslaco (Texas).

L'administració Trump ha adoptat un enfocament més dur que el que van adoptar les administracions anteriors quant a les detencions d'emigrants, en no permetre exempcions a la detenció a diferència de les administracions de George W. Bush i Obama. Si bé l'administració Obama ja va portar a terme un nivell elevat de detencio ns i deportacions de migrants, l'administració Trump va fer augmentar aquest nivell a un de significativament superior. A l'abril de 2018, Trump va ordenar el final de la política de «captura i alliberament», que deslliurava els immigrants il·legals de la detenció a l'espera d'una audiència judicial.
Els inspectors governamentals del Departament de l'Oficina de Seguretat Nacional de l'Inspector General van portar a terme revisions puntuals dels centres de detenció d'emigrants el juny de 2018, i van descobrir que la Oficina de Duanes i Protecció Fronterera dels Estats Units infringia «en molts casos» les directrius federals en detenir els nens emigrants durant massa temps abans de passar-los a l'Oficina de Reassentament de Refugiats. Per la seva banda, el comissari de Duanes i Protecció Fronterera dels Estats Units, Kevin McAleenan, va dir que al març del 2019 hi havia «seguretat fronterera i una crisi humanitària», amb el sistema de gestió dels emigrants en un «punt de ruptura» a causa d'un augment dels emigrants. Els inspectors del govern van publicar més informes el maig del 2019 i el juliol del 2019 sobre emigrants detinguts en condicions que incomplien els estàndards federals. Van informar que els emigrants suporten detencions prolongades, un «amuntegament perillós», i una higiene i normes alimentàries deficients. El juny de 2019 i al juliol de 2019, diversos advocats i legisladors, així com un metge certificat, van visitar les instal·lacions de detenció d'emigrants, i van denunciar una falta de supervisió, molts emigrants malalts i nens traumatitzats, respectivament.
El tracte als emigrants detinguts va resultar en una indignació pública al juliol del 2019. També aquell mes, Trump va reaccionar a les crítiques a les detencions d'emigrants en declarar que la Patrulla Fronterera dels Estats Units feia «una gran feina» i si els emigrants estaven descontents amb les condicions dels centres de detenció, «senzillament digueu-los que no vinguin». Mentrestant, el vicepresident Pence va visitar un centre abarrotat, on va reaccionar dient que «és dur» i que el sistema està «desbordat».
L'agost de 2019, l'administració va intentar canviar l'Acord Flores de 1997 que limita la detenció de famílies emigrants a 20 dies; la nova política que permetria la detenció indefinida va ser bloquejada abans que entrés en vigor.

#### Tancament del govern federal de 2018-2019

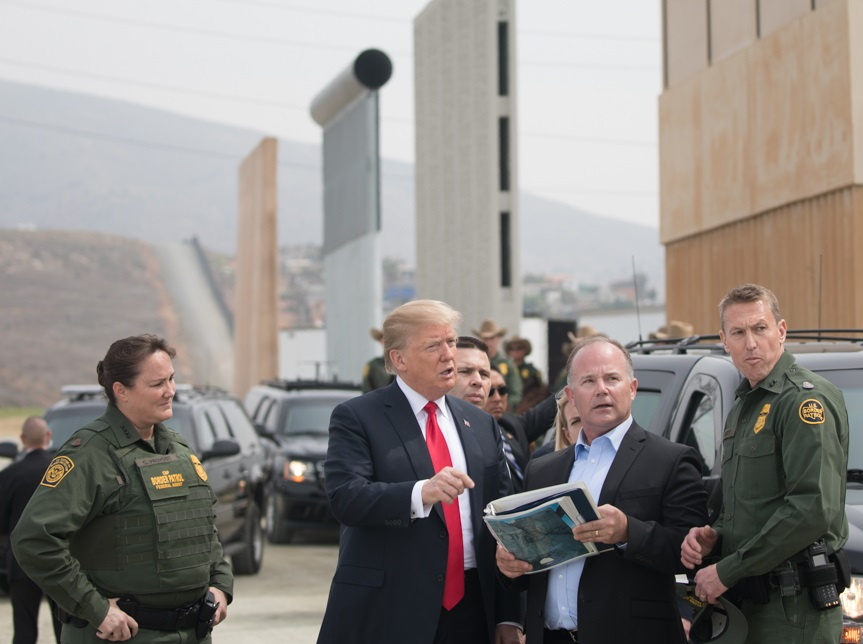
Trump examina prototips de mur fronterer a Otay Mesa (Califòrnia).

El 22 de desembre de 2018, el govern federal va tancar parcialment després que Trump declarés que qualsevol extensió de finançament havia d'incloure 5,6 mil milions de dòlars provinents de fons federals per a construir un mur fronterer entre els Estats Units i Mèxic per complir parcialment la seva promesa de campanya. El tancament va ser causat per un lapse en el finançament de nou departaments federals, cosa que va afectar aproximadament una quarta part de les activitats del govern federal. Trump va dir que no acceptaria cap projecte de llei que no inclogués fons per al mur, i els demòcrates, que controlen la Cambra, van dir que no donarien suport a cap projecte de llei que ho fes. Els republicans del Senat han dit que no promouran cap legislació que Trump no signi. En negociacions anteriors amb líders demòcrates, Trump va comentar que estaria «orgullós de tancar el govern per la seguretat fronterera».
El tancament va causar que 380.000 treballadors del govern fossin temporalment acomiadats per mitjà de furloughs, mentre que una estimació de 420.000 treballadors del govern van treballar sense ser pagats; la majoria dels treballadors afectats no van rebre dos pagaments. El tancament va provocar una pèrdua permanent de 3 mil milions de dòlars per a l'economia dels Estats Units, segons va estimar l'Oficina de Pressupost del Congrés. Segons van mostrar les enquestes, una pluralitat de nord-americans van culpar Trump del tancament; el percentatge va augmentar a mesura que la paralització va continuar al voltant al 50%. Els índex d'aprovació de Trump també van caure.
El 25 de gener de 2019, el Senat i la Cambra van aprovar per unanimitat un projecte de llei de finançament temporal que no proporcionava fons per al mur, però proporcionaria pagaments endarrerits als treballadors del govern. Trump va signar el projecte de llei aquell dia, i el tancament va acabar als 35 dies. Va ser el tancament del govern nord-americà més llarg de la història.
Atès que el finançament del govern era temporal, s'acostava un altre tancament. El 14 de febrer de 2019, el Senat i la Cambra van aprovar un projecte de llei de finançament que incloïa 1.375 mil milions de dòlars per a 55 milles de tanques frontereres, en lloc del mur previst per Trump. Trump va signar el projecte de llei el 15 de febrer de 2019, poques hores abans que comencés un altre tancament.

#### Emergència nacional a la Frontera EUA-Mèxic
El 15 de febrer de 2019, després que Trump només rebés del Congrés 1.375 mil milions de dòlars per a tanques fronteres després d'exigir 5,7 mil milions de dòlars per al mur, va declarar una Emergència nacional a la frontera sud dels Estats Units, amb l'esperança d'obtenir uns 6,7 mil milions de dòlars més sense aprovació del Congrés, fent ús de fons per a construcció militar, interdicció de drogues i diners del Tresor. En fer-ho, Trump va reconèixer que «no necessitava» declarar una emergència nacional, però que «preferia fer-ho molt més ràpidament».
El Congrés va aprovar dues vegades les resolucions per bloquejar les declaracions d'emergència nacional de Trump, però Trump les va vetar dues vegades i el Congrés no va tenir prou vots per anul·lar el veto de Trump. La decisió de Trump de desviar altres fons governamentals per finançar el mur va resultar en desafiaments legals. El juliol del 2019, el Tribunal Suprem va permetre a Trump utilitzar 2,5 mil milions de dòlars (destinats originalment a programes antidrogues) del Departament de Defensa per construir el mur. Al desembre de 2019, un jutge federal va impedir que l'administració Trump utilitzés 3,6 mil milions de dòlars de fons de construcció militar per al mur.

#### Mur de Trump
Com a candidat a la presidència, Trump va insistir que al llarg de la frontera EUA-Mèxic construiria un mur, no una tanca. El gener de 2018 va tornar a plantejar la idea del formigó massís.
El 2017, la frontera entre Mèxic i els Estats Units tenia 654 milles de tanques primàries, 37 milles de tanques secundàries i 14 milles de tanques terciàries. L'objectiu de Trump, del 2015 al 2017, va ser de construir 1.000 milles de mur. L'administració Trump va establir l'objectiu d'haver aixecat 450 milles de barreres noves o renovades al desembre del 2020, amb un objectiu final d'haver aixecat 509 milles de barreres noves o renovades a l'agost de 2021. Fins i tot al 2020, Trump ha afirmat repetidament i de manera falsa que Mèxic està pagant el mur, tot i que els contribuents nord-americans paguen la factura dels fons que es desvien del Departament de Defensa dels Estats Units.
A l'octubre de 2018, l'administració va anunciar la construcció de dues milles de tanques de recanvi fetes de pals d'acer, que va anomenar la primera secció del «mur» de Trump, tot i que a la primeria d'aquell any la Patrulla Fronterera havia dit que el projecte no estava relacionat amb el mur de Trump i havia estat planificat durant molt de temps (data de 2009). El desembre de 2018 i el gener de 2019, Trump va tuitar un disseny d'una tanca d'acer i una imatge d'una tanca, mentre declarava que «el mur s'acosta». El febrer de 2019, Trump va dir que la seva administració s'havia «restringit a renovar» les barreres existents «i que necessitem un nou mur».
Al novembre de 2019, l'administració Trump havia substituït al voltant de 78 milles del Mur fronterer EUA-Mèxic al llarg de la frontera; aquestes barreres de substitució no eren murs, sinó tanques fetes de bol·lards. L'administració, al novembre de 2019, va dir que «acabava de començar a obrir camins» per construir noves barreres en zones on no hi havia cap estructura. Al maig del 2020, l'administració Trump havia substituït 172 milles de barreres de disseny en mal estat o obsoletes i havia construït 15 milles de noves barreres frontereres.

### Política exterior

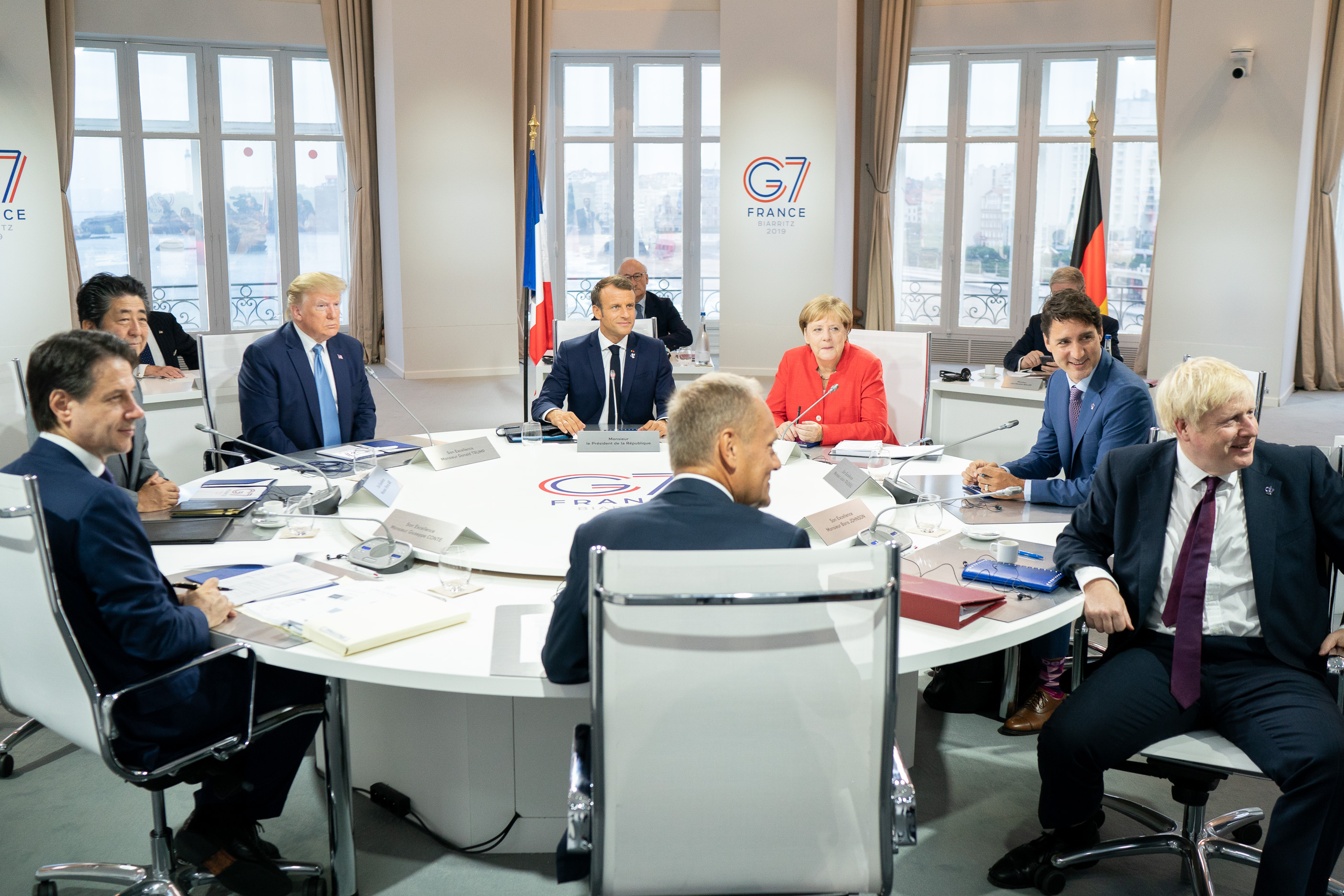
Trump amb Emmanuel Macron, Angela Merkel, Justin Trudeau i altres líders a la 45ena cimera del G7, a França, 2019

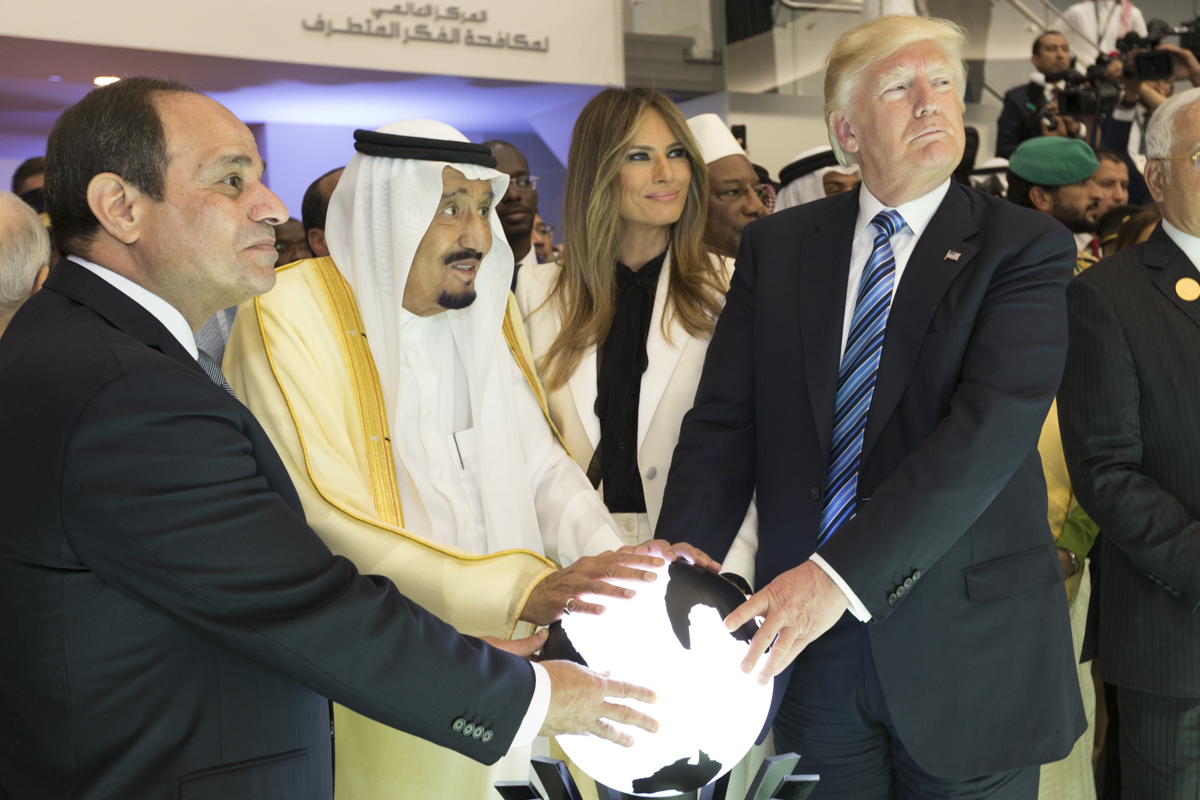
Trump, el rei Salman de l'Aràbia Saudita, i el president egipci Abdel Fattah el-Sisi a la Cimera de Riad de 2017, a l'Aràbia Saudita

Trump ha estat descrit com un no intervencionista i un nacionalista nord-americà. Ha dit repetidament que dona suport a una política exterior d'«America First» («Primer Amèrica»). Dona suport a l'augment de la despesa en defensa militar dels Estats Units però afavoreix la disminució de la despesa dels Estats Units en l'Organització del Tractat de l'Atlàntic Nord (OTAN) i a la regió del Pacífic. Diu que Amèrica hauria de mirar cap endins, deixar de «construir la nació» i reorientar els seus recursos cap a les necessitats internes.
La seva política exterior ha estat marcada per la lloança i el suport a homes forts neonacionalistes i autoritaris i per la crítica als governs dirigits democràticament. Trump ha citat el president de la Xina, Xi Jinping, el president de les Filipines, Rodrigo Duterte, el president egipci Abdelfatah Al-Sisi, el president de Turquia, Recep Tayyip Erdoğan, el rei Salman de l'Aràbia Saudita, el primer ministre d'Itàlia. Giuseppe Conte, el president del Brasil, Jair Bolsonaro, el primer ministre Narendra Modi, i el primer ministre hongarès Viktor Orbán com a exemples de bons líders.

#### Estat Islàmic, Síria i l'Afganistan
A l'abril del 2017, Trump va ordenar una atac de míssils contra un aeròdrom sirià en represàlia per l'atac químic de Khan Shaykhun. Segons el periodista d'investigació Bob Woodward, Trump havia ordenat al seu secretari de defensa James Mattis que assassinés al President de Síria Baixar al-Àssad després de l'atac químic, però Mattis s'hi va negar; Trump va negar haver-ho fet. L'abril de 2018, Trump va anunciar atacs amb míssils contra el règim d'al-Àssad, arran d'un presumpte atac químic a prop de Damasc.
El desembre de 2018, Trump va declarar que «hem guanyat contra Estat Islàmic» i va ordenar la retirada de totes les tropes de Síria, contradient les valoracions del Departament de Defensa. Mattis va dimitir l'endemà per desavinences en política exterior, i va qualificar aquesta decisió d'abandó dels aliats kurds que havien tingut un paper clau en la lluita contra Estat Islàmic. Una setmana després del seu anunci, Trump va dir que no aprovaria cap extensió del desplegament nord-americà a Síria. El 6 de gener de 2019, l'assessor de seguretat nacional, John R. Bolton, va anunciar que els Estats Units romandrien a Síria fins que Estat Islàmic fos erradicat i Turquia garantís que no atacarà els aliats kurds dels Estats Units.
Trump va donar suport activament a la intervenció militar dirigida per l'Aràbia Saudita al Iemen contra els houthis i va signar un acord de 110 mil milions de dòlars per a vendre armes a l'Aràbia Saudita. Trump també va lloar la seva relació amb el poderós príncep hereu de l'Aràbia Saudita, Mohammed bin Salman.
El nombre de tropes nord-americanes a l'Afganistan va augmentar de 8.500 a 14.000 integrants el gener de 2017, tot revertint la seva posició preelectoral crítica amb una participació major a l'Afganistan. El 29 de febrer de 2020, l'administració Trump va signar un acord de pau condicional amb els talibans, que exigeix la retirada de les tropes estrangeres en 14 mesos si els talibans mantenen els termes de l'acord. Trump va dir que «és hora» de portar soldats nord-americans a casa des de l'Afganistan.

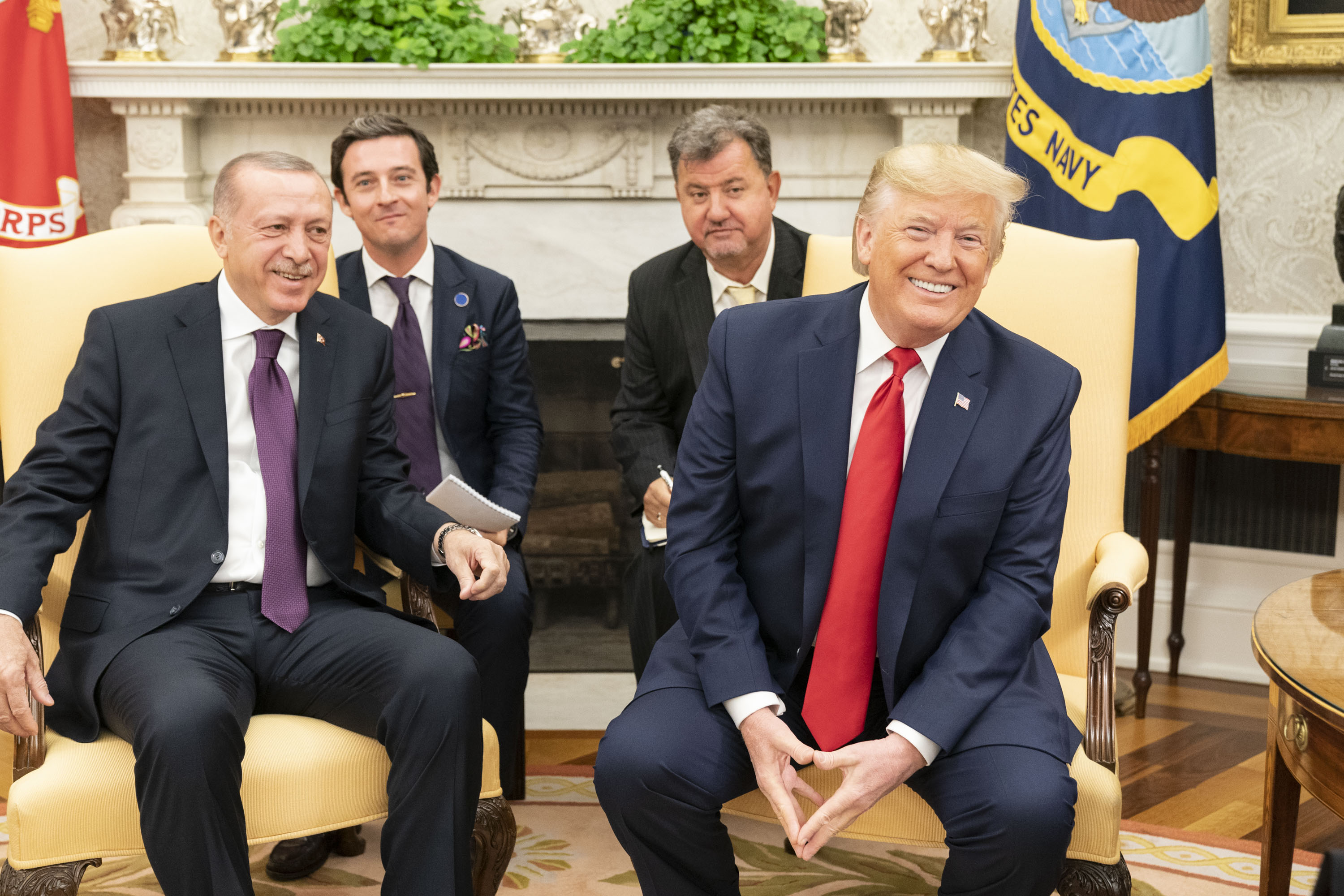
Trump amb el president turc Erdoğan al novembre de 2019

A l'octubre de 2019, després que Trump parlés amb el president turc Recep Tayyip Erdoğan, la Casa Blanca va reconèixer que Turquia portaria a terme una ofensiva militar planificada al nord de Síria; com a tal, les tropes nord-americanes del nord de Síria van ser retirades de la zona per evitar interferències amb aquesta operació. La declaració també passava a Turquia la responsabilitat dels combatents d'Estat Islàmic capturats a la zona. Els dies següents, Trump va insinuar que els kurds van alliberar intencionadament els presoners d'Estat Islàmic per guanyar-se simpatia, i va dir que només lluitaven pels seus propis interessos financers, que alguns eren pitjors que Estat Islàmic i va dir que no «són pas àngels».
Diversos membres del Congrés dels dos partits van denunciar la mesura, inclosos els aliats republicans de Trump com la senadora Lindsey Graham. Van argumentar que la mesura traïa els kurds aliats dels Estats Units i beneficiaria Estat Islàmic, Turquia, Rússia, l'Iran i el règim de Baixar al-Àssad. Trump va defensar la mesura, tot citant l'elevat cost de donar suport als kurds i la manca de suport dels kurds en les últimes guerres en què han pres part els Estats Units. Després de la retirada dels Estats Units, Turquia va procedir a atacar les zones controlades pels kurds al nord-est de Síria. El 16 d'octubre, la Cambra de Representants dels Estats Units, en una rara votació bipartidista de 354 a 60, «va condemnar» que Trump hagués retirat les tropes nord-americanes de Síria per «haver abandonat els aliats dels Estats Units, haver perjudicat la lluita contra Estat Islàmic i haver provocatt una catàstrofe humanitària».

#### Iran

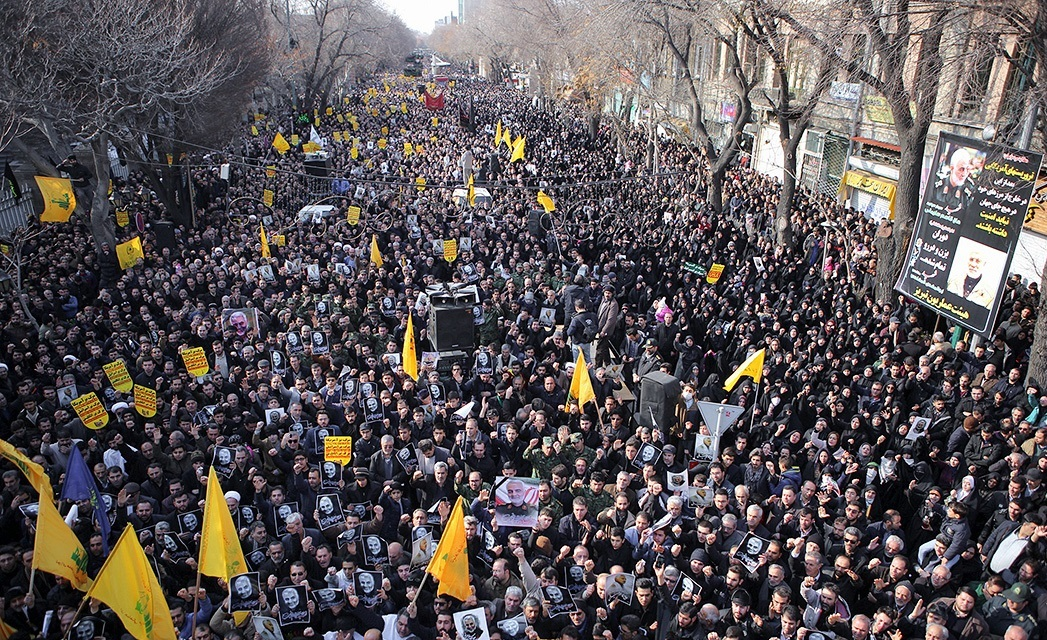
Manifestació a l'Iran per la mort de Qasem Soleimani durant els atacs nord-americans a l'aeroport de Bagdad, a l'Iraq, el 3 de gener de 2020

Trump ha qualificat el règim de l'Iran com a «corrupte», tot i que també ha afirmat que no cerca un canvi de règim. Ha criticat repetidament el Pla d'Acció Conjunt (JCPOA o «acord nuclear de l'Iran») que es va negociar amb els Estats Units, l'Iran i cinc altres potències mundials el 2015.
Després de les proves de míssils de l'Iran el 29 de gener de 2017, l'administració Trump va imposar sancions a 25 persones i entitats iranians el febrer de 2017. El 2 d'agost de 2017, Trump va promulgar Llei per a contrarestar els adversaris dels Estats Units mitjançant sancions (CAATSA) que agrupa les sancions dels Estats Units contra l'Iran, Rússia i Corea del Nord. El 18 de maig de 2018, Trump va anunciar la retirada unilateral dels Estats Units de la JCPOA.
Al maig del 2017, es van intensificar les tenses relacions entre els Estats Units i l'Iran quan Trump va desplegar bombarders militars i un grup de portaavions al Golf Pèrsic. Trump va insinuar la guerra a les xarxes socials, cosa que va provocar una resposta de l'Iran pel que el ministre d'Afers Exteriors iranià, Javad Zarif, va anomenar «burles genocides». Trump i el príncep hereu saudita, Mohammad bin Salman, són aliats en el conflicte amb l'Iran. Trump va aprovar el desplegament de tropes nord-americanes addicionals a l'Aràbia Saudita i els Emirats Àrabs Units després de l'atac a unes instal·lacions petrolieres saudites, l'autor del qual els Estats Units han afirmat que és l'Iran.
El 2 de gener de 2020, Trump va ordenar un atac aeri nord-americà, en el qual van morir general major iranià, el comandant de la Força Quds de l'Exèrcit dels guàrdies de la revolució islàmica (IRGC) Qasem Soleimani i el comandant de les Forces de Mobilització Popular iraquianes, Abu Mahdi al-Muhandis, així com vuit persones més. Trump va amenaçar públicament d'atacar llocs culturals iranians o de reaccionar «de manera desproporcionada» si l'Iran prenia represàlies; tot i que aquests atacs nord-americans violarien el dret internacional com a crims de guerra. El 8 de gener, l'Iran va prendre represàlies llançant atacs aeris a la base aèria Al Asad a l'Iraq; inicialment l'administració de Trump va afirmar que cap nord-americà va patir lesions, i després Trump va dir que les lesions no eren «gaire greus», però al febrer del 2020 es van diagnosticar més d'un centenar de traumatismes cerebrals a les tropes nord-americanes.

#### Israel

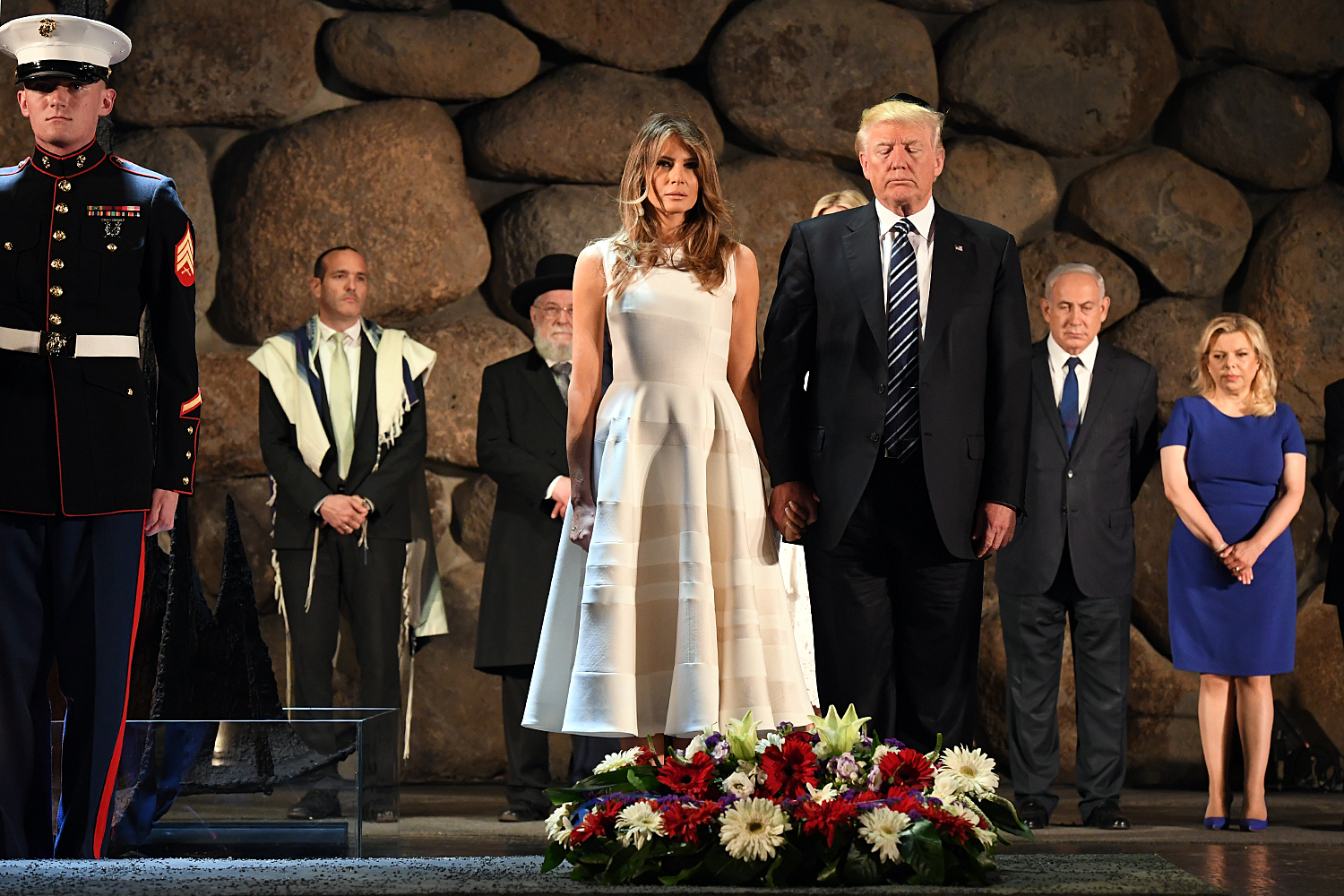
Trump i el primer ministre israelià Binyamín Netanyahu a Yad Vashem, maig de 2017

Trump ha donat suport a les polítiques del primer ministre israelià, Binyamín Netanyahu. Va reconèixer oficialment Jerusalem com a capital d'Israel el 6 de desembre de 2017, malgrat les crítiques i els advertiments dels líders mundials. Posteriorment va obrir una nova ambaixada dels Estats Units a Jerusalem el maig de 2018. L'Assemblea General de les Nacions Unides va condemnar la mesura, adoptant una resolució que «demana a tots els Estats que s'abstinguin de l'establiment de missions diplomàtiques a la Ciutat Santa de Jerusalem». El març del 2019, Trump va revertir dècades de la política dels Estats Units en reconèixer l'annexió per part d'Israel dels Alts del Golan, una acció condemnada per la Unió Europea i la Lliga Àrab.

#### Xina
Abans i durant la seva presidència, Trump ha acusat reiteradament la Xina d'aprofitar-se injustament dels Estats Units Durant la seva presidència, Trump ha iniciat una guerra comercial contra la Xina, va sancionar Huawei pels seus presumptes vincles amb l'Iran, va augmentar notablement les restriccions de visat sobre estudiants i acadèmics de nacionalitat xinesa i van classificar la Xina com a «manipuladora de divises».
Trump va dir que es resistia a castigar els abusos contra els drets humans a la Xina contra minories ètniques a la regió del nord-oest de Xinjiang per por de posar en perill les negociacions comercials entre els Estats Units i la Xina. El 9 de juliol de 2020, Trump va imposar sancions i restriccions de visat contra alts funcionaris xinesos, inclòs Chen Quanguo, membre del poderós Buró Polític del Partit Comunista de la Xina, que va ampliar els Camps de reeducació de Xinjiang amb més d'un milió de membres de la minoria musulmana uigur del país.

#### Corea del Nord

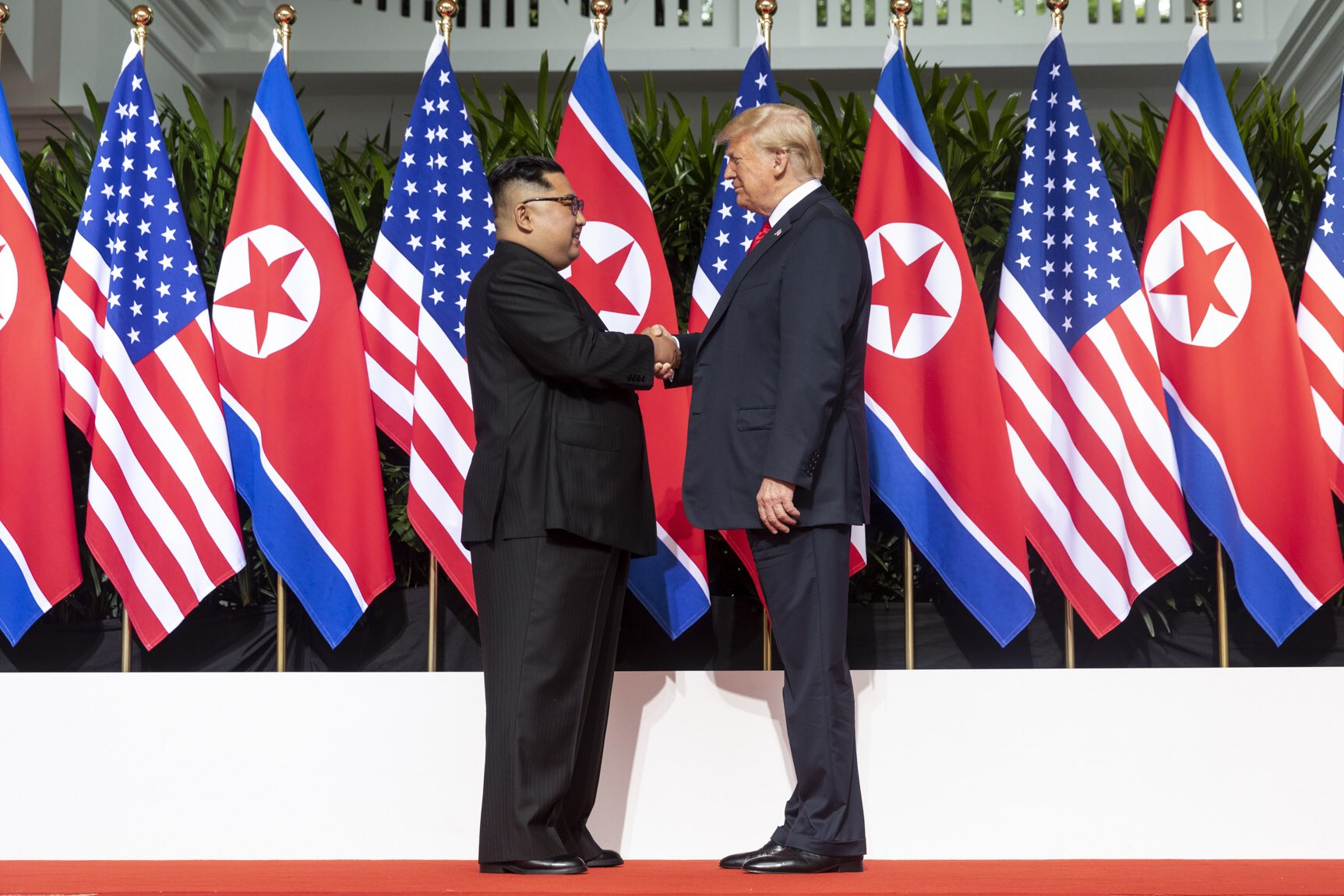
Trump es troba amb Kim Jong-un a la Cimera de Singapur, juny de 2018.

El 2017, les armes nuclears de Corea del Nord es van veure cada cop més com una amenaça greu per als Estats Units. L'agost de 2017, Trump va intensificar la seva retòrica, tot advertint que a les amenaces de Corea del Nord s'hi faria front amb «foc i fúria com el món mai vist». Corea del Nord va respondre publicant plans per a proves de míssils que aterrarien a prop de Guam. El setembre de 2017, Trump es va dirigir a l'Assemblea General de les Nacions Unides i va dir que els Estats Units «destruirien totalment Corea del Nord» si es veia «obligat» a defensar-se a si mateix o als seus aliats. També al setembre del 2017, Trump va augmentar les sancions a Corea del Nord, va declarar que volia la «desnuclearització completa» de Corea del Nord i va participar en una escalada d'insults amb el líder Kim Jong-un.
El març del 2018, Trump va acceptar immediatament la proposta de Kim de fer una reunió. El 12 de juny de 2018, Trump i Kim es van reunir a Singapur, i Kim va afirmar la seva intenció de «treballar cap a la desnuclearització completa de la Península de Corea».
Una segona cimera entre Trump i Kim a Hanoi, el febrer del 2019, es va acabar abruptament sense cap acord; tots dos països es van criticar mútuament i van oferir veresions diferents de les negociacions. El 30 de juny de 2019, Trump, Kim i el president de Corea del Sud, Moon Jae-in, van mantenir breus converses a la zona desmilitaritzada de Corea, la primera vegada que un president nord-americà exercint el càrrec va posar un peu sobre terra nord-coreana. Trump i Kim van acordar reprendre les negociacions. Les converses bilaterals van començar a Estocolm a l'octubre de 2019, però es van interrompre al cap d'un dia. Corea del Nord no ha mostrat cap indici que estigui disposada a desnuclearitzar-se unilateralment.

#### Rússia

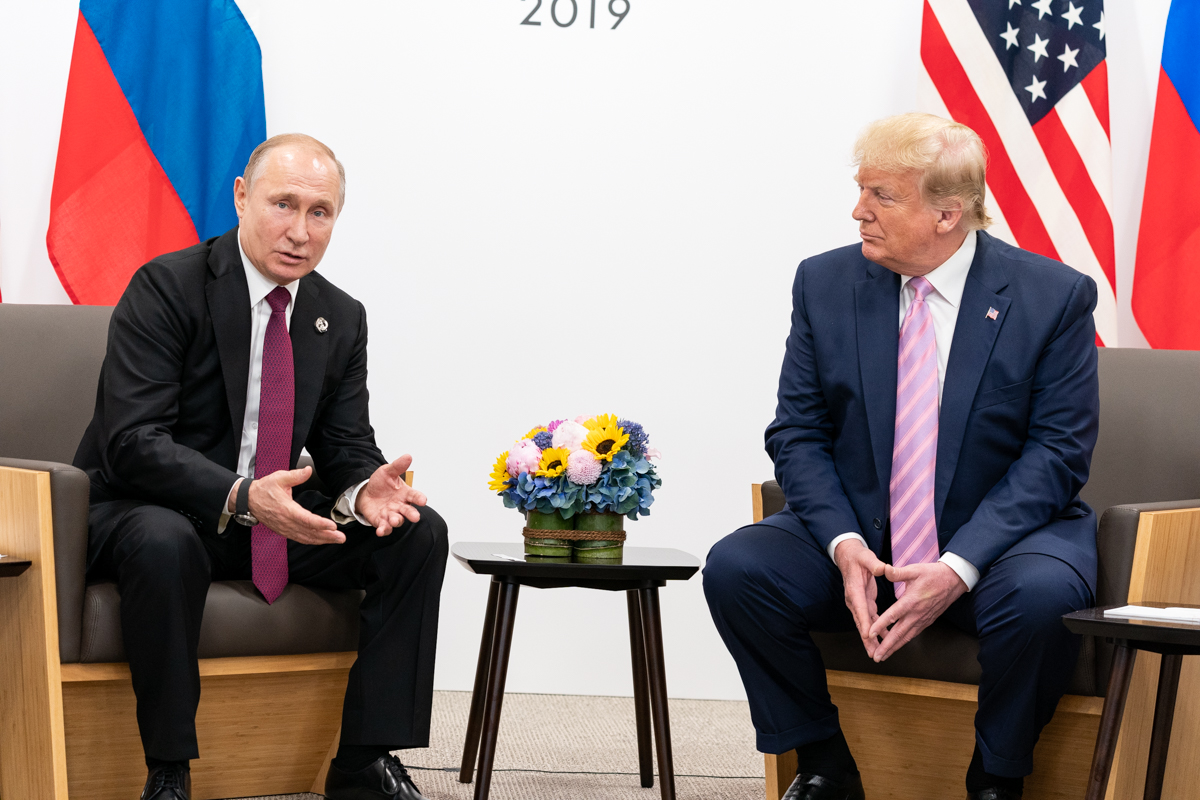
Putin i Trump a la Cimera del G20 a Osaka, juny de 2019

Durant la seva campanya i com a president, Trump ha afirmat repetidadament que desitja millors relacions amb Rússia. Segons Putin i alguns experts polítics i diplomàtics, les relacions entre els Estats Units i Rússia, que ja es trobaven al nivell més baix des del final de la Guerra Freda, s'han deteriorat encara més des que Trump va assumir càrrec el gener del 2017.
Trump ha criticat Rússia per Síria, Ucraïna, Corea del Nord, Veneçuela, l'oleoducte de gas Nord Stream 2 que va de Rússia a Alemanya, i l'enverinament de Skripal, però ha enviat missatges contradictoris sobre Crimea. Va mantenir les sancions que prohibien a les empreses petrolieres nord-americanes de perforar a Rússia.
Enmig del creixement continuat de les forces míssils de la Xina, el president Trump va anunciar el 20 d'octubre de 2018 que retirava els Estats Units del Tractat sobre forces nuclears de mitjà abast a causa del suposat incompliment rus.
Trump ha lloat diverses vegades el president rus, Vladímir Putin; les crítiques a Putin per part de Trump han estat poc comunes. Com a candidat a la presidència, Trump va descriure contínuament Putin com un líder fort. Quan Rússia a l'agost de 2017 va expulsar més de la meitat del personal de l'ambaixada dels Estats Units a Moscou en represàlia per la Llei de Sancions (CAATSA), que imposava noves sancions a Rússia, Trump va respondre-hi donant les gràcies a Putin en comptes de criticar-lo. Després de reunir-se amb Putin a la Cimera entre Rússia i els Estats Units de 2018 de Hèlsinki el 16 de juliol de 2018, Trump va generar crítiques dels dos grans partits nord-americans per haver-se posat al costat de Putin en la negació de la ingerència russa a les eleccions presidencials, en comptes d'acceptar les conclusions de la Comunitat d'Intel·ligència dels Estats Units.

#### Veneçuela

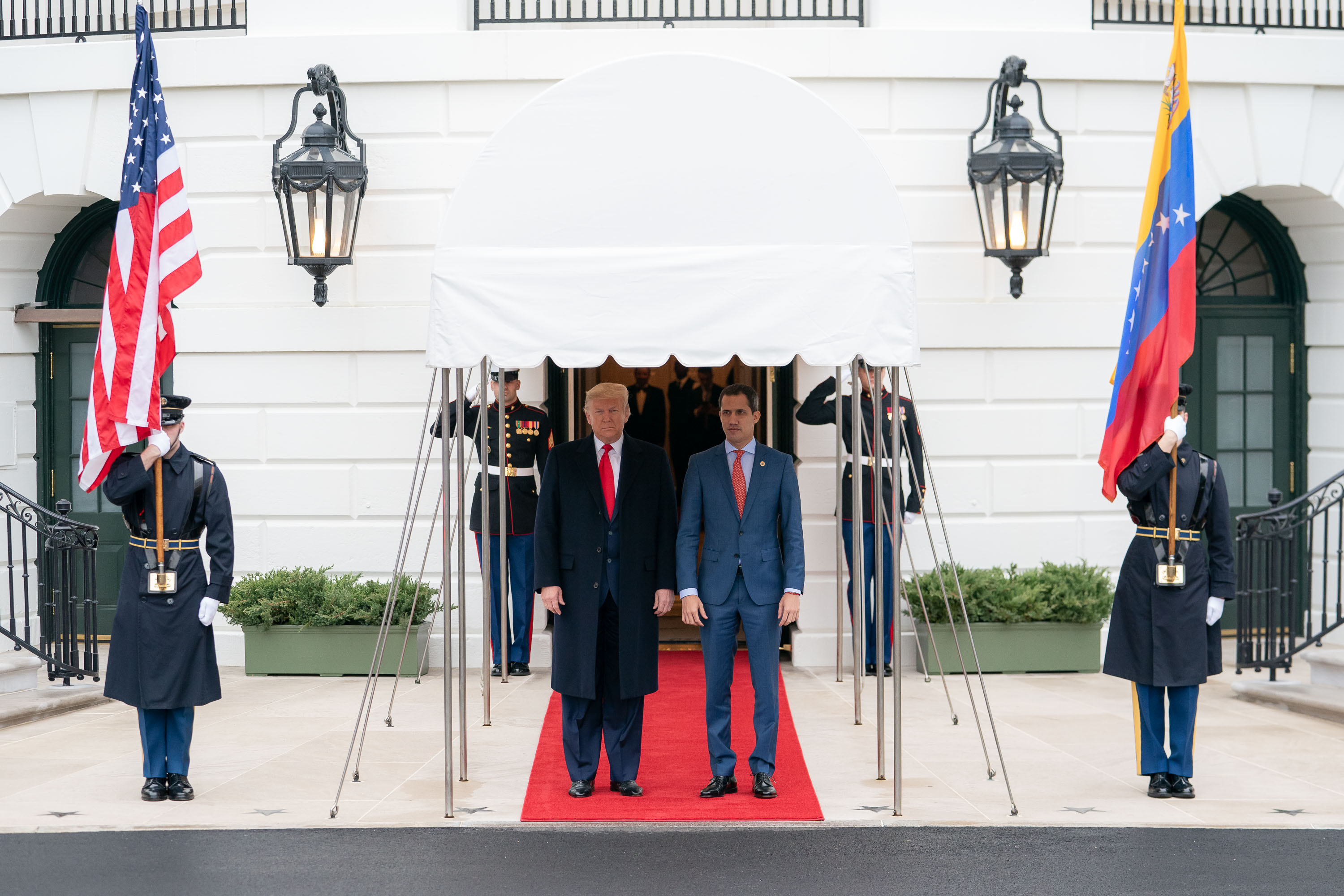
Trump amb el cap de l'oposició de Veneçuela i president interí, Juan Guaidó, a la Casa Blanca, febrer de 2020

L'11 d'agost de 2017, Trump va dir que no «descartarà l'opció militar» per enfrontar-se al govern de Nicolás Maduro. El setembre de 2018, Trump va demanar «la restauració de la democràcia a Veneçuela» i va dir que «el socialisme ha portat a la fallida a una nació rica en petroli i ha conduït la seva gent a la pobresa abjecta». El 23 de gener de 2019, Maduro va anunciar que Veneçuela trencava els vincles amb els Estats Units després de l'anunci de Trump de reconèixer Juan Guaidó, el cap de l'oposició veneçolà, com a president interí de Veneçuela.

#### OTAN

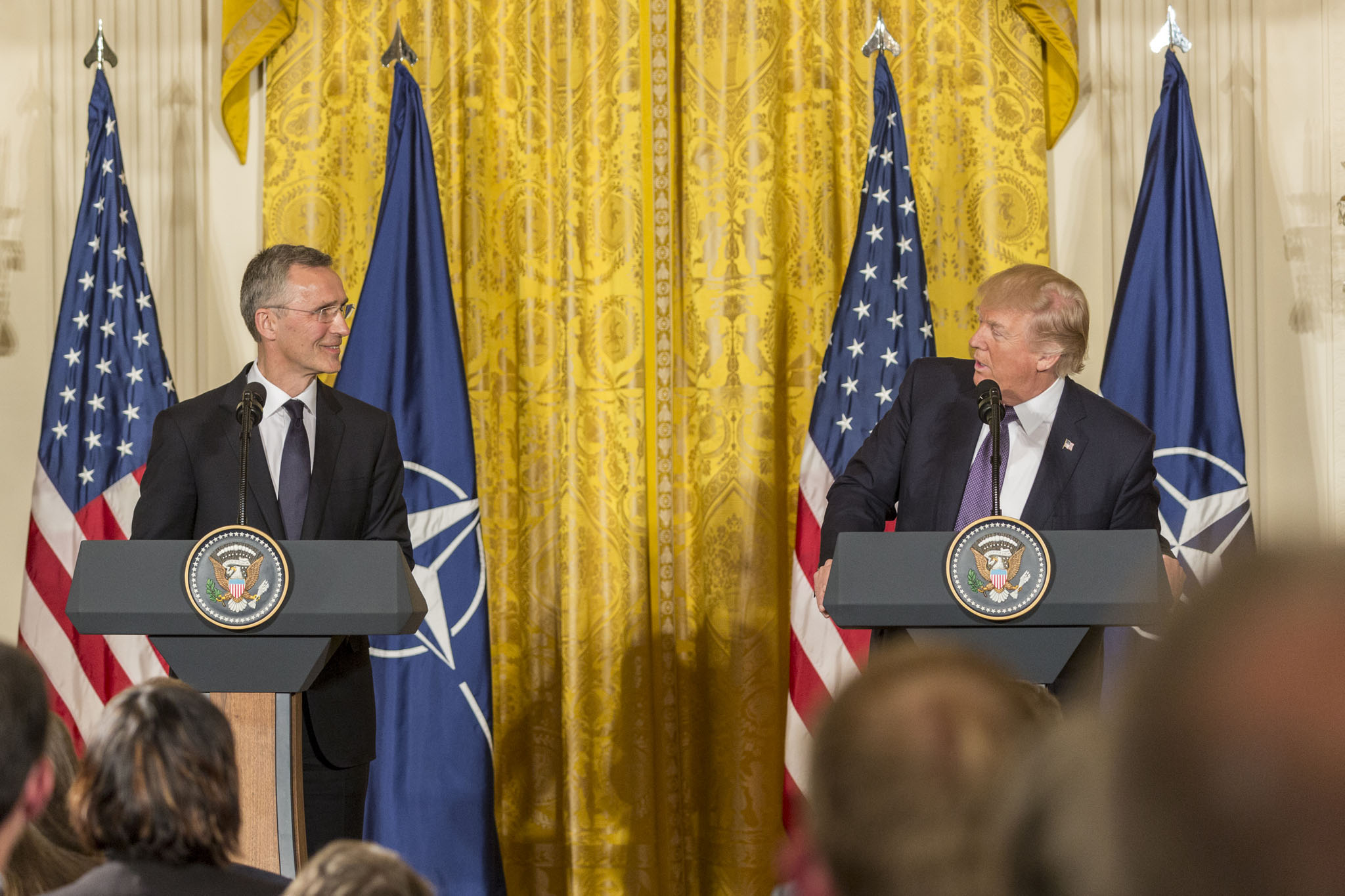
Trump i el Secretari General de l'OTAN Jens Stoltenberg, abril de 2017

Com a candidat, Trump va qüestionar si ell, com a president, estendria automàticament les garanties de seguretat als membres del Tractat de l'Atlàntic Nord (OTAN), i va suggerir que podria deixar l'OTAN tret que es realitzin canvis en l'aliança. Com a president, va refermar el compromís dels Estats Units amb l'OTAN el març del 2017; No obstant això, ha acusat diverses vegades als companys de l'OTAN de pagar menys del que els correspon en les despeses de l'aliança.
El gener de 2019, The New York Times va citar diversos alts funcionaris de l'administració que deien que Trump ha suggerit diverses vegades en privat que els Estats Units es retirin de l'OTAN. L'endemà, Trump va dir que els Estats Units «seran amb l'OTAN al cent per cent», però va tornar a dir que els altres països han de «fer un pas endavant» i pagar més.

### Gabinet

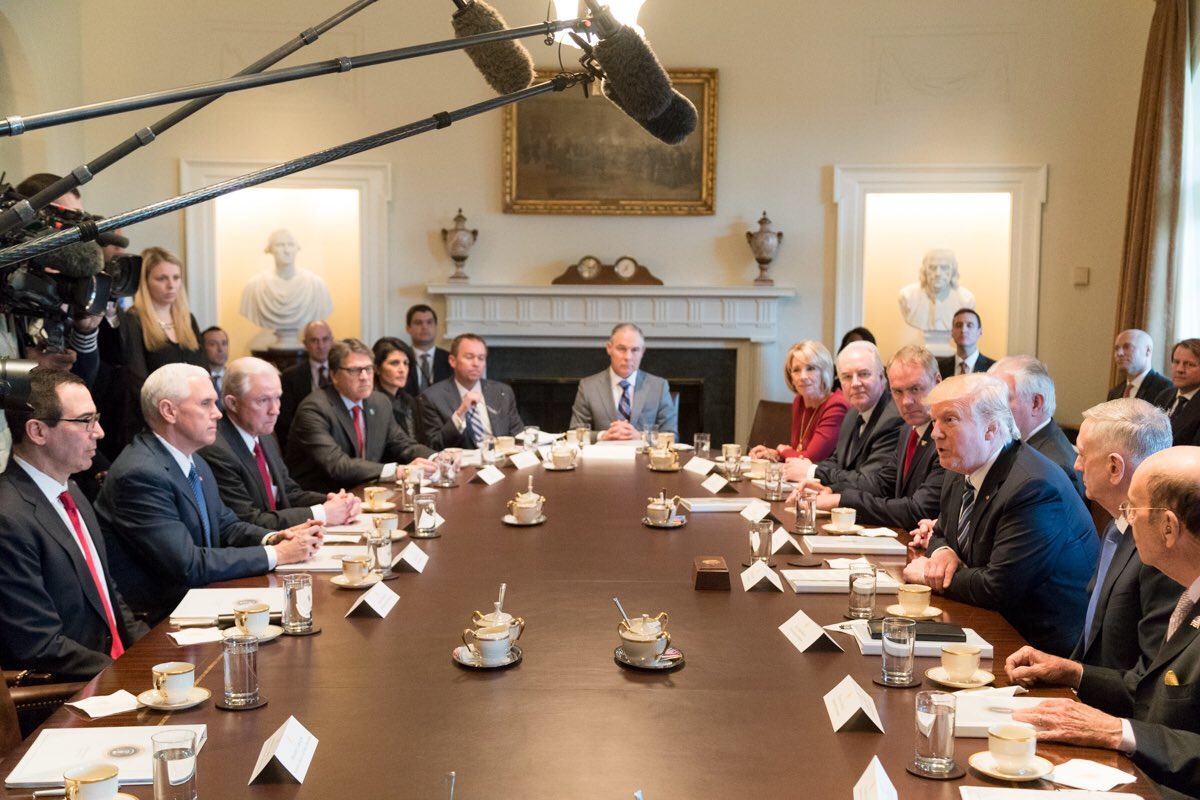
Reunió del gabinet, Març 2017

L'administració Trump s'ha caracteritzat per una alta rotació de personal, sobretot el de la Casa Blanca. Al final del primer any de Trump en el càrrec, el 34 per cent del seu personal original havia renunciat, estat acomiadat o reassignat. A juliol de 2018, el 61 per cent dels assessors principals de Trump se n'havien anat i 141 treballadors havien marxat l'any anterior. Ambdues xifres van marcar un rècord entre els presidents recents  – hi va haver més canvis en els primers 13 mesos que els que van veure els seus quatre predecessors immediats en els dos primers anys. Entre les primeres sortides, destaca l'assessor de seguretat nacional Michael Flynn (després de només 25 dies al càrrec), el cap de personal Reince Priebus, substituït pel general retirat de la Marina John F. Kelly el 28 de juliol de 2017, i el Secretari de Premsa, Sean Spicer. Assistents personals propers a Trump com Steve Bannon, Hope Hicks, John McEntee i Keith Schiller, han renunciat al càrrec o han estat obligats a fer-ho. Alguns, com Hicks i McEntee, van tornar més tard a la Casa Blanca per a exercir càrrecs diferents. Trump ha menyspreat diversos dels seus antics alts oficials dient-los incompetents, estúpids o bojos.
Entre les nominacions al gabinet de Trump figuraven el senador d'Alabama Jeff Sessions com a fiscal general, el financer Steven Mnuchin com a Secretari del Tresor, el general retirar de la Marina James Mattis com a Secretari de defensa, i el CEO d'ExxonMobil, Rex Tillerson, com a secretari d'estat. Trump també va incorporar al seu gabinet diversos polítics que se li havien oposat durant la campanya presidencial, com el neurocirurgià Ben Carson com a Secretari d'Habitatge i Desenvolupament Urbà, i la governadora de Carolina del Sud, Nikki Haley, com a ambaixadora a les Nacions Unides.
Dos dels 15 membres originals del gabinet de Trump se n'havien anat en 15 mesos: el secretari de Salut i Serveis Humans, Tom Price, es va veure obligat a dimitir el setembre del 2017 a causa de l'ús excessiu d'avions privats i militars, i Trump va substituir el secretari d'Estat Rex Tillerson per Mike Pompeo el març del 2018 per desavinences sobre política exterior. L'administrador de l'EPA, Scott Pruitt, va dimitir el juliol del 2018 enmig de múltiples investigacions sobre la seva conducta, mentre que el secretari de l'Interior, Ryan Zinke, va dimitir cinc mesos després, atès que també s'enfrontava a diverses investigacions.
Trump ha trigat a nomenar funcionaris de segon nivell a la branca executiva, dient que moltes dels càrrecs no són necessaris. A l'octubre del 2017, encara hi havia centenars de càrrecs de sub-gabinet sense un nominat. Al 8 de gener de 2019, de 706 càrrecs clau, 433 havien estat ocupats (el 61%) i Trump no tenia cap candidat per a 264 (el 37%).

#### Destitució de James Comey
El 9 de maig de 2017 Trump va destituir el director de l'FBI, James Comey. Primer va atribuir aquesta acció a les recomanacions del fiscal general Jeff Sessions i del fiscal adjunt Rod Rosenstein, que van criticar la conducta de Comey en la investigació sobre els correus electrònics de Hillary Clinton. L'11 de maig, Trump va dir que estava preocupat per l'«afer de Rússia» i que tenia la intenció de destituir Comey abans, independentment del consell del Departament de Justícia.
Segons un memoràndum de Comey sobre una conversa privada el 14 de febrer de 2017, Trump va dir que «esperava» que Comey abandonés la investigació sobre el conseller de seguretat nacional Michael Thomas Flynn. El març i l'abril, Trump havia explicat a Comey que les sospites d'aleshores formaven un «núvol» que deteriorava la seva presidència, i li va demanar que declarés públicament que no estava sent investigat personalment. També va demanar als caps d'intel·ligència Dan Coats i Michael S. Rogers que emetessin declaracions dient que no hi ha proves que la seva campanya estigués en connivència amb Rússia durant les eleccions de 2016. Tots dos s'hi van negar en considerar que aquesta sol·licitud era inapropiada, tot i que no il·legal. Finalment, Comey va testificar el 8 de juny que, mentre ell era director, les investigacions de l'FBI no s'havien dirigit al propi Trump.

### Nomenaments al Tribunal Suprem
Va fer nomenar Neil Gorsuch en 2017, Brett Kavanaugh en 2018 i Amy Coney Barrett en 2020 al Tribunal Suprem dels Estats Units establint una sòlida majoria conservadora (6-3) en el tribunal.Hurley, Lawrence. «Trump built the Supreme Court's conservative majority, but it doesn't always rule in his favor» (en anglès).   NBC News, 03-01-2024. [Consulta: 21 gener 2025].</ref>

### Pandèmia de la COVID-19

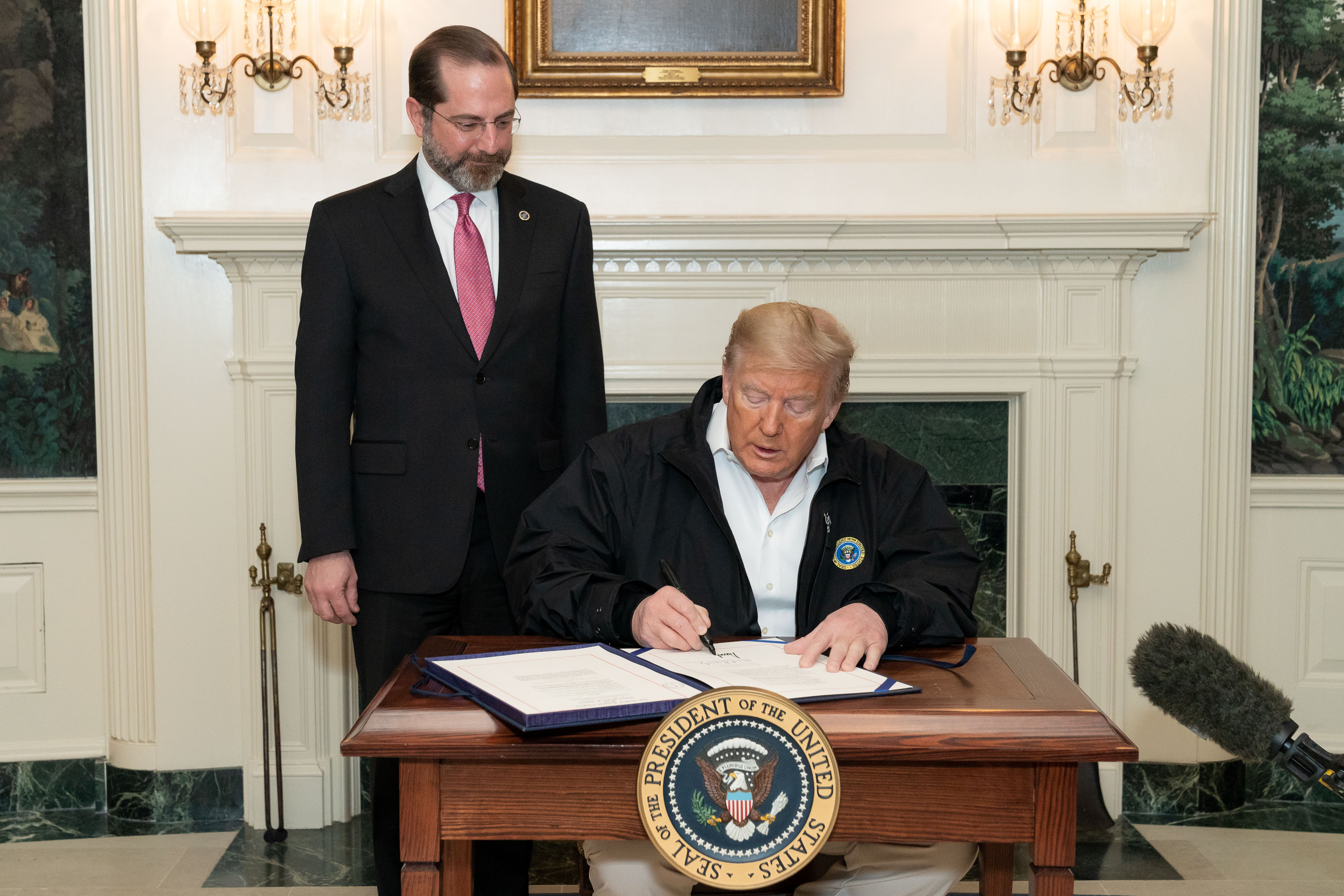
Trump signa la Llei d'Assignacions Suplementàries de Preparació i Resposta al Coronavirus el 6 de març de 2020.

Al desembre de 2019, es va identificar per primera vegada un brot de malaltia per coronavirus de 2019 (COVID-19) a Wuhan, Hubei, la Xina, que es va estendre arreu del món en setmanes. El primer cas confirmat als Estats Units es va confirmar el 20 de gener de 2020.

#### Resposta inicial
Trump va trigar a abordar la propagació de la malaltia, tot refusant inicialment l'amenaça imminent i ignorant les advertències que actués dels experts en salut del govern i del secretari Azar. Al llarg del gener i el febrer, va rebutjar les persistents advertències de salut pública dels funcionaris de la seva administració, i es va centrar, en canvi, en consideracions polítiques i econòmiques del brot. A mitjan març, la major part dels mercats financers mundials s'havien contret greument en resposta a la pandèmia emergent. Trump va continuar afirmant que faltaven mesos per a la vacuna, encara que els funcionaris del Departament de Salut i Serveis Humans dels Estats Units (HHS) i els Centres de Control i Prevenció de Malalties (CDC) li havien dit repetidament que caldrien de 12 a 18 mesos per a desenvolupar una vacuna. Trump també va afirmar falsament que «qualsevol que vulgui una prova se'n pot fer una», malgrat que la disponibilitat de les proves és molt limitada.
El 6 de març, Trump va promulgar la Llei d'Assignacions Suplementàries de Preparació i Resposta al Coronavirus, que preveia 8,3 mil milions de dòlars en fons d'emergència per a agències federals. L'11 de març, l'Organització Mundial de la Salut (OMS) va reconèixer la propagació de la COVID-19 com una pandèmia, i Trump va anunciar restriccions de viatge parcials per a la major part d'Europa a partir del 13 de març. Aquell mateix dia, va fer la seva primera avaluació seriosa del virus en un discurs des del Despatx Oval dirigit a tot el país, qualificant-la d'«horrible»; també va dir que el brot era «un moment temporal» i que no hi havia cap crisi financera. El 13 de març va declarar l'estat d'emergència nacional i va posar a disposició recursos federals.

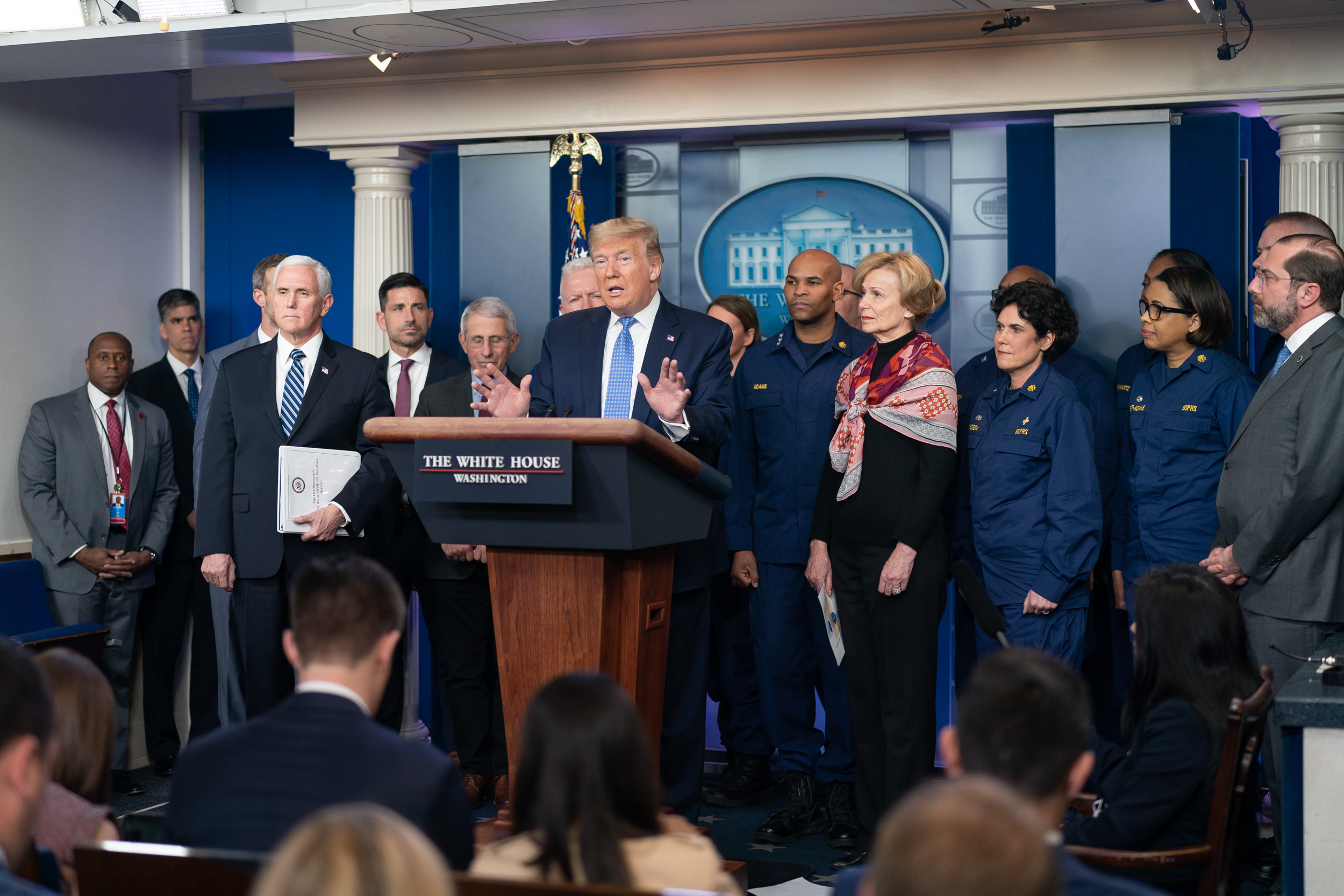
Trump realitza una conferència de premsa sobre el COVID-19 amb membres del Grup de treball sobre el coronavirus de la Casa Blanca el 15 de març de 2020.

El 22 d'abril, Trump va signar una ordre executiva que restringeix algunes formes d'immigració als Estats Units. A la darreria de la primavera i a la primeria de l'estiu, amb un augment continu de les infeccions i morts, va adoptar una estratègia per a donar la culpa del fracàs de la seva administració als estats.

#### Grup de treball sobre el coronavirus de la Casa Blanca
Trump va establir el Grup de treball sobre el coronavirus de la Casa Blanca el 29 de gener de 2020. A partir de mitjan març, Trump va celebrar una conferència de premsa diària del grup de treball, a la qual es van sumar experts mèdics i altres funcionaris de l'administració, de vegades en desacord amb ells en promoure tractaments no provats. Trump va ser el principal orador a les sessions informatives, on va elogiar la seva pròpia resposta a la pandèmia, va criticar sovint el candidat rival a la presidència rival, Joe Biden, i va denunciar els membres del cos de premsa de la Casa Blanca. El 16 de març, va reconèixer per primera vegada que la pandèmia no es trobava sota control i que es podrien produir mesos de pertorbació a la vida diària i una recessió. El 3 d'abril, Trump va anunciar que el govern federal utilitzaria fons de la Llei CARES per pagar els hospitals per al tractament dels pacients no assegurats infectats amb el coronavirus. El seu ús repetit dels termes «virus xinès» i «virus de la Xina» per descriure el COVID-19 va generar crítiques dels mitjans de comunicació, els experts en salut, l'Organització Mundial de la Salut (OMS) i el govern xinès.
A la primeria d'abril, a mesura que la pandèmia s'agreujava i enmig de les crítiques a la resposta de la seva administració, Trump es va negar a admetre cap error en la seva gestió del brot, i en canvi va culpar els mitjans de comunicació, els governadors estatals demòcrates, l'administració anterior, la Xina i l'Organització Mundial de la Salut. A mitjan abril de 2020, algunes agències de notícies nacional van començar a limitar la cobertura en directe de les seves conferències de premsa diàries, i The Washington Post va denunciar que «les declaracions falses i propagandístiques de Trump s'alternen amb els pronunciaments d'interès periodístic dels membres del Grup de Treball sobre el Coronavirus de la Casa Blanca, particularment la coordinadora de resposta al coronavirus Deborah Birx i el director de l'Institut Nacional d'Al·lèrgies i Malalties Infeccioses Anthony S. Fauci». Les sessions informatives diàries del grup de treball sobre el coronavirus van acabar a la darreria d'abril, després que en una de les sessions informatives Trump suggerís la perillosa idea d'injectar-se un desinfectant per a tractar la COVID-19; la idea va ser àmpliament condemnada per part dels professionals mèdics.

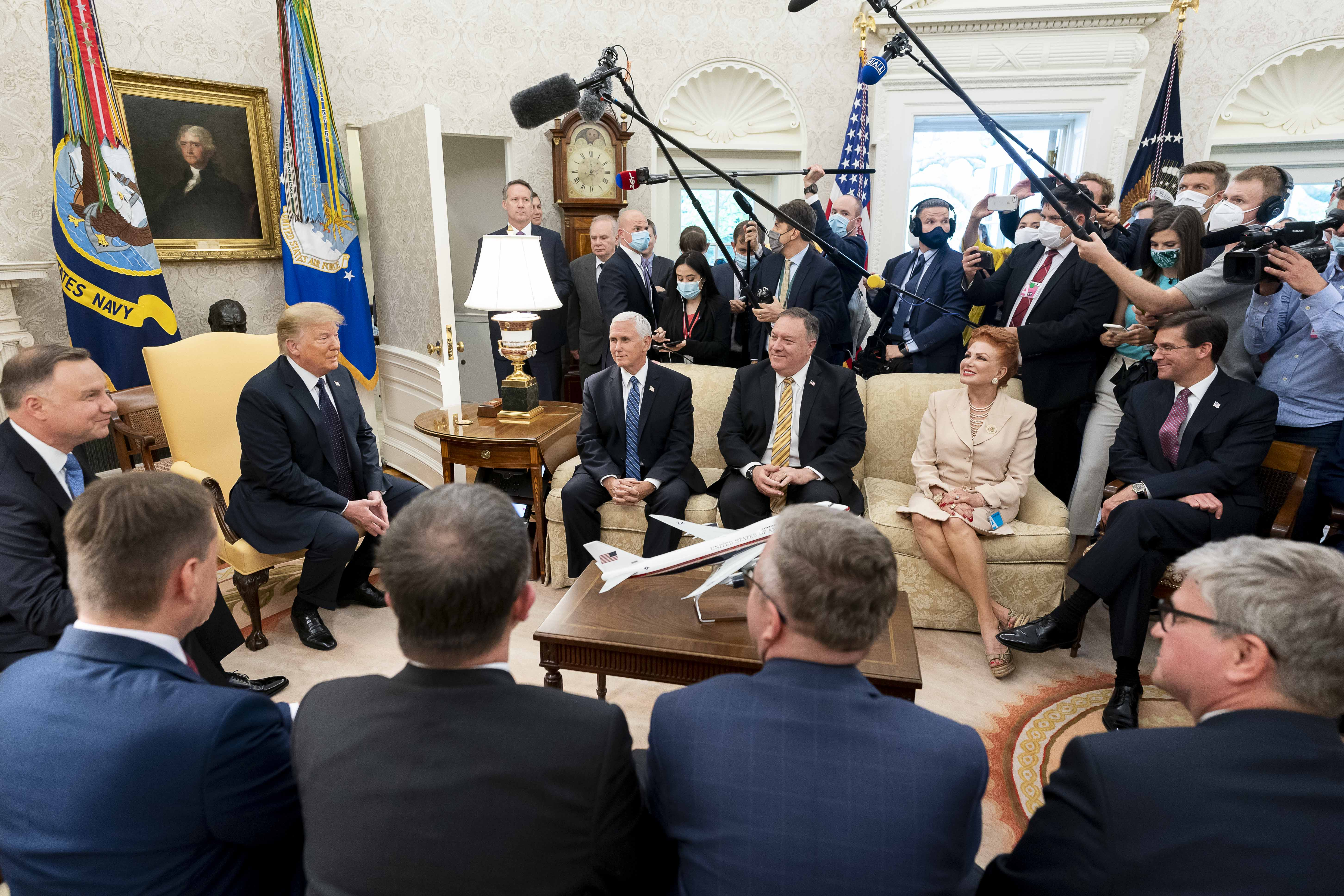
El president de Polònia Andrzej Duda va ser el primer cap d'Estat estranger a viatjar a la Casa Blanca des del començament de la pandèmia de la COVID-19.

A la primeria de maig, el president Trump va proposar que el grup de treball sobre el coronavirus fos gradualment eliminat per a substituir-lo per un altre grup centrat en la reobertura de l'economia. Enmig d'una resposta negativa a la proposta, Trump va dir públicament que el grup de treball sobre coronavirus continuaria «indefinidament». A finals de maig, les reunions del grup de treball sobre el coronavirus es van reduir dràsticament.

#### Fi del programa de resposta a una pandèmia
Al setembre de 2019, l'administració Trump va posar fi al programa PREDICT, un programa d'investigació epidemiològica que havia estat iniciat per l'Agència dels Estats Units per al Desenvolupament Internacional (USAID) el 2009. El programa de 200 milions de dòlars preveia advertència de pandèmies. Amb la seva fi, desenes d'epidemiòlegs i veterinaris de vida silvestre que treballaven per a organitzacions associades van ser acomiadats. El programa va formar científics en una seixantena de laboratoris estrangers per detectar i respondre a virus que tenen potencial de causar pandèmies. Un d'aquests laboratoris va ser el laboratori de Wuhan, que va identificar per primera vegada el virus que causa la COVID-19. L'1 d'abril de 2020, USAID va estendre el programa PREDICT sis mesos més.

#### Pressió contra el confinament
A l'abril del 2020, grups relacionats amb els republicans van organitzar protestes anti-confinament contra les mesures que prenien els governs estatals per combatre la pandèmia; Trump va encoratjar les protestes a Twitter, tot i que els estats en qüestió no van complir les pròpies directrius de l'administració Trump per al desconfinament. Primer va donar suport i després va criticar el pla del governador de Geòrgia, Brian Kemp, de reobrir algunes empreses no essencials que va ser un exemple clau del fet que Trump sovint va invertir les seves postures en la seva comunicació durant la pandèmia de la COVID-19. Al llarg de la primavera va pressionar cada cop més per posar fi a les restriccions com a manera de revertir els danys a l'economia del país.
Malgrat el nombre rècord de casos de COVID-19 als Estats Units i un percentatge creixent de resultats positius en les proves, a partir de mitjan juny Trump va continuar minimitzant la pandèmia per mitjà d'afirmació com la que va fer a la primeria del 2020 per la qual el 99% dels casos de COVID-19 són «totalment inofensius», una afirmació que contradiu els funcionaris de salut dels Estats Units També va començar a insistir que tots els estats haurien d'obrir les escoles a l'educació presencial a la tardor, tot i la pujada del juliol en els casos registrats.

#### Controvèrsia sobre les mascaretes
Durant mesos, Trump es va negar a dur una mascareta facial a les conferències de premsa i a la majoria d'actes públics, contràriament al consell de la seva pròpia administració de l'abril de 2020 pel qual els nord-americans haurien de dur mascaretes en públic. La importància de portar una mascareta per frenar la propagació del virus va ser reconeguda gairebé unànimament per la comunitat mèdica. Al juny, Trump havia afirmat que les mascaretes eren una «espasa de doble tall», va ridiculitzar Biden per portar-ne, va subratllar contínuament que portar mascareta era opcional i va suggerir que portar-ne és una declaració política contra ell personalment. L'exemple contradictori de Trump a les recomanacions mèdiques va debilitar els esforços nacionals de mitigació de la pandèmia. Trump va portar per primera vegada una mascareta facial en públic el juliol del 2020, al Centre Mèdic Militar Nacional Walter Reed.

#### Organització Mundial de la Salut
Abans de la pandèmia, Trump havia criticat l'OMS i altres organismes internacionals per aprofitar l'ajuda nord-americana. El pressupost federal per al 2021 proposat per la seva administració, publicat al febrer, havia reduït el finançament de l'OMS en més de la meitat. A l'abril i maig, Trump va acusar l'OMS d'«administrar i encobrir greument la propagació del coronavirus» i va al·legar sense proves que l'organització es troba sota control xinès i ha permès que el govern xinès oculti els orígens de la pandèmia. Després va anunciar que retirava els fons per a l'organització. Les crítiques i accions de Trump pel que fa a l'OMS van ser vistes com a intents de distreure l'atenció de la seva pròpia mala gestió de la pandèmia. El juliol de 2020, Trump va anunciar la retirada formal dels Estats Units de l'OMS a partir del juliol del 2021. La decisió va ser àmpliament condemnada per funcionaris de salut i del govern, que la van qualificar de miop, sense sentit i perillosa.

#### Proves
Al juny i juliol, Trump va dir diverses vegades que els Estats Units tindrien menys casos de coronavirus si es fessin menys proves, que «si féssim la meitat de les proves tindríem la meitat dels casos», i que tenir una gran quantitat de casos reportats fa que «se'ns vegi malament». Quan va dir en un míting del juny que «li vaig dir a la meva gent, 'Alentiu les proves, si us plau'», la Casa Blanca va intentar presentar la declaració com una cosa poc seriosa i una broma. Trump, però, va contradir les declaracions de la Casa Blanca en dir que la sol·licitud era seriosa i que «no faig broma». L'agost de 2020, els Centres de Control i Prevenció de Malalties (CDC) van reduir silenciosament la seva recomanació sobre qui hauria de fer-se la prova, dient que les persones que han estat exposades al virus però que no mostren símptomes «no necessàriament necessiten una prova». La seva recomanació anterior havia estat que les persones exposades a virus haurien de ser «identificades i examinades ràpidament» fins i tot en cas que no mostrin símptomes, perquè les persones asimptomàtiques també poden propagar el virus. Diverses fonts van afirmar que el canvi en les pautes havia estat causat per la pressió des de dalt de l'administració Trump - «de dalt a baix».

### Dispersió de manifestants a Lafayette Square i sessió fotogràfica
En un discurs al Rose Garden l'1 de juny de 2020, el president Trump va dir que desplegaria l'exèrcit nord-americà per aturar la violència si una ciutat o estat es negava a fer-ho, i es va declarar aliat dels manifestants pacífics després de l'assassinat policial de George Floyd. Mentre parlava, els agents de l'ordre federal utilitzaven porres, bales de goma, projectils de gas pebre, granades d'atordiment i fum per a dispersar una multitud en gran part pacífica de Lafayette Square, als afores de la Casa Blanca. La dispersió va ser ordenada pel fiscal general William P. Barr. Després, Trump va anar caminant fins a l'Església episcopal de Sant Joan, on la nit abans s'havia produït un petit incendi al viver del soterrani de la rectoria. Va posar per a fotografies mentre sostenia una bíblia, i els membres del gabinet i altres funcionaris s'hi van unir després. Trump, que havia assistit als serveis de l'església tres vegades des que va assumir el càrrec, no va entrar a l'església ni va inspeccionar els danys del soterrani.
Els líders religiosos van condemnar el tracte als manifestants i la pròpia oportunitat per a fer fotografies. Molts caps militars retirats i oficials de defensa van condemnar la proposta de Trump d'utilitzar l'exèrcit nord-americà contra els manifestants. El president de l'Estat Major Conjunt, el general Mark A. Milley, es va disculpar més tard per haver acompanyat Trump a la caminada i, per tant, «haver creat la percepció que els militars s'involucraven en la política interna».

### Investigacions
La investigació de l'FBI sobre el Crossfire Huracan sobre possibles vincles entre Rússia i la campanya de Trump es va iniciar a mitjan 2016 durant la temporada de campanya. Des que va assumir la presidència, Trump ha estat objecte d'un escrutini més gran per part del Departament de Justícia i del Congrés, amb investigacions que cobreixen la seva campanya electoral, transició i investidura, accions realitzades durant la seva presidència, juntament amb els seus negocis privats, impostos personals i fundacions benèfiques. The New York Times va informar al maig del 2019 que hi havia 29 investigacions obertes de Trump, incloses deu investigacions penals federals, vuit investigacions estatals i locals i onze investigacions del Congrés. El 2020, Jeffrey Toobin va publicar un llibre titulat True Crimes and Misdemeanors, the Investigation of Donald Trump («Autèntics crims i delictes menors, la investigació de Donald Trump»), que es descriu com una condensació de proves contra Trump, com si estigués en judici.

#### Compra de silenci

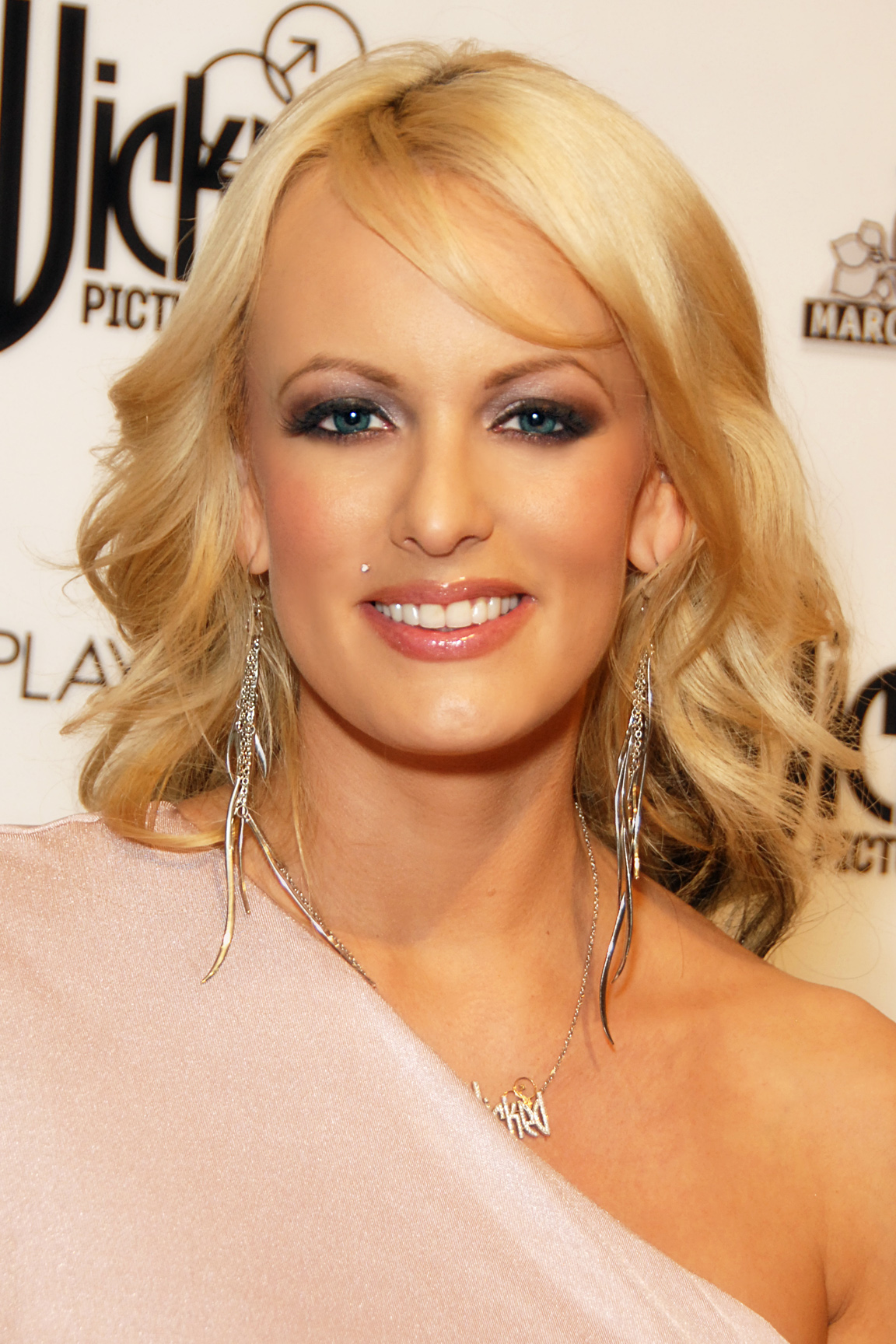
Stormy Daniels el 2010

American Media, Inc. (AMI) va pagar 150.000 dòlars a la model de Playboy Karen McDougal l'agost de 2016, i l'advocat de Trump, Michael Cohen, va pagar 130.000 dòlars a l'estrella del porno Stormy Daniels l'octubre de 2016. Les dues dones van ser pagades per tal que no revelessin informació sobre els seus suposats afers amb Trump entre el 2006 i el 2007. Cohen es va declarar culpable el 2018 per incomplir les lleis de finançament de la campanya en dir que havia organitzat els dos pagaments sota la direcció de Trump per influir en les eleccions presidencials. AMI va admetre haver pagat McDougal per evitar la publicació d'històries que poguessin malmetre les possibilitats electorals de Trump. Trump va negar els afers i va afirmar que no sabia res del pagament de Cohen a Daniels, però el va reemborsar el 2017. Els fiscals federals van afirmar que Trump havia estat involucrat en afers sobre compres de silenci al menys des de 2014. Els documents judicials demostraven que l'FBI creia que Trump estava directament involucrat en el pagament a Daniels, segons les trucades que va tenir amb Cohen l'octubre de 2016. El juliol de 2019, un jutge federal va revelar que els fiscals havien declarat en un expedient judicial que havien tancat la investigació, però dies després, el fiscal del districte de Manhattan va citar la The Trump Organization i l'AMI per registres relacionats amb les compres de silenci i a l'agost va sol·licitar vuit anys de declaracions d'ingressos a Trump i la The Trump Organization.
En abril de 2024 es va iniciar el judici pel cas a Manhattan, amb Trump acusat de 34 càrrecs entre els que es troben els de falsificació de documents, dels que el 30 de maig fou declarat culpable.

#### Ingerència electoral russa
El gener de 2017, les agències d'intel·ligència nord-americanes  – la Agència Central d'Intel·ligència (CIA), l'Federal Bureau of Investigation (FBI) i l'Agència de Seguretat Nacional (NSA), representades pel Director Nacional d'Intel·ligència  – van afirmar conjuntament amb «confiança analítica» que el govern rus va ingerir en les eleccions presidencials del 2016 per a afavorir l'elecció de Trump. El març del 2017, el director de l'FBI, James Comey, va dir al Congrés que «l'FBI, com a part de la nostra missió de contraintel·ligència, investiga els esforços del govern rus per ingerir en les eleccions presidencials del 2016. Això significa investigar la naturalesa de qualsevol vincle entre les persones associades amb la campanya de Trump i el govern rus i si hi ha haver alguna coordinació entre la campanya i els esforços de Rússia».
La premsa ha informat àmpliament sobre les connexions entre els associats de Trump i Rússia. Un dels directors de campanya de Trump, Paul Manafort, havia treballat des del desembre de 2004 fins al febrer de 2010 per ajudar el polític pro-rus Viktor Ianukóvitx a guanyar la presidència d'Ucraïna. Altres associats de Trump, entre els quals l'exassessor de seguretat nacional Michael T. Flynn i el consultor polític Roger Stone, han estat connectats amb funcionaris russos. Es van sentir agents russos durant la campanya dient que podrien utilitzar Manafort i Flynn per influir en Trump. Els membres de la campanya de Trump i posteriorment el seu personal de la Casa Blanca, particularment Flynn, van estar en contacte amb funcionaris russos tant abans com després de les eleccions del novembre. El 29 de desembre de 2016, Flynn va conversar amb l'ambaixador rus Serguei Kisliak sobre les sancions que s'havien imposat el mateix dia; més tard, Flynn va dimitir en plena controvèrsia sobre si va enganyar Pence. Trump havia dit a Kisloak i Serguei Lavrov el maig del 2017 que no li preocupava la ingerència russa a les eleccions dels Estats Units.
Trump i els seus aliats han promogut una teoria de la conspiració per la qual Ucraïna, en lloc de Rússia, va interferir en les eleccions del 2016, que també ha estat promoguda per Rússia per tal d'incriminar Ucraïna. Després que el Comitè Nacional Demòcrata fos piratejat, Trump va afirmar en primer lloc que va retenir «el seu servidor» de l'FBI (en realitat hi havia més de 140 servidors, dels quals es van entregar còpies digitals a l'FBI); en segon lloc, que CrowdStrike, l'empresa que va investigar els servidors, tenia la seva seu a Ucraïna i era de propietat ucraïnesa (en realitat, CrowdStrike té la seva seu als Estats Units, i els principals propietaris són empreses nord-americanes); i en tercer lloc que «el servidor» estava amagat a Ucraïna. Els membres de l'administració Trump s'han pronunciat contra les teories de la conspiració.

#### Investigació del fiscal especial
El 17 de maig de 2017, l'ex-Fiscal General Adjunt dels Estats Units Rod Rosenstein va nomenar Robert Mueller, ex-Director del Federal Bureau of Investigation (FBI), per a servir com a fiscal especial del Departament de Justícia dels Estats Units (DOJ) que investigués «qualsevol vincle i/o coordinació entre el govern rus i persones associades a la campanya del president Donald Trump i qualsevol afer que hagi sorgit o pugui sorgir directament de la investigació», i va assumir així la investigació existent de l'FBI sobre l'afer Hurricane Crossfire. El fiscal especial també va investigar si la destitució de James Comey per part de Trump com a director de l'FBI constituïa una obstrucció a la justícia i possibles vincles de campanya amb altres governs nacionals. Trump va negar repetidament cap connivència entre la seva campanya i el govern rus. Mueller també va investigar els possibles vincles de la campanya de Trump amb l'Aràbia Saudita, els Emirats Àrabs Units, Turquia, Qatar, Israel i la República Popular de la Xina.
Trump va intentar acomiadar Mueller diverses vegades  – el juny del 2017, el desembre del 2017 i l'abril del 2018 – , així com tancar la investigació, però es va fer enrere després que el seu personal s'hi oposés o després de canviar d'opinió. Va lamentar la recusació del seu primer fiscal general Jeff Sessions sobre afers de Rússia i creia que Sessions hauria d'haver aturat la investigació.
El 22 de març de 2019, Mueller va concloure la seva investigació i va lliurar el seu informe al fiscal general William Barr. El 24 de març, Barr va enviar una carta de quatre pàgines al Congrés que resumeix les «conclusions principals» de l'informe. Va citar Mueller afirmant que «si bé aquest informe no conclou que el president va cometre un delicte, tampoc no l'exonera». Barr va escriure, a més, que ell i Rosenstein no van veure proves suficients per demostrar l'obstrucció a la justícia. Trump va interpretar l'informe de Mueller com una «exoneració completa», una frase que va repetir diverses vegades en les setmanes següents. Mueller es va queixar en privat a Barr el 27 de març dient que el seu resum no reflectia amb exactitud el que deia l'informe, i alguns analistes legals van qualificar d'enganyosa la carta de Barr.
Es va fer pública una versió redactada de l'informe el 18 d'abril de 2019. El primer volum va determinar que Rússia va ingerir per afavorir la candidatura de Trump i obstaculitzar la de Clinton. Malgrat els «nombrosos vincles entre el govern rus i la campanya de Trump», l'evidència predominant «no demostrava» que els membres de la campanya de Trump conspiressin o coordinessin la ingerència russa. L'informe afirma que la ingerència russa a les eleccions presidencials del 2016 va ser il·legal i es va produir «de manera generalitzada i sistemàtica», i detalla com Trump i la seva campanya van acollir i encoratjar la ingerència estrangera creient que se'n beneficiarien políticament.
El segon volum de l'informe Mueller tractava sobre la possible obstrucció de la justícia per part de Trump. L'informe no exonerava Trump d'obstrucció atès que els investigadors no estaven segur de la seva innocència després d'examinar la seva intenció i les seves accions. Els investigadors van decidir que no podrien «aplicar un enfocament que potencialment podria resultar en un judici pel qual president va cometre delictes», ja que no podien acusar un president en el càrrec segons una opinió de l'Oficina d'Assessoria Legal (OLC) i no l'acusarien d'un crim quan no pot netejar el seu nom a la cort. L'informe va concloure que el Congrés, que té l'autoritat de prendre mesures contra un president per irregularitats, «pot aplicar les lleis d'obstrucció». Posteriorment, el Congrés va iniciar un Impeachment contra Trump] arran de l'Afer Ucraïnagate: escàndol Trump–Ucraïna, tot i que al final no va presentar càrrecs relacionats amb la investigació de Mueller.

#### Associats
El 21 d'agost de 2018, l'expresident de la campanya de Trump, Paul Manafort, va ser condemnat per vuit delictes greus per presentar una declaració d'impostos falsa i per frau bancari. Trump va dir que se sentia molt malament per Manafort i el va elogiar per haver resistit la pressió per a arribar a un acord amb els fiscals en dir «Quant de respecte per un home valent!». Segons Rudolph Giuliani, l'advocat personal de Trump, Trump havia demanat assessorament sobre com indultar Manafort, però se li va aconsellar que no ho fes.
El 29 de novembre, l'exadvocat de Trump, Michael Cohen, es va declarar culpable de mentir al Congrés sobre els intents de Trump el 2016 d'arribar a un acord amb Rússia per construir una Trump Tower de Moscou. Cohen va dir que havia fet declaracions falses en nom de Trump, que va ser identificat com «Individual-1» als documents judicials.
Els cinc associats de Trump que s'han declarat culpables o han estat condemnats en la investigació de Mueller o casos relacionats són Paul Manafort, el subdirector de campanya Rick Gates, l'assessor de política exterior George Papadopoulos, Michael Flynn i Michael Cohen.
El febrer de 2020, l'assessor de campanya de Trump, Roger Stone, va ser condemnat a més de tres anys de presó després d'haver estat declarat culpable d'haver mentit al Congrés i haver presenciat manipulació en els seus intents de saber més sobre els correus electrònics demòcrates piratejats durant les eleccions del 2016. El jutge que el va sentenciar va dir que Stone «va ser processat per cobrir el president».

#### Investigació del Congrés de 2019
El març del 2019, el Comitè de la Cambra de Representants sobre el poder judicial va iniciar una àmplia investigació sobre Trump per possible obstrucció a la justícia, corrupció i abús de poder. El president del comitè, Jerrold Nadler va enviar cartes exigint documents a 81 persones i organitzacions associades a la presidència, els negocis i la vida privada de Trump, i va dir que és «molt clar que el president va obstruir la justícia». Altres tres presidents de comitès van escriure la Casa Blanca i el Departament d'Estat sol·licitant detalls de les comunicacions de Trump amb Putin, inclosos els esforços per ocultar el contingut d'aquestes comunicacions. La Casa Blanca es va negar a complir, i va afirmar que les comunicacions presidencials amb líders estrangers estan protegides i són confidencials.

### Procés de destitució

#### Acusació per part de la Cambra de Representants

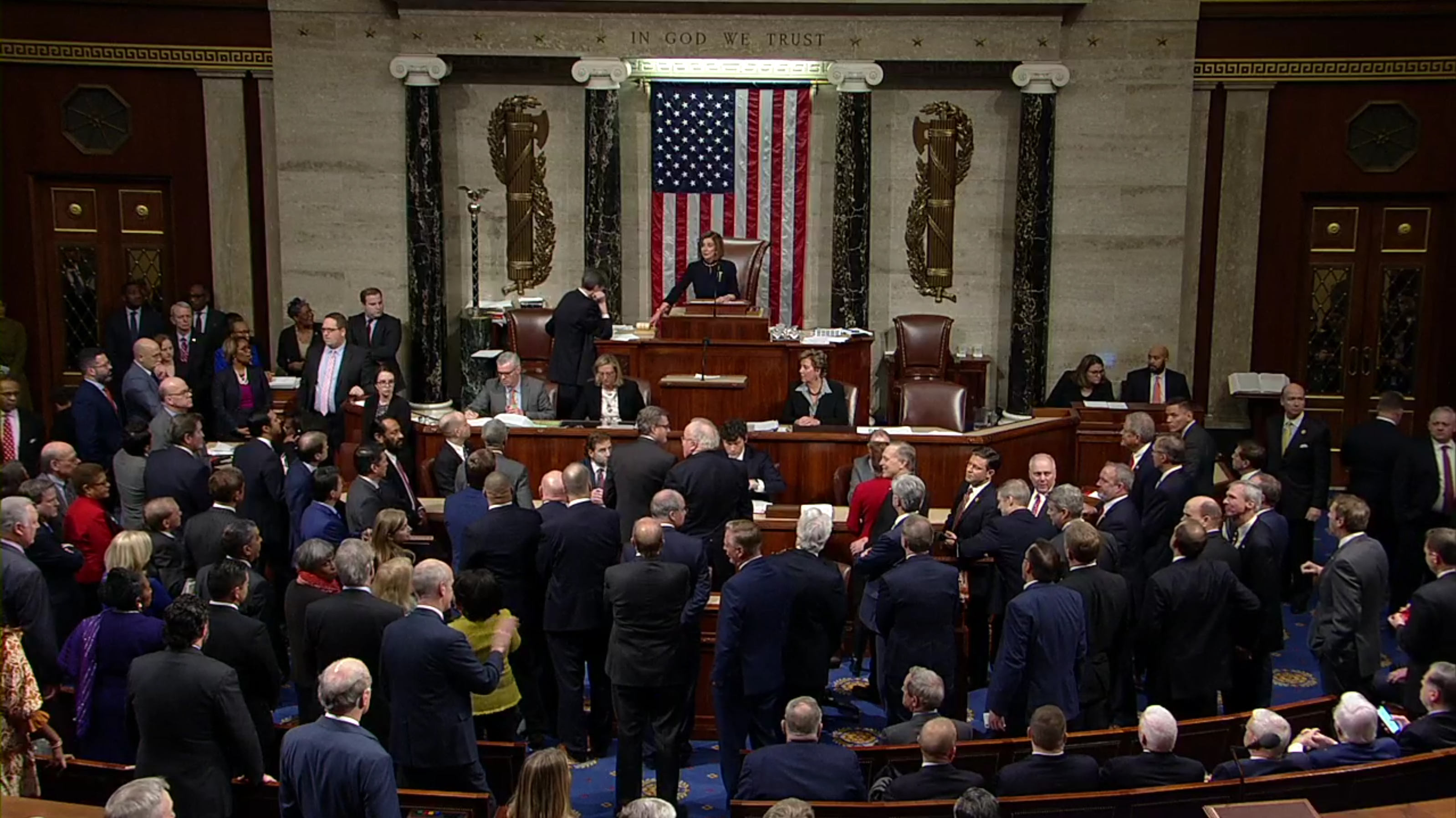
Membres de la Cambra de Representants voten dos articles de destitució, 18 de desembre de 2019

Durant bona part de la presidència de Trump, els demòcrates van estar dividits sobre la qüestió del procés de destitució (impeachment). Menys de 20 representants a la cambra van donar suport a la destitució al gener del 2019; després que es publiqués l'informe Mueller a l'abril i el fiscal especial Robert Mueller testificés al juliol, aquest nombre va augmentar fins a uns 140 representants.
L'agost de 2019, un denunciant va presentar una queixa a l'Inspector General de la Comunitat d'Intel·ligència dels Estats Units sobre una trucada telefònica del 25 de juliol entre Trump i el president d'Ucraïna, Volodímir Zelenski, durant la qual Trump havia pressionat Zelenski perquè investigés CrowdStrike, el candidat a la presidència demòcrata Joe Biden i el seu fill Hunter, i va afegir que la Casa Blanca havia intentat «blocar» els registres de trucades en un encobriment. El denunciant va declarar a més que la trucada formava part d'una campanya de pressió més àmplia de Giuliani i l'administració Trump, que pot haver inclòs la retenció de l'ajuda financera a Ucraïna el juliol de 2019 i la cancel·lació del viatge del vicepresident Pence al maig del 2019 a Ucraïna. Més tard, Trump va confirmar haver retingut l'ajuda militar d'Ucraïna i va oferir motius contradictoris per a la decisió.
Després que es conegués la queixa del denunciant al setembre del 2019, la presidenta de la Cambra de Representants, Nancy Pelosi, va iniciar una investigació formal de destitució el 24 de setembre. L'administració Trump va publicar posteriorment un memoràndum de la trucada telefònica del 25 de juliol, i va confirmar que després que Zelenski esmentés la compra de míssils antitanc nord-americans, Trump va demanar a Zelenski que investigués i discutís aquests afers amb l'advocat personal de Trump Rudy Giuliani i el fiscal general William Barr. Segons el testimoni de diversos funcionaris de l'administració i exfuncionaris, els fets van formar part d'un esforç més ampli per a promoure els interessos personals de Trump en donar-li un avantatge en les properes eleccions presidencials.
Entre diversos treballadors del Departament d'Estat que van testificar als comitès del Congrés a l'octubre de 2019, William B. Taylor Jr., el diplomàtic de negocis d'Ucraïna, va testificar que poc després d'arribar a Ucraïna el juny de 2019, va descobrir que Zelenski estava sent sotmès a pressions d'un iniciativa privada dirigida per Trump i liderada per Giuliani. Segons Taylor i altres, l'objectiu era coaccionar Zelenski per tal que es comprometés públicament a investigar l'empresa que utilitzava Hunter Biden, així com els rumors sobre la participació d'Ucraïna a les eleccions presidencials dels Estats Units del 2016. Va dir que era clar que fins que Zelenski no fes aquest anunci, l'administració no entregaria l'ajuda militar programada per a Ucraïna i no convidaria Zelenski a la Casa Blanca. Zelenski va negar que se sentís pressionat per Trump.
El 3 de desembre de 2019, el Comitè Selecte Permanent d'Intel·ligència de la Cambra de Representants va publicar un informe redactat per diversos demòcrates del comitè en què s'afirmava que «la investigació del procés de destitució ha constatat que el president Trump, personalment i actuant a través d'agents dins i fora del govern dels Estats Units, va sol·licitar la ingerència d'un govern estranger, el d'Ucraïna, en benefici de la seva reelecció». L'informe afirma que Trump va retenir l'ajuda militar i una invitació de la Casa Blanca per pressionar Ucraïna per tal que anunciés investigacions sobre els rivals polítics de Trump. A més, l'informe va descriure que Trump és l'únic president nord-americà que fins al moment ha desafiat «obertament i de manera indiscriminada» els procediments de la destitució en dir als funcionaris de la seva administració que ignoressin les citacions per a documents i testimonis.:8,208 Els republicans dels comitès de la Cambra havien publicat un esborrany d'un informe de contestació el dia anterior, i van dir en part que les proves «no demostren cap d'aquestes acusacions demòcrates, i cap dels testimonis dels demòcrates va testificar tenir proves de suborn, extorsió, o qualsevol delicte major o menor».
El 13 de desembre de 2019, el Comitè de la Cambra de Representants sobre el poder judicial va votar seguint les línies del partit per aprovar dos articles de destitució: abús de poder i obstrucció del Congrés. Després del debat, la Cambra dels Representants va acusar Trump amb els dos articles el 18 de desembre.

#### Judici de destitució al Senat
El procés de destitució per part del Senat va començar el 16 de gener de 2020. El 22 de gener, la majoria republicana del Senat va rebutjar les esmenes proposades per la minoria demòcrata per convocar testimonis i citar documents; les proves recollides durant el procés de destitució de la Cambra seran incorporades automàticament al registre del Senat tret que s'objecti cas per cas. Durant tres dies, del 22 al 24 de gener, els directors de la destitució de la Cambra van presentar el seu cas al Senat. Van citar proves per reforçar els càrrecs d'abús de poder i d'obstrucció del Congrés i van afirmar que les accions de Trump eren exactament allò que els pares fundadors van tenir en compte quan van incloure un procés de destitució a la Constitució.

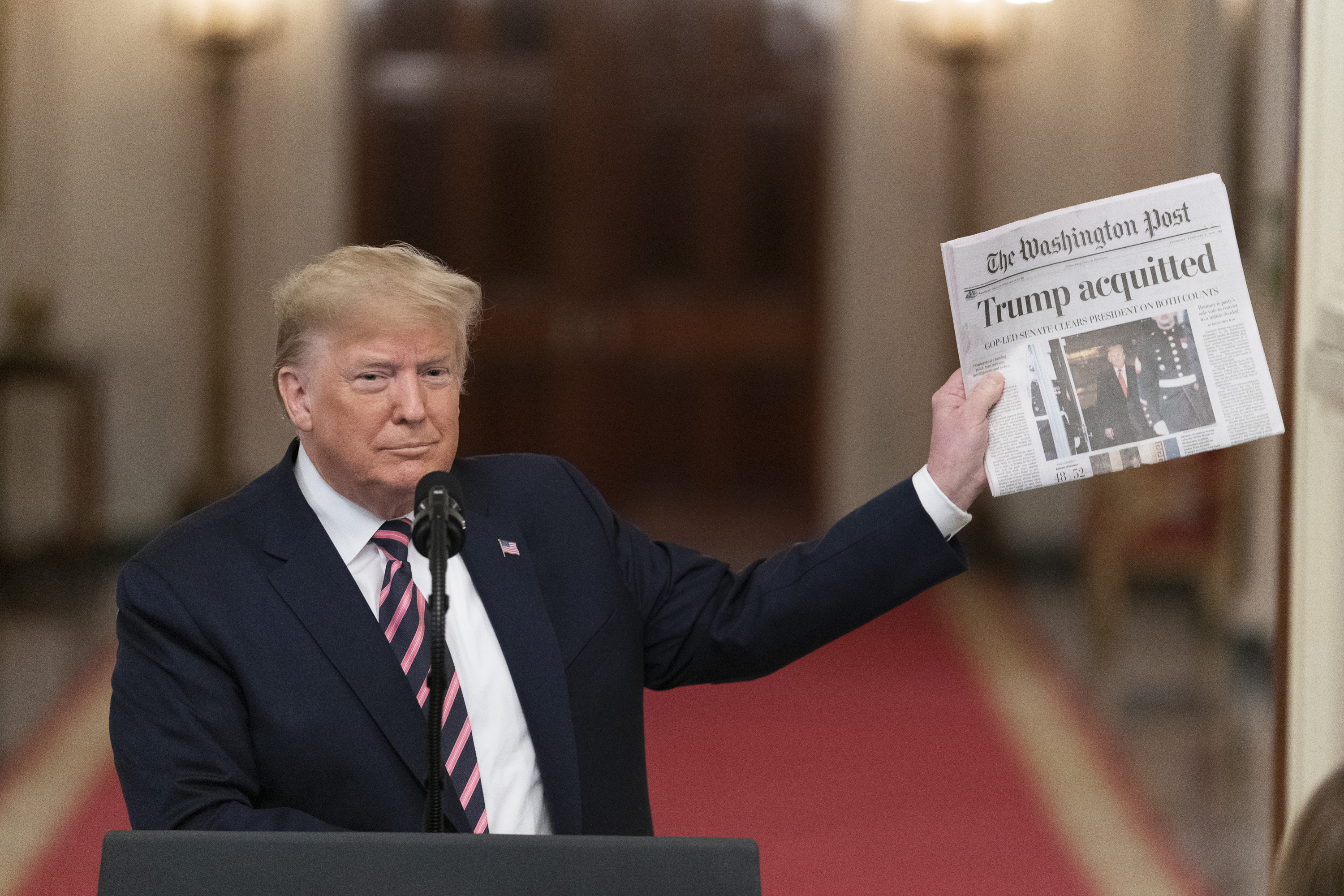
El president Trump fent una declaració

En resposta, durant els tres dies següents, l'equip legal de Trump no va negar els fets presentats als càrrecs, però va dir que Trump no havia infringit cap llei ni obstruït el Congrés. Van argumentar que la destitució era «constitucionalment i legalment nul·la» perquè Trump no va ser acusat de cap delicte i que l'abús de poder no és un delicte que pugui ser considerat en el procés de destitució.
El 31 de gener, el Senat va votar en contra de permetre citacions per a citar testimonis o documents; 51 republicans van formar la majoria per a aquesta votació. Per tant, es va convertir en el primer judici de destitució de la història dels Estats Units sense declaracions de testimonis. El 5 de febrer, Trump va ser absolt dels dos càrrecs en una votació gairebé en la línia amb el partit; el republicà Mitt Romney va votar a favor de condemnar un dels càrrecs. Després de la seva absolució, Trump va començar a destituir els testimonis del procés de destitució i als polítics i funcionaris de carrera nomenats que no considerava prou lleials.

## Després de la presidència

### Campanya presidencial de 2020
Trump va subratllar la seva intenció de postular-se per a un segon mandat en presentar-se a la FEC poques hores després d'haver assumit la presidència. Aquest fet va transformar el seu comitè electoral del 2016 en un de reelecció del 2020. Trump va marcar l'inici oficial de la campanya amb una míting a Melbourne (Florida) el 18 de febrer de 2017, menys d'un mes després d'haver pres possessió del càrrec. El gener del 2018, el comitè de reelecció de Trump tenia 22 milions de dòlars a mà, i havia recaptat una quantitat total superior als 67 milions de dòlars al desembre de 2018. Trump va esdevenir el candidat republicà el 17 de març del 2020 després de garantir el suport de la majoria de delegats compromesos. La campanya de reelecció de Trump va registrar una disminució en les xifres de les enquestes a mitjan 2020, cosa que reflecteix la insatisfacció quant a la seva gestió de la pandèmia de la COVID-19 i les protestes generalitzades per a la justícia racial després de la mort de George Floyd.
A partir de la primavera del 2020, Trump va començar a sembrar dubtes sobre les eleccions, advertint repetidament que les eleccions serien «manipulades». i al·legant sense proves que l'esperat ús generalitzat de la votació per correu produiria un «frau electoral massiu». Quan la Cambra de Representants va votar a favor d'una subvenció de 25 mil milions de dòlars per a correus, per permetre que gestioni l'augment esperat en la votació per correu, Trump va dir que no estava d'acord amb la subvenció perquè vol evitar qualsevol augment del vot per correu. En el que The New York Times va anomenar un «incompliment extraordinari del decòrum presidencial», Trump va plantejar la idea el 30 de juliol de retardar les eleccions, alhora que va manifestar preocupacions infundades sobre inexactitud i fraus. S'ha negat a dir si acceptarà els resultats de les eleccions si perd.
Els anuncis de la campanya al juliol es van centrar en la delinqüència, tot afirmant que les ciutats caurien en l'anarquia si Biden guanyés la presidència. Diverses fonts van descriure el missatge de la seva campanya com un canvi cap a una «retòrica racista» per intentar recuperar els votants perduts de la seva base.
Els resultats de les eleccions del 3 de novembre van oficialitzar-se el dia 7 donant com a vencedor el seu oponent Joe Biden. Trump no va reconèixer la derrota i va mantenir que hi havia hagut frau fins a l'últim moment. El 20 de gener, Trump no va assistir a l'acte d'Investidura presidencial de Joe Biden.

### Legislatura de Joe Biden
Immediatament després de les eleccions del 2020, Donald Trump i els seus aliats al Partit Republicà van utilitzar les falses afirmacions de frau electoral. Els dies 5 i 6 de gener de 2021, partidaris radicalitzats del president dels Estats Units, Donald Trump, es van traslladar a Washington DC per protestar pels resultats de les eleccions presidencials del 2020 i donar suport a la demanda de Trump perquè el vicepresident Mike Pence i el Congrés rebutgessin el president electe Joe Biden. Inicialment els manifestants es van concentrar a The Ellipse, parc situat al davant de la Casa Blanca, on els assistents van escoltar els discursos de Trump i Rudolph Giuliani. Després de trencar el perímetre de seguretat, la majoria dels manifestants simplement van entrar al Capitoli a peu; altres van usar cordes i escales improvisades per envair l'edifici i alguns altres van trencar finestres per entrar-hi. Com a resultat, va haver-hi quatre morts, tres manifestants i un policia. Trump va pressionar als legisladors fins al juliol de 2022 perquè anul·lessin les eleccions de 2020.
A diferència d'altres expresidents, Trump va continuar dominant el seu partit, sent descrit com un cap de partit modern. Va continuar recaptant fons, recaptant més del doble que el mateix Partit Republicà, va insinuar una tercera candidatura i es va beneficiar de la recaptació de fons de molts candidats republicans celebrats a Mar-a-Lago. Gran part del seu enfocament es va centrar en com es fan les eleccions i en destituir els funcionaris electorals que s'havien resistit als seus intents de revocar els resultats de les eleccions del 2020. A les eleccions de mig mandat de 2022 va avalar més de 200 candidats per a diferents càrrecs, la majoria dels quals van donar suport a la seva falsa afirmació que li van robar les eleccions presidencials de 2020.

### Eleccions presidencials dels Estats Units de 2024

#### Candidatura a la presidència dels Estats Units en 2024
Una setmana després de les eleccions de mig mandat del 2022, l'expresident Donald Trump va anunciar a Mar-a-Lago que tornaria a presentar-se a la presidència el 2024. Als caucus d'Iowa del 15 de gener, Donald Trump va aconseguir una victòria contundent, amb Ron DeSantis superant per poc a Nikki Haley pel segon lloc i Vivek Ramaswamy en un llunyà quart. Després dels caucus d'Iowa, Ramaswamy i DeSantis van abandonar la carrera i van donar suport a Trump, deixant Trump i Haley com els únics candidats importants restants. Trump va derrotar a Haley a les primàries de Nova Hampshire del 23 de gener, encara que amb un marge de victòria més petit que el que va aconseguir a Iowa, i la va derrotar de nou a les primàries de Carolina del Sud del 24 de febrer. Després de les aclaparadores victòries de Trump a tot el país el superdimarts, Haley va suspendre la seva campanya el 6 de març, després d'haver guanyat només Vermont i el Districte de Columbia.
El 15 de juliol de 2024 a la convenció republicana de Milwaukee va escollir el senador J. D. Vance com a candidat a vicepresident a les eleccions presidencials.

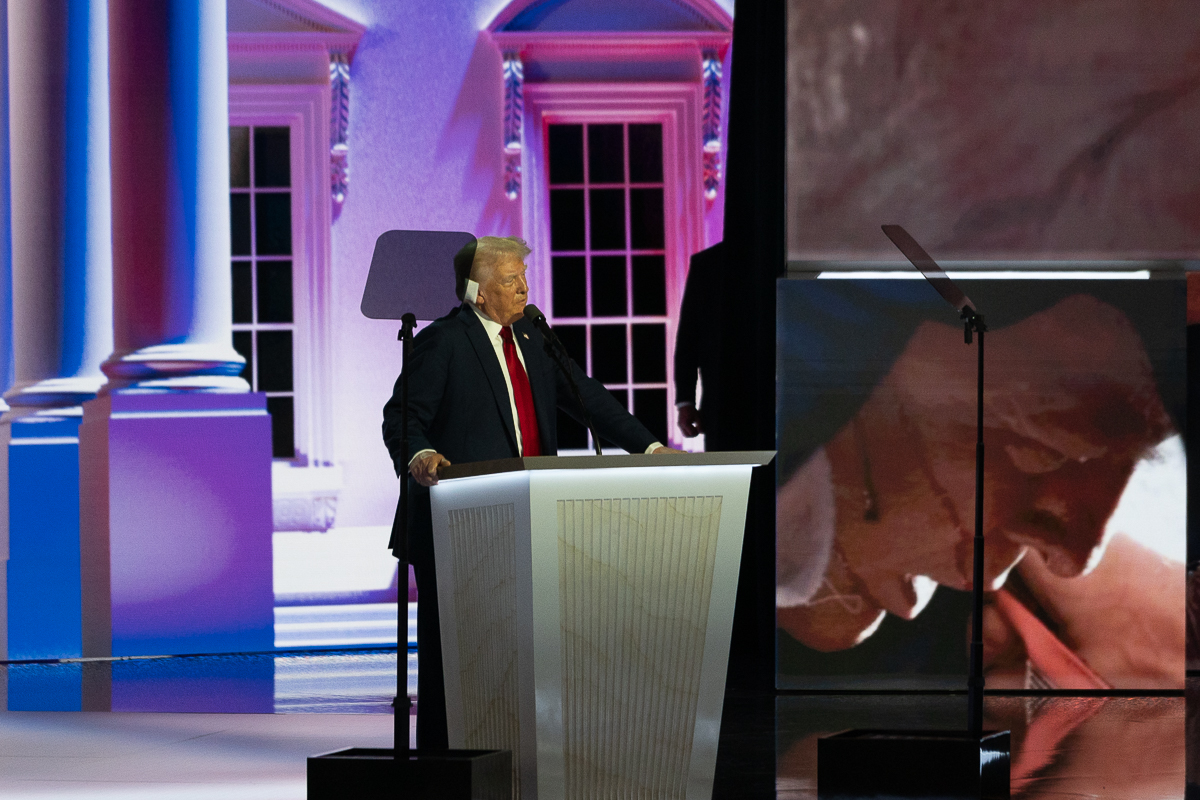
Discurs d'acceptació de la candidatura a la presidència dels Estats Units en 2024

El 26 de maig de 2024, Trump es va dirigir a la Convenció Nacional del Partit Llibertari per demanar la nominació del Partit Llibertari prometent nomenar un llibertari al seu gabinet. Trump va ser eliminat durant la votació, i Chase Oliver va ser nominat com a candidat.
Trump és el primer president o expresident que és condemnat per un delicte; també és el primer candidat d'un gran partit a presentar-se a la presidència després de ser condemnat per un delicte. Trump s'enfronta a nombrosos càrrecs penals i casos civils derivats dels seus actes abans, durant i després de la seva presidència.

#### Intents d'asassinat
El 13 de juliol de 2024, l'expresident dels Estats Units i candidat presidencial Donald Trump va rebre un tret a l'orella dreta mentre es trobava en un míting de campanya per les eleccions presidencials dels Estats Units de 2024 prop de Butler, Pennsilvània. L'autor dels trets fou Thomas Matthew Crooks, de 20 anys, que va disparar des d'un terrat fora del lloc de la concentració amb un rifle semiautomàtic, abans de ser abatut per un franctirador de l'equip de contraatac del Servei Secret. És el primer cop que un ex o actual president dels Estats Units resulta ferit en un intent d'assassinat des que el llavors president Ronald Reagan va ser disparat el 1981, i la primera vegada per a un candidat presidencial des de l'intent d'assassinat de George Wallace el 1972.
El 15 de setembre de 2024, els agents del Servei Secret van disparar contra un sospitós, identificat més tard com Ryan Wesley Routh, de 58 anys, que va ser vist amagat entre arbustos amb un rifle estil AK-47 al Trump International Golf Club de West Palm Beach, Florida. Routh va fugir de l'escena i més tard va ser detingut. L'incident va passar mentre l'expresident dels Estats Units Donald Trump jugava al golf al club. Els funcionaris creuen que l'home tenia la intenció de disparar a Trump. L'Oficina Federal d'Investigacions està investigant l'incident com un intent d'assassinat.

#### Resultats
Per primera vegada en dues dècades, el candidat republicà va guanyar el vot popular a les eleccions presidencials dels Estats Units de 2024. Donald Trump va escombrar als set estats oscil·lants i va aconseguir la victòria en vot després de treure encara més vots a les zones rurals d'Amèrica que en les eleccions presidencials dels Estats Units de 2020, incloent els votants de raça negra d'aquests territoris, va fer avenços significatius en el segment dels votants llatins des del sud-oest fins al corredor Bos-Wash, i en les grans ciutats va reduir els tradicionalment grans marges demòcrates, i fins i tot en molts dels seus suburbis es va perdre el profund sentiment anti-Trump de 2020. Fins i tot els comtats universitaris més grans semblaven perdre el sentit d'urgència i indignació que van marcar els resultats del 2020. El mur blau i el cinturó del Sol es van enfonsar per als demòcrates.
Després d'haver guanyat anteriorment a les eleccions presidencials dels Estats Units de 2016, Trump es va convertir en el segon president elegit per a un segon mandat no consecutiu, 132 anys després que Grover Cleveland derrotés Benjamin Harrison a les eleccions presidencials dels Estats Units de 1892. Trump, de 78 anys, també és la persona més gran que mai ha estat escollida president dels Estats Units. Harris va guanyar 226 vots electorals, el pitjor resultat demòcrata des de Michael Dukakis a les eleccions presidencials dels Estats Units de 1988.
El partit republicà també van aconseguir el la majoria al Senat i el Congrés, aconseguint el control del legislatiu i l'executiu per primera vegada des les eleccions de 2016. El Congrés va certificar els resultats el 6 de gener de 2025.

## Segona Presidència (2025-)
Donald Trump va jurar com a 47è president dels EUA el 20 de gener de 2025.

### Primeres mesures de govern
Immediatament després de prendre el càrrec va anunciat l'aprovació de desenes d'ordres executives, sobretot centrades en la immigració il·legal, destacant la declaració d'una emergència nacional a la frontera EUA-Mèxic per aconseguir el seu blindatge i combatre la immigració il·legal i el narcotràfic, la reinstauració del programa "Queda't a Mèxic" que obliga els migrants i sol·licitants d'asil a romandre en territori mexicà mentre es resolen els tràmits per entrar als EUA i ja s'havia aplicat des de gener del 2019, durant el seu primer mandat sent revocat l'agost del 2022 per l'administració de Joe Biden. Va decidir eliminar l'Ius soli per als fills d'immigrants en situació irregular, i va designar com a organitzacions terroristes els càrtels mexicans del narcotràfic i bandes com Mara Salvatrucha. El gener va ordenar la preparació de 30.000 llits per a migrants indocumentats al Centre de detenció de Guantánamo i el febrer va arribar a un acord amb l'administració d'El Salvador, presidida per Nayib Bukele per allotjar criminals violents nord-americans i deportats de qualsevol nacionalitat en un acord sense precedents.
En gener de 2025 va amnistiar gairebé 1.600 acusats de l'assalt al Capitoli dels Estats Units de 2021, i el febrer la seva administració va abandonar l'Organització Mundial de la Salut.

### Pau a través de la força
Donald Trump va acordar amb Vladímir Putin l'inici de les negociacions de pau en 13 de febrer de 2025, oberts a arrencar les converses immediatament per acabar amb la Guerra russo-ucraïnesa, a partir de renúncies territorials i a la pertinença d'Ucraïna a l'Organització del Tractat de l'Atlàntic Nord (OTAN). Després de discutir amb Volodímir Zelenski al Despatx Oval, el 3 de març de 2025 Donald Trump va suspendre l'enviament de material militar a Ucraïna.
A proposta de Donald Trump els Estats Units van negociar directament amb Hamas per l'alliberament d'ostatges nord-americans i el potencial final de la Guerra entre Israel i Hamàs sense Hamàs al poder a Gaza i van impulrsar un nou alto-el-foc per ramadà i setmana santa, que no es va arribar a dur a terme.
Després que el president Trump demanés accions a Mèxic i el Canadà, aquests van destinar 10.000 i 10.000 efectius addicionals a la frontera per ajudar a frenar el flux d'immigració il·legal i fentanil cap als Estats Units, i va designar els càrtels de drogues i les bandes de carrer com a organitzacions terroristes estrangeres, donant poder a les forces de l'ordre per detenir i la deportar als seus membres, obligant Colòmbia, Veneçuela i altres països a acceptar vols de repatriació. Els passos fronterers il·legals van arribar a mínims històrics, amb un 95% menys en 2025 respecte 2024.
Amb la investidura de Trump es van reprendre els bombardeigs sobre el Iemen controlat pels huthis.
El 6 de maig de 2025 l'Índia va bombardejar a Muridke i Bahawalpur al Punjab pakistanès, i a Kotli i Muzaffarabad al Caixmir ocupat pel Pakistan diverses infraestructures de Laixkar-e-Toiba causant la mort de 26 persones, després que aquesta organització ataqués un grup de turistes a Pahalgam el 22 d'abril, causant 28 víctimes mortals. Després d'atacs pakistanesos i indis, Donald Trump va auspiciar un alto el foc complet i immediat entre les dues parts, que va tenir efecte a partir del 10 de maig.
El 12 de maig Hamàs va alliberar després de converses directes entre els Estats Units i Hamàs a Qatar Edan Alexander, l'últim ostatge viu amb ciutadania nord-americana capturat el 2023 en els atacs del 7 d'octubre a Israel.
El 21 de juny de 2025 diverses bombes GBU-57 foren utilitzades per les Forces Aèries dels Estats Units d'Amèrica per destruir els complexos soterrats del programa nuclear de l'Iran a Fordow, Natanz i Esfahan, en el primer ús conegut del projectil.
El 27 de juny, els ministres d'Afers Exteriors de la República Democràtica del Congo i Ruanda van signar un acord de pau i es van reunir amb Donald Trump] a la Casa Blanca.
El 8 d'agost de 2025 el primer ministre d'Armènia, Nikol Pashinyan i el president de l'Azerbaidjan, Ilham Aliyev van signar a la Casa Blanca un preacord de pau auspiciat per Donald Trump per posar final a la crisi fronterera entre els dos països, reobrint-se el corredor que uneix l'Azerbaidjan amb l'enclavament de Nakhtxivan, que s'anomenarà Ruta Trump per a la Pau i la Prosperitat Internacional.

### Economia i comerç
El 2 d'abril de 2025 Donald Trump va anunciar, entre d'altres, aranzels del 34% a la Xina, del 20% a la Unió Europea, del 31% a Suïssa o del 10% al Regne Unit, en el que va qualificar com el Dia de l'alliberament que hauria de representar un punt d’inflexió en la política econòmica de la Casa Blanca, tanmateix el 9 d'abril va anunciar una pausa de 90 dies en tots els aranzels amb l'excepció de la Xina, que augmentà fins al 125%, mentre la Xina imposava un aranzel del 34% als Estats Units.
El juny de 2025 el Senat i el Congrés dels Estats Units va aprovar un paquet massiu de retallades fiscals i de despesa federal, i l'augment del finançament per al Pentàgon i la seguretat fronterera.

## Perfil públic

### Índex d'aprovació
Al final del seu segon any, el seu índex mitjà d'aprovació de Gallup de dos anys de mitjana va ser el més baix de qualsevol president des de la Segona Guerra Mundial. A partir del febrer de 2020, la seva qualificació de Gallup ha variat des d'un mínim del 35% d'aprovació fins al màxim del 49%. Els seus índex d'aprovació i desaprovació han estat inusualment estables.
A l'enquesta de cap d'any de Gallup, que demanava als nord-americans que diguessin el nom de l'home que més admiren, Trump va ocupar el segon lloc després d'Obama el 2017 i el 2018 i va empatar amb Obama com l'home més admirat el 2019 Des que Gallup va començar a realitzar l'enquesta el 1948, Trump és el primer president electe que no ha estat nomenat home més admirat en el seu primer any al càrrec.

### Xarxes socials
La presència de Trump a les xarxes socials ha cridat l'atenció a tot el món des que es va unir a Twitter el març del 2009. Es va comunicar molt per Twitter durant la campanya electoral de 2016 i ha continuat utilitzant aquest canal durant la seva presidència. L'atenció sobre l'activitat de Trump a Twitter ha augmentat significativament des que va ser investit president. El maig del 2019, el seu compte es troba entre els 15 amb més seguidors a Twitter, amb més de 60 milions de seguidors.
A la darreria del maig del 2020, Trump havia escrit al voltant de 52.000 tuits. D'aquests, 22,115 tuits corresponen als més de set anys abans de la seva candidatura presidencial, 8.159 tuits corresponen als anys de la seva candidatura i el període de la transició, i 14.186 tuits corresponen als tres primers anys de la seva presidència.
Trump ha utilitzat sovint Twitter com a mitjà directe de comunicació amb el públic, deixant de banda la premsa. Des de la primeria de la seva presidència, els seus tuits han estat considerats declaracions oficials pel president dels Estats Units, utilitzats per anunciar canvis polítics o de personal. El març del 2018, Trump va acomiadar el seu secretari d'Estat Rex Tillerson per Twitter.
Moltes de les afirmacions que ha tuitat han resultats ser falses. Al maig del 2020, Twitter va començar a etiquetar alguns tuits de Trump amb advertències de verificació de fets i etiquetes per infraccions de les regles de Twitter. Trump va respondre amenaçant de «regularment fortament» o fins i tot de «tancar» les plataformes de xarxes socials.

### Declaracions falses

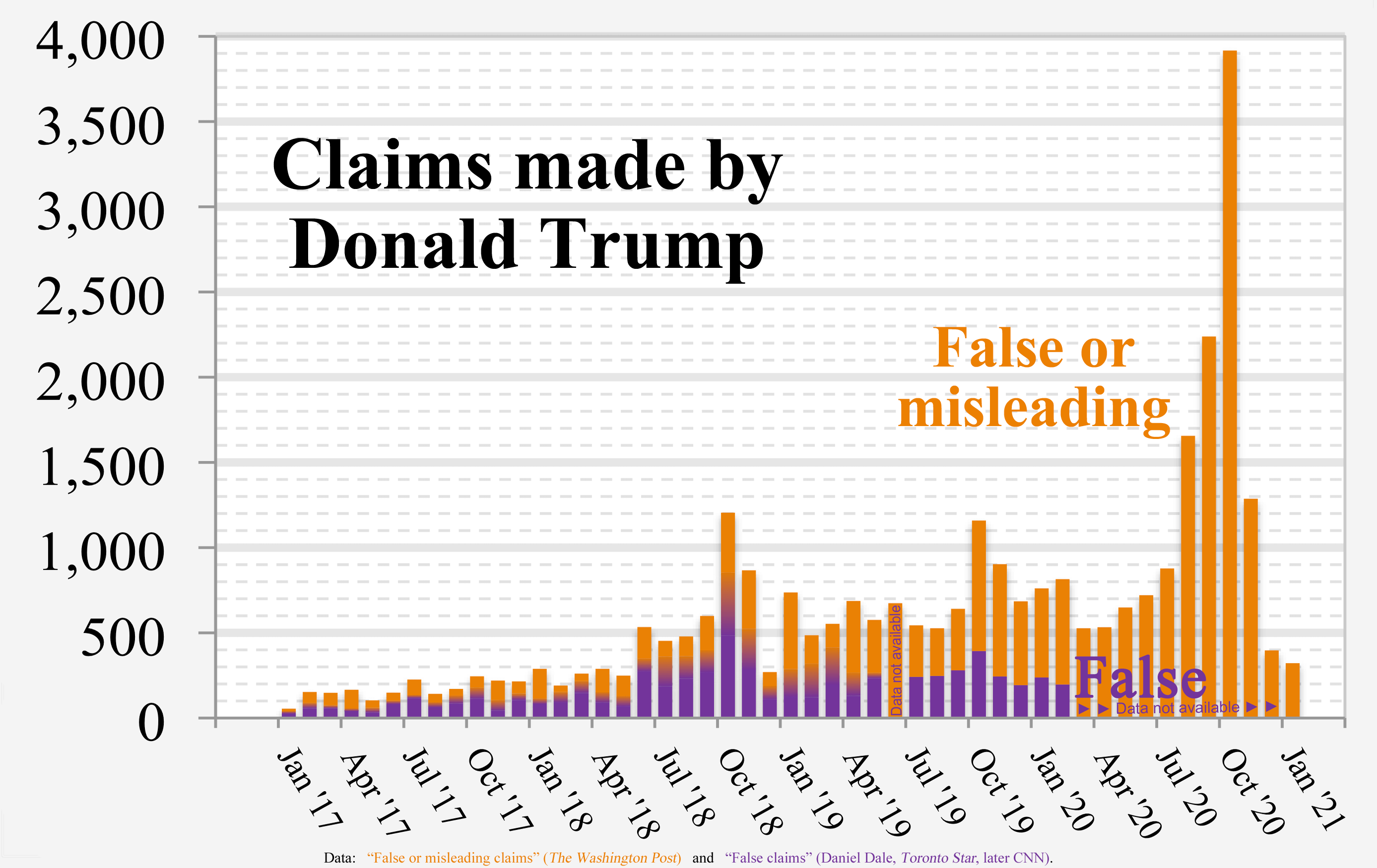
Fact-checkers de The Washington Post, Toronto Star, i la CNN van recopilar dades de «declaracions falses o enganyoses» (fons taronja), i «declaracions falses» (fons lila), respectivament.

Com a president, Trump ha fet sovint declaracions falses o inacurades en discursos i declaracions públiques. La desinformació ha estat documentada per fact-checkers; els acadèmics i els mitjans de comunicació han descrit àmpliament el fenomen com a inèdit en la política nord-americana. Aquest comportament es va observar de manera similar quan era candidat a la presidència. Les seves falsedats també han esdevingut una part distintiva de la seva identitat política.
Trump va pronunciar «almenys una declaració falsa o enganyosa per dia en 91 dels seus primers 99 dies» al càrrec, segons publica The New York Times, i 1.318 en total en els seus primers 263 dies al càrrec, segons la columna d'anàlisi política «Fact Checker» de The Washington Post. D'acord amb el recompte de The Post, a Trump li van caldre 601 dies per arribar a 5.000 declaracions falses o enganyoses i uns altres 226 dies per arribar a la xifra de 10.000. Durant les set setmanes anteriors a les eleccions de meitat de termini, la xifra va augmentar a una mitjana de trenta al dia provenint de 4,9 durant els seus primers cent dies al càrrec. El recompte de The Post va ser de 20.055 declaracions falses o enganyoses fins al 9 de juliol de 2020, i el total del 2019 és més del doble del total acumulat del 2017 i del 2018.
Algunes de les falsedats de Trump són intranscendents, com ara les afirmacions per les quals una gran multitud hauria assistit a la investidura. Altres han tingut efectes d'un abast més gran, com la promoció per part de Trump de medicaments antipalúdics no provats com a tractament per a la COVID-19 en una conferència de premsa i a Twitter el març del 2020. L'estat de Florida va obtenir prop d'un milió de dosis per als seus hospitals, tot i que la majoria d'ells no volien el medicament. Altres informacions errònies, com el retuit de Trump de vídeos no verificats d'un grup nacionalista britànic d'extrema dreta el novembre de 2017, tenen un propòsit polític intern en promoure certes polítiques d'immigració i seguretat fronterera. Com a qüestió de principis, Trump es disculpa per les seves falsedats.
Malgrat la freqüència de les falsedats de Trump, els mitjans de comunicació rarament s'hi han referit com a «mentides». La paraula suggereix un intent d'engany, per tant, si es fa servir es pot interpretar com una opinió sobre la intenció que hi ha darrere la declaració. La paraula és plena de perills polítics i en general s'ha evitat per respecte al càrrec presidencial. No obstant això, a l'agost de 2018, The Washington Post va declarar per primera vegada que algunes de les declaracions errònies de Trump (declaracions sobre els diners a canvi de silenci que va pagar a Stormy Daniels i la model de Playboy Karen McDougal) eren mentides. L'exsecretari d'estat de George Walker Bush, Colin Powell, que mai no havia utilitzat la paraula en referència a cap president anterior, va dir al juny del 2020 que Trump «menteix tota l'estona».
Alguns consideren que la naturalesa i la freqüència de les falsedats de Trump tenen conseqüències profundes i corrosives sobre la democràcia. James Pfiffner, professor de política i govern de la Universitat George Mason, va escriure el 2019 que Trump menteix d'una manera diferent a la dels presidents anteriors, perquè ofereix «declaracions falses atroces que son demostrablement contràries a fets ben coneguts»; aquestes mentides són les «més importants» de totes les mentides de Trump. En qüestionar els fets, la gent no podrà avaluar adequadament el seu govern, amb creences assentades irracionalment pel «poder polític»; aquest fet erosiona la democràcia liberal, va escriure Pfiffner.

### Promoció de teories de la conspiració
Abans i durant la seva presidència, Trump ha promogut nombroses teories de conspiració, inclosa la del «naixement» de Barack Obama, la teoria de Clinton Body Count i la suposada ingerència d'Ucraïna en les eleccions nord-americanes. El juliol del 2020, Trump va retuitar un vídeo de Stella Immanuel, una metgessa de Texas, que promovia una cura no provada per al coronavirus. Posteriorment, la seva publicació va ser eliminada de diverses xarxes socials perquè infringia sengles regles sobre desinformació.

### Relació amb la premsa

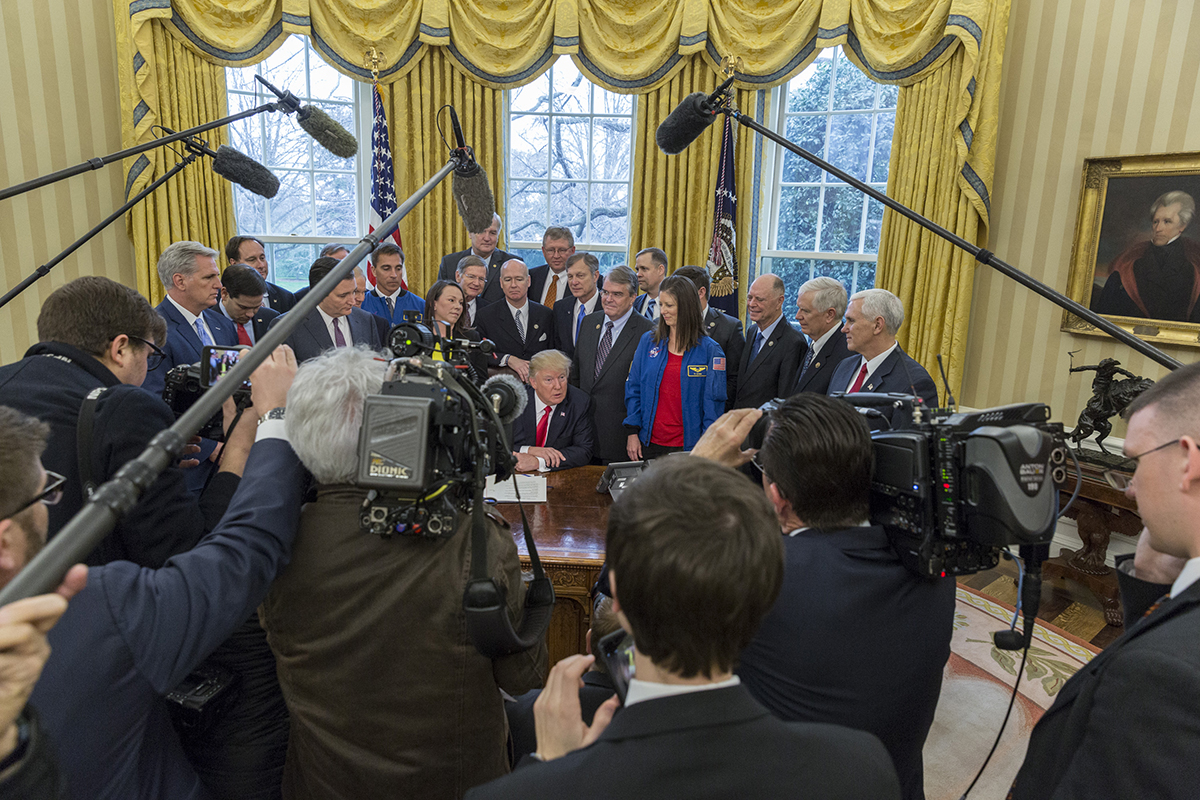
Trump dirigint-se a la premsa, març de 2017

Al llarg de la seva carrera, Trump ha cercat l'atenció dels mitjans de comunació. Les seves interaccions amb la premsa es van convertir en allò que algunes fonts van anomenar una relació d'«amor-odi». Trump va començar a promocionar-se a la premsa a la dècada de 1970. El presentador de Fox News Bret Baier i l'expresident de la Cambra de Representants Paul Ryan han caracteritzat Trump com un «trol» que fa declaracions controvertides per veure com «explota el cap» de la gent.
A la campanya, Trump es va beneficiar d'una quantitat rècord de cobertura mediàtica gratuïta, cosa que va augmentar la seva posició a les primàries republicanes. L'escriptora de The New York Times, Amy Chozick, va escriure el setembre del 2018 que un dels motius de l'atractiu de Trump era la seva dominació dels mitjans, la qual captiva el públic. Chozick va donar suport a l'opinió que amb Trump «alimentant alguna cosa cada nit» hi ha una naturalesa «imperdible» en la cobertura d'ells que fan els mitjans, semblant a un xou d'impacte.
Al llarg de la seva campanya presidencial del 2016 i la seva presidència, Trump ha acusat diverses vegades els mitjans de comunicació de malinterpretar intencionadament les seves paraules i de ser parcial, i els ha anomenat «mitjans de notícies falses» i «l'enemic del poble». Després de guanyar les eleccions, el periodista Lesley Stahl va relatar que Trump va dir que havia degradat i desacreditat intencionadament els mitjans «perquè quan escrigueu històries negatives sobre mi ningú no us cregui».
Trump ha reflexionat en privat i en públic sobre treure les credencials de premsa de la Casa Blanca als periodistes crítics. La seva administració es va moure per a revocar els passis de premsa de dos periodistes de la Casa Blanca, que van ser restituïts pels tribunals. El 2019, un membre de la premsa estrangera va manifestar moltes de les mateixes preocupacions que les dels mitjans de comunicació als Estats Units, i va expressar el seu temor que un procés de normalització per part de periodistes i mitjans de comunicació doni com a resultat una caracterització incorrecta de Trump. La Casa Blanca de Trump va celebrar prop d'un centenar de conferències de premsa formals el 2017, que van disminuir a la meitat durant el 2018 i a dos el 2019.
A la primera del 2020, la campanya de Trump va demandar The New York Times, The Washington Post i la CNN per suposada difamació.

### Punts de vista racials
Molts dels comentaris i accions de Trump s'han caracteritzat, tant dins els Estats Units com a l'estranger, per les seves connotacions racistes. Ha negat diverses vegades que sigui racista, en afirmar: «Sóc la persona menys racista que hi ha al món». Molts dels seus partidaris diuen que la seva manera de parlar reflecteix el seu rebuig a la correcció política, mentre que altres l'accepten perquè comparteixen les seves creences. Els acadèmics han discutit la retòrica de Trump en el context del supremacisme blanc.
Diversos estudis i enquestes han constatat que les actituds racistes van alimentar l'ascens polític de Trump i han estat més importants que els factors econòmics per determinar la lleialtat dels votants de Trump. S'ha demostrat que les actituds racistes i islamòfobes són un poderós indicador de suport a Trump. En un sondeig de la Universitat de Quinnipiac del juny del 2018, el 49 per cent dels enquestats creia que era racista, mentre que el 47 per cent creia que no ho era. A més, el 55 per cent va dir que «ha envalentit les persones que tenen creences racistes per a que les expressin públicament».
El 1975, Trump va resoldre una demanda del Departament de Justícia de 1973 que al·legava discriminació en l'habitatge contra llogaters negres. També ha estat acusat de racisme per haver insistit que un grup d'adolescents negres i llatinoamericans eren culpables d'haver violat una dona blanca en el cas del corredor de Central Park del 1989, fins i tot després que fossin exonerats per proves d'ADN el 2002. Ha mantingut la seva posició sobre el tema al 2019.
Trump va iniciar la seva carrera política el 2011 com un dels principals defensors de les teories conspiratives del «naixement», al·legant que Barack Obama, el primer president negre dels Estats Units, no va néixer als Estats Units. A l'abril de 2011, Trump es va atribuir el mèrit d'haver pressionat la Casa Blanca per tal que publiqués el certificat de naixement «llarg», que ell va considerar fraudulent, i després va dir que això el va fer «molt popular». Al setembre de 2016, enmig de la pressió, va reconèixer que Obama va néixer als Estats Units i va afirmar falsament que els rumors havien estat iniciats per Hillary Clinton durant la seva campanya presidencial del 2008. El 2017, suposadament encara va expressar en privat punts de vista favorables a la teoria del «naixement».
Segons una anàlisi publicada a Political Science Quarterly Trump va fer «crides explícitament racistes als blancs» durant la seva campanya presidencial del 2016. En particular, el seu discurs d'inici de campanya va generar crítiques generalitzades per afirmar que els immigrants mexicans «porten drogues, cometen delictes i són violadors». Els seus comentaris posteriors sobre una jutgessa mexicano-americana que presidia una demanda civil amb relació a la Trump University també van ser criticats com a racistes.
Alguns van interpretar que els comentaris de Trump en reacció a la manifestació d'extrema dreta de Charlottesville del 2017 implicaven una equivalència moral entre els manifestants supremacistes blancs i els contra-manifestants.
En una reunió al Despatx Oval del gener de 2018 per discutir la legislació d'immigració, suposadament es va referir a El Salvador, Haití, Hondures i les nacions africanes com a «països de merda». Les seves declaracions van ser condemnades com a racistes a tot el món, així com per molts membres del Congrés.
El juliol de 2019, Trump va tuitar que quatre membres demòcrates del Congrés – totes quatre dones pertanyents a minories, tres d'elles nord-americanes natives – haurien de «tornar» als països des d'on «van venir». Dos dies després, la Cambra dels Representants va votar 240-1818, majoritàriament seguint la línia del partit, per condemnar els seus «comentaris racistes». Les publicacions i pàgines de xarxes socials de nacionalisme blanc van elogiar les seves declaracions, que van continuar durant els dies següents.

### Comentaris sobre les dones
Trump té un llarg historial d'insults o menyspreus cap a les dones a través de comentaris sobre l'aparença o les funcions corporals, comparacions amb animals o altres formes de llenguatge sexista. El comportament de Trump va esdevenir un tema de campanya quan va ser preguntat al respecte durant el debat presidencial del Partit Republicà per la periodista de Fox News i la presentadora de debats Megyn Kelly el 6 d'agost de 2015. Trump va restar importància a la pregunta en dir que ella el tractava injustament, però l'endemà va declarar sobre Kelly a la CNN: «Es podia veure que li sortia sang dels ulls. Sang que sortia d'ella onsevulla». El comentari va ser àmpliament vist com una referència a la sang menstrual. Trump va negar que el comentari fos sobre la menstruació i va insistir que el que va dir era apropiat. Trump va provocar una condemna dels dos partits pels seus comentaris.
Trump, en la campanya presencial del 2024, va qüestionar que les dones poguessin mantenir el vot en privat: "Us imagineu una dona que no digui al seu marit a qui vota?"

### Denúncies d'agressió sexual i conducta sexual inapropiada
Almenys vint-i-tres dones han acusat públicament Trump de conducta sexual inapropiada fins a l'octubre de 2019, inclosa la seva aleshores dona Ivana. Hi va haver denúncies de violació, violència, petons i grapejament sense consentiment, mirar sota les faldilles de dones i caminar sobre dones despullades. El 2016, va negar totes les acusacions en titllar-les de «calumnies falses» i va al·legar que hi havia una conspiració en contra seva.
A l'octubre de 2016, dos dies abans del segon debat presidencial, va aparèixer una gravació «hot mic» del 2005 en què se sentia com Trump es vanava de besar i grapejar dones sense el seu consentiment, en dir «quan ets una estrella, et deixen fer-ho, pots fer qualsevol cosa... agafar-les pel cony». L'exposició generalitzada dels mitjans de comunicació de l'incident va provocar la primera disculpa pública de Trump durant la campanya i va causar indignació a tot l'espectre polític.

### Denúncies d'incitació a la violència
Algunes investigacions suggereixen que la retòrica de Trump provoca una incidència més gran de delictes d'odi. Durant la campanya del 2016, de vegades va instar o elogiar atacs físics contra manifestants o periodistes. Des d'aleshores, algunes persones o els seus advocats han citat la retòrica de Trump per defensar el seu discurs d'odi o accions violentes. L'agost de 2019 es va informar que un home que presumptament va agredir una menor per falta de respecte per l'himne nacional havia citat la retòrica de Trump en la seva pròpia defensa. També es va informar a l'agost de 2019 que una revisió nacional realitzada per ABC News havia identificat almenys 36 casos criminals en què es va citar Trump en connexió directa amb violència o amenaces de violència. D'aquests, 29 es basaven en gent que feia ressò de la retòrica presidencial, mentre que els altres set eren de gent que protestava contra la seva retòrica o no hi tenia vincles directes.

### Cultura popular
Trump ha estat objecte de comediants, artistes de dibuixos animats de Flash, i artistes de caricatures en línia. Ha estat parodiat regularment a Saturday Night Live per Phil Hartman, Darrell Hammond i Alec Baldwin, i a South Park com a Mr. Garrison. L'episodi d' els Simpson «Bart to the Future», escrit durant la seva campanya del 2000 pel Partit Reformista, preveia una futura presidència de Trump. Una sèrie de paròdia dedicada anomenada The President Show va debutar a l'abril de 2017 a Comedy Central, mentre que una altra anomenada Our Cartoon President va debutar a Showtime el febrer de 2018.
El patrimoni i l'estil de vida de Trump han estat un element fix de les lletres de hip-hop des de la dècada de 1980 en ser anomenat en centenars de cançons, la majoria de vegades en un to positiu. Les mencions de Trump al hip-hop van esdevenir negatives i pejoratives després d'haver-se postulat per a la presidència el 2015.

### Reconeixement
El 1983, Trump va rebre el premi Arbre de la Vida del Fons Nacional Jueu, després d'ajudar a finançar dues àrees de joc, un parc i un embassament a Israel. El 1986 va rebre la Medalla d'Honor d'Ellis Island en reconeixement del «patriotisme, la tolerància, la germanor i la diversitat», i el 1995 va rebre la Medalla del President de la Freedoms Foundation pel seu suport als programes de joventut. Se li van concedir cinc doctorats honoraris, tot i que un li va ser revocat per la Universitat Robert Gordon el 2015 després que Trump demanés una prohibició cap als musulmans, i va declarar que el discurs de Trump era «totalment incompatible ... amb l'esperit i els valors de la universitat». Els premis restants són el doctorat honorari en lleis de la Universitat de Lehigh el 1988, el doctorat honorari de lletres humanes del Wagner College el 2004 i els doctorats honoraris en negocis i dret de la Universitat Liberty el 2012 i el 2017, respectivament.
Al desembre de 2016, Time va nomenar Trump com la seva «Persona de l'Any», però Trump va discrepar amb la revista per referir-s'hi com el «president dels Estats dividits d'Amèrica». El mateix mes, va ser nomenat Persona de l'Any de Financial Times i Forbes el va classificar com la segona persona més poderosa del món després de Vladímir Putin. Com a president, Trump va rebre el Collar de l'Orde d'Abd-al-Aziz ibn Saüd de l'Aràbia Saudita el 2017.